# グリザイアシリーズ
『グリザイアシリーズ』とは、フロントウイングより発売されたノベルゲームのシリーズ作品（一部パソコン用アダルトゲーム）である。

## 概要
本稿では『グリザイアの果実』・『グリザイアの迷宮』・『グリザイアの楽園』・『グリザイア：ファントムトリガー』・『グリザイア クロノスリベリオン』・『グリザイア 戦場のバルカローレ』、及びそれらを原作とする漫画などの派生作品やスピンオフ作品である『グリザイアの安息』『アイドル魔法少女ちるちる☆みちる』についても併せて取り扱う。

## ゲーム発売の沿革
2010年、アダルトPCメーカー「フロントウィング」設立記念の企画でWindowsPC版「グリザイアの果実」を起点とする作品群。「果実」「迷宮」「楽園」は三部のシリーズ構成。2016年まで発売された「グリザイアの○○」はサイドストーリー、ファンディスク、などの要素を占めた作品群。2017年、アダルトから一転し、性描写無し、一部機種に年齢制限が課されるが全年齢を対象とするファントムトリガーの作品群が発売される。詳しくは下記を参照。
| 年   | 月日     | 機種・プラットフォーム （DL） | タイトル                                                                    |
| ---- | -------- | ----------------------------- | --------------------------------------------------------------------------- |
| 2011 | 2月25日  | PC                            | グリザイアの果実                                                            |
| 2012 | 2月24日  | PC                            | グリザイアの迷宮                                                            |
| 2013 | 2月21日  | PSP                           | グリザイアの果実 -LE FRUIT DE LA GRISAIA-                                   |
| 2013 | 5月24日  | PC                            | グリザイアの楽園                                                            |
| 2013 | 8月8日   | PS Vita                       | グリザイアの果実 -LE FRUIT DE LA GRISAIA-                                   |
| 2013 | 9月25日  | DMM                           | グリザイアの安息 [サービス開始]                                             |
| 2014 | 7月22日  | DMM                           | グリザイアの安息 [サービス終了]                                             |
| 2014 | 8月15日  | PC                            | アイドル魔法少女ちるちる☆みちる 前編                                        |
| 2014 | 10月30日 | PS Vita・PSP                  | グリザイアの迷宮 -LE LABYRINTHE DE LA GRISAIA-                              |
| 2014 | 12月11日 | PS Vita・PSP                  | グリザイアの楽園 -LE EDEN DE LA GRISAIA-                                    |
| 2014 | 12月26日 | PC                            | アイドル魔法少女ちるちる☆みちる 後編                                        |
| 2015 | 6月25日  | PS Vita                       | グリザイアの果実スピンアウト!?アイドル魔法少女ちるちる☆みちる               |
| 2015 | 10月23日 | PC                            | グリザイアの有閑                                                            |
| 2015 | 12月9日  | Android                       | グリザイアの有閑                                                            |
| 2015 | 12月25日 | PC                            | グリザイアの残光                                                            |
| 2016 | 2月10日  | Android                       | グリザイアの残光                                                            |
| 2016 | 3月4日   | PC                            | グリザイアの旋律                                                            |
| 2016 | 5月18日  | Steam                         | グリザイアの有閑                                                            |
| 2016 | 7月20日  | Steam                         | グリザイアの残光                                                            |
| 2016 | 12月16日 | Steam                         | グリザイアの旋律                                                            |
| 2017 | 1月27日  | PC                            | グリザイア・コンプリートボックス                                            |
| 2017 | 4月28日  | PC                            | グリザイア：ファントムトリガー vol.1 グリザイア：ファントムトリガー vol.2   |
| 2017 | 7月27日  | PS Vita                       | グリザイアの果実 -SIDE EPISODE-                                             |
| 2017 | 7月28日  | PC                            | グリザイア：ファントムトリガー vol.3                                        |
| 2017 | 12月21日 | PS Vita                       | グリザイア：ファントムトリガー 01＆02                                       |
| 2018 | 1月26日  | PC                            | グリザイア：ファントムトリガー vol.4                                        |
| 2018 | 7月27日  | PC                            | グリザイア：ファントムトリガー vol.5                                        |
| 2018 | 8月2日   | PS Vita                       | グリザイア：ファントムトリガー 03＆04                                       |
| 2019 | 4月26日  | PC                            | グリザイア：ファントムトリガー vol.5.5 グリザイア：ファントムトリガー vol.6 |
| 2019 | 11月7日  | Nintendo Switch               | グリザイアの果実・迷宮・楽園 フルパッケージ                                 |
| 2020 | 6月25日  | Nintendo Switch               | グリザイア：ファントムトリガー 01＆02                                       |
| 2020 | 7月22日  | PC                            | グリザイア：ファントムトリガー vol.7                                        |
| 2020 | 7月22日  | Nintendo Switch               | グリザイア：ファントムトリガー 03                                           |
| 2020 | 9月17日  | Nintendo Switch               | グリザイア：ファントムトリガー 04                                           |
| 2020 | 11月19日 | Nintendo Switch               | グリザイア：ファントムトリガー 05                                           |
| 2020 | 11月26日 | Android/iOS                   | グリザイア クロノスリベリオン [サービス開始]                                |
| 2021 | 1月21日  | Nintendo Switch               | グリザイア：ファントムトリガー 5.5                                          |
| 2021 | 4月28日  | Nintendo Switch               | グリザイア：ファントムトリガー 01 to 05                                     |
| 2021 | 8月31日  | Android/iOS                   | グリザイア クロノスリベリオン [サービス終了]                                |
| 2021 | 9月22日  | Nintendo Switch               | グリザイア：ファントムトリガー 06                                           |
| 2022 | 2月25日  | PC                            | グリザイア：ファントムトリガー vol.8                                        |
| 2022 | 4月5日   | DMM                           | グリザイア 戦場のバルカローレ [サービス開始]                                |
| 2022 | 12月1日  | Nintendo Switch               | グリザイア：ファントムトリガー 07                                           |
| 2023 | 2月24日  | Nintendo Switch               | グリザイア：ファントムトリガー 08                                           |
| 2023 | 3月23日  | DMM                           | グリザイア 戦場のバルカローレ [サービス終了]                                |
| 2023 | 4月28日  | PC                            | グリザイア クロノスリベリオン                                               |
| 2023 | 6月29日  | Nintendo Switch               | グリザイア：ファントムトリガー 5.5 to 08                                    |
| 2023 | 7月27日  | Steam                         | グリザイア クロノスリベリオン                                               |

- 2024年
  - 11月29日 - フルHD化した「果実」「迷宮」「楽園」「有閑／残光／旋律」を収録したPC版『グリザイア リマスタードボックス』が発売[39]。
- 2025年
  - 2月28日 - グリザイア：ファントムトリガーのvol.1〜vol.8までを収録したPC版『グリザイア：ファントムトリガー・コンプリートボックス』が発売[40]。

## グリザイアの果実
2011年2月25日発売。フロントウイングの設立10周年目の作品として制作されたシリーズ第1作。フランス語によるタイトルは、"LE FRUIT DE LA GRISAIA" で、略称は「グリカジ」。
タイトルの「グリザイア」は美術用語「グリザイユ」に由来し、「灰色」という意味が込められている。企画当初はタイトル案として「グレースケール」「ワールドエンド」「創世のタナトス」「サンクチュアリ・フェローズ」などもあり、作品の内容をイメージしやすい「灰色」の含まれた「グレースケール」に仮決定され、その後「グレースケール」をフランス語に変化させた「グリザイユ」から語尾を開かせた「グリザイア」、さらにタイトル案の1つである「世界樹の果実」から取ってタイトルが『グリザイアの果実』と決定された。
キャラクターデザインと原画は、アニメーターの渡辺明夫と『ほしうた』のキャラクターデザインを担当したイラストレーターのフミオ。フミオの方がキャラクターを多く担当し、渡辺明夫は2DCGと3DCG、アニメーションを組み合わせたオープニングアニメーションの監修も担当している。
予約特典はビジュアルファンブック『グリザイアの秘宝』。また、ソフマップではオリジナルイラストの大型ケースの中に通常版ソフトとショップ特典（ベッドシーツ、タオル、ドラマCD）を封入した『グリザイアの果実 SOFMAP LIMITED EDITION』が販売された。萌えゲーアワード2011大賞部門金賞受賞作品。PSP版とPS Vita版はファミ通クロスレビューシルバー殿堂入り。2013年期のPS Vita版販売本数は4,397本だった。

### 批評（果実）
第1作『グリザイアの果実』は「萌えゲーアワード2011」で大賞部門で金賞の他、シナリオ賞部門・ユーザー支持賞部門・主題歌賞部門・純愛系作品賞部門でも金賞を獲得している。
『ファミ通』2013年2月28日号にて『グリザイアの果実』PSP移植版のレビューが掲載された。4人のレビュアーがそれぞれ7, 8, 7, 8点をつけ、40点満点中30点を獲得し、30 - 31点のゲームが対象となる「シルバー殿堂入り」となった。共通ルートにおける明るい雰囲気と、個別ルートの重い雰囲気のギャップがいいと評価された。
『ファミ通』2013年8月15・22・29日号にて『グリザイアの果実』PS Vita移植版のレビューが掲載された。4人のレビュアーがそれぞれ8, 8, 7, 7点をつけ、40点満点中30点を獲得し、「シルバー殿堂入り」となった。PSP版と同様に共通ルートと個別ルートの雰囲気の違いに言及があったほか、ゲームシステムに関してタッチ操作とスキップ機能がよいとの指摘が複数のレビュアーからなされた。

### ストーリー（果実）
2011年5月24日。175kmもの距離を歩き、バックパック一つで海辺の街三嶋崎へと引っ越してきた青年・風見雄二。
そんな浮世離れした彼は「普通の学園に入って、普通の学生生活が送りたい」と願い、知人の橘千鶴が学園長を務める全寮制の私立美浜学園へと転入する。
高い塀に囲まれ、在籍していたのは榊由美子、周防天音、松嶋みちる、入巣蒔菜、小嶺幸という5人の女子生徒だけの“普通の学校”で穏やかな日々を過ごす中、雄二は少女達が抱える暗い過去を知る。そしてそんな雄二もまた、過去に殺伐とした世界を生きてきた人間――“市ヶ谷”の秘匿された国防組織・CIRSに所属する凄腕の狙撃手・“I-9029”であった。
```
由美子ルート

雄二の転入当初から、異性且つ得体の知れない雄二に対し警戒心を向ける
榊由美子
。
ある日、
東浜急行電鉄グループ
の社長で学園の理事長でもある由美子の父・
榊道昭
が学園を視察。その姿に由美子は寮の屋上から敵意と哀しみを含んだ視線を送る。
道昭は自身が献金しているCIRSでの雄二の上官・
春寺由梨亜（JB）
から、雄二に調査させていた由美子の学園での素行についての報告を受ける。かつて警察沙汰寸前の騒ぎを起こした由美子の更生のため道昭が作った収容施設という一面がある美浜学園にいながら、一向に反省する様子のないことに業を煮やした道昭は、榊家の跡目を継ぐべき娘が一刻も早く更生し自身の言う事を素直に聞いて実家に戻るようにするべく、雇った人間に由美子を襲わせ恐怖を味わわせて改心させようとする。さらにJBの提案で雄二を由美子の護衛にさせた上で危機に陥らせることでより一層の危機感を植え付けることにした。
雄二はJBから真意を伏せられたまま由美子の護衛を務めることになり、道昭が雇った襲撃者たちに由美子と雄二は何度も襲撃されるが、その度に雄二は返り討ちにする。「雄二が護衛に失敗する」という筋書き通りにいかないことに道昭は腹を立て、JBに雄二の護衛の任を外させるも、由美子が個人的に雄二を雇い護衛は続いた。護ってくれる雄二の姿に心を惹かれていた由美子は、父との確執――大企業社長の娘として父や周囲に翻弄され、裏切られ、耐えきれずに傷害事件を引き起こした自らの過去を打ち明ける。そんな中、道昭の雇った襲撃者たちはより強力になっていき、雄二が負傷。自身のせいで雄二を苦しめてしまったことを思い、由美子は雄二の護衛の任を解く。さらに雄二はJBから由美子との関係を完全に絶つよう命令され、JBが道昭から圧力をかけられていること、由美子の本当の敵は道昭であることを悟る。
その後、由美子は周りにこれ以上迷惑を掛けないようにと父の命令を聞いて学園を去ろうとするが、雄二は由美子に榊家の令嬢ではなく、1人の人間としての存在意義を由美子自身が見つけられるようにすると訴え、手を差し伸べる。由美子は雄二の手を取り、2人は逃避行を開始する。学園を離れ、東浜グループから追われる立場となりながらも2人は上手く逃げ果せ、幸せな同棲生活の日々を過ごす。しかしやがて由美子は雄二に負担をかけてばかりだと思い詰め、道昭に自分が帰る代わりに雄二を罪に問わないよう公衆電話で連絡しようとするが、道昭に繋がる既の所で思い留まる。公衆電話からの謎の着信が由美子からのものだと確信した道昭は電話の記録を調べさせ、由美子と雄二の潜伏先を割り出す。由美子が道昭と電話を掛けようとしてしまったことを知った雄二は、道昭の部下がやって来る前に再び由美子と共に逃亡を開始する。
その道中、かつて由美子が遊園地に行きたがっていたことを思い出した雄二は由美子と夜の遊園地に向かう。遊びながら、由美子はこれまでの家族からの扱いから、自身が生まれてきてはいけない子で、誰とも一緒に居てはいけないと思っていたことを打ち明け、こうして雄二と一緒に遊べた事が嬉しかったと涙を流す。雄二は一緒に居て自らの事を想ってくれる由美子に「お前が生まれてきてくれて、本当に良かった」と感謝を告げる。そして雄二にこのまま逃亡を続けるか、父親と向かい合うかを問われた由美子は父と対峙する事を決意し、2人は美浜学園に帰還する。
雄二と由美子は道昭を学園に呼び出し、由美子は道昭に面と向かって自身の思いを吐露し、父の傀儡にはならないと告げる。そして逃亡中もJBや学友たちに協力を仰いでいた雄二は、道昭の権力を失わせる事で由美子と榊家の因縁を克服する計画を立てており、反道昭派と国交相を動かして臨時株主総会で道昭を東浜グループ社長の座から退かせることに成功。確執を越えて向き合った由美子と道昭は“家族”の本当の姿を取り戻したのだった。
```

```
天音ルート

雄二に一目惚れをしたという
周防天音
は積極的に愛情を傾けてくる。
ある日、夏祭りで天音の姿を偶然見かけた少女たちが“毒虫”と天音を呼称し、“あの事件を思い出して気持ちが悪い”と天音を忌避した素振りをしたことに雄二は気付く。この話題に言及するか思い悩むが雄二は天音に話を聞くことにする。
すると、天音の口から
風見一姫
という雄二の亡き姉の名前と、6年前に発生し一姫を含む14人が行方不明となった“
滝園学園マイクロバス転落事故
”という言葉が出てくる。雄二にとっては姉を失い、家庭が崩壊するキッカケとなった事故――天音は14人の中の唯一の生存者だったのである。事故当時、天音は一姫との会話から弟の存在を聞いており、雄二の転入当初から一姫の弟であると気付いていたが、この件に関して言い出せずにいたのだ。天音から事故当時のことを記した日記を差し出され、雄二はそれを読んでいく。
2005年8月。キャンプ合宿からの帰路、
滝園学園
の
バスケットボール部員13名と顧問教師1名
を乗せたマイクロバスが旧道の峠道を走行中に崖下の樹海へ転落。携帯も圏外。一同は現場にベースキャンプを作り、救助を待つことにする。1年生の天音は同学年の一姫とペアを組み行動を共にした。一姫は頭脳と豊富な知識を基に天音や周囲を助ける。天音は一姫を慕い、親交を深めていく。しかし転落から2週間が経過しても救助は来ず、感染症などから死者が出始める。そんな中、顧問の
越智義彦
と部長の
坂下千秋
が鹿や野ウサギを捕らえたと言い、肉をスープにして皆に配る。餓えていた部員たちは食していくが懸念を示した一姫は食さず、天音も一姫を差し置いて食べる気になれず食さなかった。その夜、一姫は天音にここから共に脱出することを伝える。他の皆のことはどうするのかと天音は聞くが「“鬼”は連れて行けない」と一姫は語り、天音を連れて事故現場から逃亡。その最中に一姫は天音に真実を見せる。そこには先日死亡した部員のバラバラの死体があった。「鹿肉」の正体は部員の遺体の死肉だったのだ。天音と一姫はタガが外れた他の遭難者らに見つかって追われ、殺されそうになるも一姫が自ら囮となり天音を逃がす。数日後、天音は人里への到達に成功し保護され、証言を元に事故現場が捜索されたが、生還したのは天音ただ1人であり、他は全員死亡してしまっていた。
1人生還した天音の生還理由をマスコミや周囲は邪推し、周囲の滝園学園生たちは
蠱毒
になぞらえ、天音を“毒虫”と蔑んだ。
生き残ってしまった罪悪感
に苛まれながら、やがて天音は美浜学園に転入し、そして自身に罰を与えるのに相応しい一姫の弟・雄二と美浜学園で出会い、自身が奪ってしまった一姫の代わりに雄二の姉のように振る舞ったのだった。雄二に尽くす度に自身の中の罪が軽くなった気がしていたが、雄二を本当に好きになってしまい、幸せになってしまえば罰にならないと思い始めていた。天音は赦しを得るために雄二に「私を殺してくれない？」と問いかける。雄二は殺してくれと願った天音の命を貰い受けることにし、「今後一生、俺の為に生きろ」「ずっと俺と一緒に居ろ…それがオマエの罰だ」と命じた。
雄二は、一姫の「死」にはいくつかの疑問点があると考えていた。すると天音は一姫の痕跡を求め、そして苦しい思い出を克服すべく事故現場に雄二と共に向かうことを決意する。しかし事故現場で、事故の犠牲者の1人であるバスケ部部長の坂下千秋の父・
坂下啓二
が雄二と天音を猟銃で襲う。啓二は事故で1人生き延びた天音を逆恨みしその行方を捜していた所、夏祭りでの目撃情報を得て天音を見つけ出し、尾行してきたのだ。雄二と天音は協力して啓二を退け、身柄を拘束する。
天音はいつか自身の罪や罰が赦される日を信じ、幸せな日々を雄二と共に生きていくのだった。
```

```
みちるルート

ツンデレを演じる快活なアホの子にして学園のムードメーカー・
松嶋みちる
。
ある日、雄二はみちるを見かけた際に普段のみちるとは違う印象を受ける。海の見える高台で神妙な面持ちで海を見つめるみちるはふと、人が死んだらどうなるのかを雄二に問いかける。雄二は自身の考えとして「寝て、二度と目覚めないようなもの」と話す。続けてみちるは、もし自分が死んだら景色が綺麗なこの場所に埋めて欲しい、こんな場所で眠れるのであれば幸せだと話した。
後日。クラスメイトらが雑談をする中、みちるは“親友”という言葉に動揺し、具合が悪いとして外に出る。雄二が追いかけて高台に向かうと野良の黒猫と戯れるみちるの姿を見つけるが、そのみちるの中身が“別人”であることに気付く。みちるのようでみちるではない少女は以前、死とは目覚めない眠りと言った雄二に対し「死んで、目が覚めたらどうする？」といった意味深な問答を繰り返した。学園へ帰ろうとする雄二に対し、少女はキスをする。程なくしていつもの様子に戻ったみちるは、キスのことを覚えていなかった。
その後、
“もう一人のみちる”
は雄二に度々会い、みちるとの仲を促す。同時にみちるは、自分の記憶がない時に何故か決まって物事が上手い方向に進んでいることに不安を覚えていた。そんな中、夏休みでクラスメイト達が帰省し、雄二とみちるは寮で2人きりになる。“もう一人のみちる”に促された雄二はみちるをトレーニングに誘い、みちるはデートごっことして楽しんだ。やがてクラスメイトが寮に帰ってくる頃、楽しい時間がいつか終わることをみちるが怖がり、心が不安定になる度に“もう一人のみちる”が代わりに現れるようになる。みちるがまともに生活できるような状態でないと感じた雄二は、みちるに“もう一人のみちる”の話をする。みちるは自分の中に別人格があることを分かっていたが、記憶が無いためどういう人物かは分からなかった。記憶の無い間に上手くやれる子である彼女と違って自分が何も出来ていないことにみちるは落ち込み、甘えに来た仲の良い野良の黒猫・
ニャンメル
に構う気力も失くしてしまう。その後、立ち去ったニャンメルにみちるは謝ろうと雄二と探しに行くが、そこには交通事故に遭って瀕死のニャンメルの姿があった。2人は動物病院に連れて行こうとするがニャンメルは息絶えてしまい、みちるは泣き崩れショックから服用している
トランキライザー
を
過剰摂取
して体調を崩す。数日の休養期間の後、みちるは雄二に自身の過去を打ち明ける。
みちるは比較的裕福な家庭の一人娘として生まれ、両親は何人もの家庭教師を付け立派な教育を施すが、何をするにも時間と手間がかかる子供だったみちるは成績を上げられなかった。さらに心臓に重大な疾患が見つかり、激しい運動を控えるなど日常生活に制限が必要になってしまい、両親からも期待をされなくなってしまう。学校でも馴染めず“いないもの”となっていったみちるはやがて死にたいと望むようになり、死ぬきっかけを来るのを待ちながら学校の屋上に通うようになる。そんなある日、みちるは屋上から今にも飛び降りようとする
少女
と出会う。みちるが声をかけたことで驚いた少女は死ぬ気がなくなってしまい、少女は命の恩人となったみちると親友となった。しかし程なくして少女は愛人関係にあった年上の男性に捨てられ絶望し、命を絶ってしまう。みちるは親友を失ったショックで心臓の持病が悪化し、アメリカで心臓移植手術を受ける事になる。心臓のドナーはみちると同い年の脳死状態の少女だった。退院後、みちるは度々記憶を欠落させるようになる。そしてその間、別人のような素振りで話し社交的で勉強ができる人物となっていた。周囲からいつもの自分が“調子の悪い時のみちる”で、記憶がない時が“本来の元気なみちる”と認識されていく中、“もう一人のみちる”の「キミの弱さを引き受けてあげる。親友になろう」という声を聞いたみちるは恐怖し自身の胸部にカッターナイフを突き立てるが、父親に現場を見られ強制入院させられる。処方薬を飲んでいる間はもう一人の人格は出てこなくなった。入院中、転んだみちるを見た周囲の何人かが小さく笑う。そんな優しい笑いを見たみちるは自分が誰かのためになれるかもしれないと、周りを笑顔にするため自分を偽って道化を演じる生き方を決める。その後退院したみちるは両親に訳アリの学生が集まる美浜学園に編入させられたのだった。
心臓移植によってドナーの記憶がみちるの精神に影響を与えていると考えた雄二は検査入院を勧め、みちるはこれを承諾する。しかし1週間後、美浜に帰って来たみちるは“もう一人のみちる”となっていた。みちるは雄二や皆と過ごし幸せを感じていたが、それを喪失してしまった時の悲しみを恐れ、悲しいこの世界を終わらせたいと願い、自分より上手く出来る“もう一人のみちる”に身体を託して出てくることを止めてしまったのだ。“もう一人のみちる”はみちるが今後もこの身体で生きるべきだと考えていたがみちるの望みを優先させたいことを雄二に伝える。薬を飲ませて
[
注 6
]
みちるの人格を呼び覚まし「死にたい、悲しいことは嫌だ」というみちるの望みを直接聞いた雄二は、みちるを殺すべく行動を始める。
みちるが気が付くと箱の中にいた。雄二によって海の見える高台に箱ごと埋められたのだ。闇の中で死の実感に襲われたみちるは生と死の狭間で自分の想いと向き合い、生きるため箱をこじ開けて地上へと這い出る。そこには雄二がいた。雄二はみちるが生きる力を取り戻すことを信じ、長時間
[
注 7
]
傍で待ち続けていたのだ。みちるは雄二に感謝し、雄二に背負われながら帰路に就く。
日常に戻ったみちる。しかし生きる勇気を取り戻して以降、出てこなくなった“もう一人のみちる”のことが気がかりだった。最初は彼女を嫌っていたみちるだが、みちるのために行動してくれていたことを理解し、みちるは自分だけが幸せになんてなれないと考えたのだ。雄二は暗示で“もう一人のみちる”の人格を呼び覚まし、彼女の心残りを聞く。
学校からの帰り道、交通事故に遭った彼女。病室で声が出せず、指先一本すら動かせず、自身に意識があることを伝えることもできず、彼女の介護をしていた母親が日に日にやつれ、父親が苛立つ姿に心を痛めた彼女は、自身を殺してほしいと願うようになる。やがて心臓提供者として声がかかり父親がこれに同意。心臓が摘出されたが、移植先のみちるの身体に
意識が乗り移った
のだった。
“もう一人のみちる”の心残り――両親に会いたいという願いを叶えるべく、雄二は彼女をアメリカの故郷へと連れていき、“もう一人のみちる”は彼女の生家で母親に客人として出迎えられる。父親は昨年過労で亡くなってしまったのだという。そして母親は亡き娘に後悔の念を抱いていた。言いたいことはたくさんあるのに、言葉が出てこない“もう一人のみちる”――そんな中、みちるが「実はあたし、娘さんのお友達だったんです」と言い、“もう一人のみちる”の手助けをする。そしてみちるは「まだおばさまとお話したいこと、たくさんあります」と母親に手紙を書くことを約束。帰り際、“もう一人のみちる”は雄二とみちるが助けてくれたことに感謝を伝え、涙を流す。
それ以降、みちるの2つの人格は同時に表面に出てくるようになる。海の見える高台で「これからはずっと一緒にいよう」と、みちるは“親友”の“もう一人のみちる”に伝えるのだった。
```

```
蒔菜ルート

雄二の事を「お兄ちゃん」と呼び、懐く
入巣蒔菜
。
ある日、蒔菜から「パパになって欲しい」と言われた雄二。しかも蒔菜は自身の“一生分のお小遣い”である7千万円の小切手を差し出すという。父親を幼い頃に亡くしていた蒔菜は家族のように、無条件で自分を愛して守ってくれる“父親”が欲しかったのだ。蒔菜の孤独を感じた雄二は彼女を守る決意をし、小切手を預かることにする。
雄二はCIRSで上官の
春寺由梨亜（JB）
に、今回の一件を報告する。雄二はJBから蒔菜の事情――蒔菜が国の内政や外交にも深く関わっている
入巣家
の宗家長女であること、
蒔菜の父親
は入り婿で、入巣家の実権は蒔菜の母親と
祖母
が握っており絶大な発言権を利用して汚職に関与していたこと、知らぬ間に汚職に加担させられていた蒔菜の父親は入巣家の裏帳簿を持ち出して
内調
に接触しようとしたが、入巣家の身内によって仕組まれた蒔菜の誘拐事件に巻き込まれ8年前に死亡したこと、そして蒔菜は心を病んで6年もの間入院し家督相続人の席から外され絶縁となり、蒔菜の異父妹がその席に着いたことを知る。
夏休みとなり、雄二は蒔菜に社会勉強を兼ねて駅前の好きなパン屋でアルバイトを行わせる。また、格闘術、銃の扱い方といったかつて雄二が亡き師・
日下部麻子
から施された教育を蒔菜に授ける。蒔菜が成長をしていく中、蒔菜の異父妹・
入巣沙里菜
を狙った爆破事件が発生し沙里菜は重体となり、現場に偶然居合わせた蒔菜はショックを受ける。
翌日、蒔菜は家に戻ることを考えるよう宗家に促されたものの、蒔菜は本当の自分のことを理解しようともしない家に戻ることを拒否し、雄二に相談する。蒔菜によると、宗家筋直系の蒔菜と分家代表の沙里菜のどちらが入巣家を継ぐかを巡り、宗家と分家がお家騒動を起こしているのだという。分家の意図的な情報操作により蒔菜の退院を隠蔽された宗家が、蒔菜名義の高額の小切手が発行されたことで蒔菜の健在を知り、分家代表の沙里菜を爆弾テロで殺害しようとしたのだ。
後日、分家が報復の嫌がらせとして蒔菜のバイト先のパン屋で発砲事件を発生させる。雄二はこれに対処すべく、入巣家の中核組織である“
アイリス・グローバル
”の社長にして入巣家を仕切る蒔菜の母・
入巣清夏
に、蒔菜が実家に戻る意思が無いこと、故に様々な嫌がらせを分家衆に慎ませるよう陳情するが結果は上手く出せず、その夜には分家の手によりパン屋が放火され、蒔菜は泣き崩れる。
そんな中、雄二はJBから入巣蒔菜の暗殺指令書を渡される。雄二は驚くがその場を切り抜けるため命令を一旦引き受けつつ打開策を考え、しばらく身を隠すため、雄二と蒔菜は美浜学園を去る。雄二に蒔菜の暗殺指令が下った理由――それは驚異的な記憶力を持つ蒔菜が幼い頃に父親の書斎で偶然見かけた汚職関連の資料内容を覚えており、パン屋が放火された際、蒔菜が「もうこれ以上私に関わらないで欲しい、これ以上の干渉が続くようであれば過去の汚職の事実を暴露する」と清夏に電話で直訴したことで、汚職の発覚を恐れた入巣家が蒔菜の暗殺に踏み切り、入巣一族の力によって国が暗殺を容認したためだった。
雄二と蒔菜はCIRSの工作員に追われながらも、雄二は追手を何度も排除していく。しかし蒔菜は1人でいる所を工作員に見つかってしまい、側腹部を撃たれて身柄を確保される。暗殺計画は保留となり、清夏は昏睡する蒔菜の臓器を沙里菜に移植することを考える。潜伏を続けていた雄二はこれから先ずっと、蒔菜が何物にも阻害されることなく暮らしていけるよう、入巣家の頭――入巣清夏の暗殺を決意。蒔菜の病室に侵入した雄二は目を覚ました蒔菜に明日の夕方、駅前に必ず迎えに行くと約束。そして雄二は業者を装いアイリス・グローバル本社に侵入し清夏と対峙。拳銃を向け、清夏を追い詰める。
しかし、どんなに酷い親でも親を殺せば一生後悔する――雄二はそう思い返し、清夏を殺すことはできなかった。雄二はやって来た警備員に拘束されそうになるが、蒔菜との約束を果たすため抵抗し、銃撃を受け負傷しながらも行方をくらませた。
翌日。清夏は雄二を恐れ、沙里菜を連れ海外へと逃亡。重要参考人としてCIRSに保護された蒔菜の口述から、汚職の正確な情報をCIRSが手に入れたことで今回の雄二による入巣家に対する不始末を沙汰闇とするための交渉カードとなり、一連の騒動は終結を迎える。負傷した雄二は蒔菜と約束の駅前で再会。蒔菜は喜び、2人は手を取り合い、身を寄せ合いながら電車に揺られる。蒔菜がこれからやりたいことを聞きながら、雄二は眠りに落ちていった。
```

```
幸ルート

メイド姿のクラス委員・
小嶺幸
。
クラスメイトのどんな無茶なお願いでも決して嫌がらず、冗談のような発言をも真に受けて実行する彼女の姿に、委員長としての頼もしさの一方でその陰に見え隠れするものを感じ取った雄二。
ある日、テストで常に満点近い点数を取る幸に対し、クラスメイトらは「どこまで難しい問題なら答えられるか」と疑問を持ち、雄二が“幸に難しい問題を出す係”に任命される。学園の教室で雄二はテストを幸に出していくが、幸は予習をして間違うことなく正解し続ける。雄二は幸の限界を見極めるべく、別の日の昼間に再び幸へのテストを行おうとするが、急遽自身の仕事が入ったことで雄二はテストを夕方に延期し、いつもの場所で待つよう幸に伝える。
夕方、仕事を終えた雄二は教室にやってくるがそこに幸の姿はなかった。約束を破ったことのない幸が、約束の場所に現れないという異常事態。幸の携帯は先日壊れており連絡が取れず、雄二はそれから一晩中幸の行方を捜すが見つからない。すると、雄二が幸に待つよう伝えた“いつもの場所”が幸にとっては教室ではなかったのではないかと
由美子
が指摘。雄二はある事を思い出し、三嶋崎駅から数時間電車に揺られ自身の生まれた街の公園に向かうと、そこに幸の姿があった。雄二は今まで忘れていたが雄二と幸は幼馴染同士であり、幸にとっての“いつもの場所”とは幼い頃に雄二と遊んだこの公園だったのだ。
丸1日以上、公園で待ち続け衰弱し、病院で治療を受けた幸はその夜、
フラッシュバック
に襲われる。幼少期、幸の実家は
両親
共に金物細工の町工場を営み比較的貧しいながら両親に愛情を注がれ幸は幸せに暮らしていた。しかし父親の技術が世間に評価された頃から両親の仕事は増え、生活は豊かになりながらも両親が幸と接する時間は極端に減っていく。親に捨てられたように感じた幸。そんな中、公園で自分よりも落ち込んだ顔で佇む男の子・雄二と出会う。雄二には
優秀な姉
がおり、姉の邪魔をしないよう雄二の父親に除け者扱いされた雄二は家にいないようにしていたのだ。同じような境遇の2人は仲を深めていくが、ある時期から徐々に雄二は公園に現れなくなっていく。そして幸の10歳の誕生日の前日、雄二は家の都合でこれからは外に出るのも難しくなる、と唐突に幸に別れを告げる。去り行く雄二の背中に幸は咄嗟に「明日も待っている」と叫んだ。誕生日の朝、幸の両親は仕事を休みにし幸と一緒に遊ぼうとするが、幸は今までの寂しさから素直に喜べずに両親に反発し家を飛び出してしまう。公園にやって来た幸だったがそこに雄二が現れることはなく、幸を捜してきた両親が公園へとやって来た時、幸の目の前で両親は飲酒運転のトラックに撥ね飛ばされ、父親は死亡し、母親は意識不明の状態となってしまい、以降の幸は事故のフラッシュバックと幸を非難する両親のイメージに苛まれ、「わたしがワガママを言う悪い子だったから、みんないなくなった」と思い込んだ幸は、人の言う事を聞く“良い子”となるよう努める。そうすると次第に悪夢を見なくなるようになった。その後、新潟の
伯父
夫妻に引き取られた幸は“良い子”として振舞うが、次第に周囲の一部の不良学生から奴隷のように扱われる。しかし何でも出来てしまう幸にやがて苛立った不良学生は「テストをなくせ」という無理難題を出す。幸はテストをなくすべく校舎に放火し半焼させ、テストは見送られることとなった。内外の噂として放火の犯人に幸の名前が挙がり、幸も警察に対し「やったのは私です」と証言するが、同時に幸を常習的にイジメていた学生達にも犯行の疑いが掛けられる。結局捜査で決定的な証拠は見つからず、事件は犯人不明のまま迷宮入りとなる。一方、幸の言動や振る舞いに異常性を感じた伯父夫妻が精神科の診察を受けさせた結果、通常の学生生活を送るのは困難と診断され、幸は美浜学園に転入することになったのだった。
時は廻り現在。雄二は“市ヶ谷”のデータベースから幸の資料を取り寄せ幸の過去を知る。雄二が幼少期に幸の前からいなくなったのは、
姉が亡くなり
家庭環境が悪化してしまったためだった。幼少期に幸の存在が心の支えとなっていた雄二はその恩を返すべく、幸が“普通”を取り戻せるように後押しを決意する。
夏休み明け、
千鶴
は学力テストを行う予定を学生たちに伝える。すると、
みちる
が冗談交じりに「テストをなくしてほしい」と幸に言う。この学園にやってくる直接の原因と同じ依頼に幸が戸惑う中、雄二が幸と共に依頼を受諾すると宣言。幸は前回と同じく放火で依頼を達成しようとするが、雄二から放火程度では構造物の造り等の面から依頼は達成出来ないと告げられる。このままでは依頼を失敗し、“良い子”でいられなくなることに幸は慟哭。すると雄二から“良い子”で居続ければ自分の大切なものを守れるのかと問われ、幸はそれを肯定。雄二から依頼を成功させるためのスイッチを手渡され、幸がスイッチを押すと設置された爆薬により学園の校舎が崩れ去った。盲目的に良い子で居続けた自分が、自分にとって特別な場所である美浜学園を壊してしまったという結末に幸は自らの過ちに気付き、人間らしい心を取り戻す。千鶴を含め、様々な場所に雄二は事前に根回しをしていたことで爆破事件の騒ぎと被害は最小限に抑えられており、事件は終息した。
しかし“良い子”でいる内は逃れられていたフラッシュバックに、“普通”を取り戻した幸は再び苦しめられるようになる。両親が自分を恨んでいたのではないかと幸は未だ恐れていた。雄二は幸に悪夢に対する解決策――「許されることのない罪から解放されるには、その原因を“殺す”しかない」と告げる。殺すべきモノとは何なのか、苦悩する幸に対し雄二は「一度、母親に会うべきだ」と伝え、幸は病床で意識不明の母親の所へ数年ぶりに訪れる。罪の意識を与え続ける母親と、罪の意識を感じ続ける自分こそが、悪夢の元凶。しかし母親を目の前にして思い浮かぶのは、夢に出てくる怖い顔をした母親ではなく笑っている母親の顔ばかり。幸には母親を殺すことなどできなかった。そんな幸に、雄二は両親の気持ちを確かめる方法があると話す。今の母親を目の当たりにした幸は、両親の気持ちすべてを受け入れる覚悟を決める。
雄二に連れられ、幸は事故があったあの日から一度も行かなかった工場にやって来る。そこには幸の10歳の誕生日を祝う装飾と幸の写真や賞状が飾られており、1つ1つに両親からの愛の想いが書き添えられていた。雄二が幸に殺してほしかったモノ――それは病床の母親ではなく、事故の恐怖によってすり込まれた幸を苦しめ続ける偽者の両親のイメージだった。あの日から時間の止まったこの場所には偽りのない両親の想いがあったのだ。そして、机の上には両親が大切にしていたオルゴールと手紙が添えられていた。手紙には仕事で忙しくなって一緒にいられる時間が無くなってしまったことへの謝罪、幸ともっと一緒にいられるように両親は転職を決意したこと、さらにこのオルゴールを幸に贈ること、幸にとって本当に大切な人ができた時、その人とオルゴールを聴いてほしいこと、手紙の最後には「わたし達の子供に生まれてきてくれて“ありがとう”、幸」と書かれていた。幼かった頃からずっと求め続けていた答え――自分に対する両親の想いを知り、幸は涙を溢れさせ“ありがとう”と両親に返す。そして幸は、雄二と共にオルゴールを聴くのだった。
```

## グリザイアの迷宮
2012年2月24日発売。シリーズ第2作。フランス語によるタイトルは、"LE LABYRINTHE DE LA GRISAIA" 。
前作ヒロインの後日談である『由美子After』『天音After』『みちるAfter』『蒔菜After』『幸After』に加え、主人公「風見雄二」の過去編『カプリスの繭』の他、サイドストーリーである『デイブ教授の抜きまくりChannel』『ショートショートシナリオ』の全8本。また、サブキャラクターだった「風見一姫」「橘千鶴」「春寺由梨亜(JB)」「キアラ・ファレル」「入巣清夏」にもHシーンが用意されている。
予約特典として冊子「グリザイアの地図」が付属し、ソフマップでは『グリザイアの迷宮 SOFMAP LIMITED EDITION』が販売される。2012年3月7日にランティスより主題歌とBGMを収録したCDが発売。7月27日にはエンターブレインより『グリザイアの迷宮 ビジュアルファンブック』が発売された。

### 批評（迷宮）
第2作『グリザイアの迷宮』は2012年12月14日に発表の「萌えゲーアワード2012」で、大賞部門で銀賞・ユーザー支持賞部門および主題歌賞部門の金賞を獲得している。コミックマーケット準備会の山下智生は、ユーザーから最も支持を受けたことについて「昨年度の「果実」から来年の「楽園」への橋渡しとなる今作であったが、前作のアフターの補完としても十分な役割を示し、且つ次作への期待感をもうかがえることが出来る過去編の新作部分や、小ネタ的なショートストーリーが満載な所などのバラエティ豊かな詰め込み感が、ユーザーに対して満足を与えるに足るソフトを作り上げ」たのだろうと考察を加えた。また、主題歌「ワールドエンド」についてPCゲームに関する情報サイト「Game-Style」編集長・齋藤大祐は不作であった2012年度の作品のなかで「群を抜いていた」出来と評し、「歌唱と歌詞がマッチした万人が支持する楽曲になっていると言えるでしょう」と評した。主題歌賞金賞は前作『グリザイアの果実』に続く同ブランドの連続受賞であり、審査委員のなかにはその点を懸念する声もあったが、その不安を上回るクオリティであったと齋藤は位置付けている。
一方、大賞部門を選考するにあたり、審査委員のなかでもPULLTOPの作品『この大空に、翼をひろげて』と拮抗したが、『グリザイアの迷宮』は続編であり、なおかつ完結編となる作品のリリースを控えていることを考慮に入れ、銀賞の受賞に決定した。アワード発表時、美少女ゲーム雑誌『BugBug』の編集長・大澤忠基は、「もちろんこのシリーズ2作目となる本作も素晴らしい出来映えなのだが、できれば物語の完結編となる『グリザイアの楽園』をしっかりプレイした上で、キチンとした評価をしたい。そういう審査委員たちの本シリーズへの熱い想いを込めて、銀賞とさせていただいた。」とコメントを残している。

### ストーリー（迷宮）
```
カプリスの繭

2012年
7月24日
[
54
]
。
雄二
に救われ、それぞれの過去を乗り越えた女子生徒5人はシュレッダーで裁断された“市ヶ谷”での昇進試験のために雄二が作成した資料の下書きを見つけ、誰も知らなかった雄二の壮絶な過去を知る
[
55
]
[
56
]
。

2005年
。天才の姉・
風見一姫
を
滝園学園マイクロバス転落事故
で失ったことをキッカケに雄二の家庭は崩壊。その末に両親が死亡し
[
57
]
[
58
]
、居場所を失った雄二は
父
の知人の
桐原礼
という男に引き取られるが、その正体は国際指名手配のテロリストの
ヒース・オスロ
であった。オスロは雄二の“殺しの才能”に目を付け、暗殺者の養成機関へと送り込み、雄二は“殺人装置”となっていく
[
59
]
[
60
]
。
その後、新設された国防組織・
CIRS
がオスロのアジトを強襲
[
61
]
。作戦を指揮した
日下部麻子
とその担当官・
JB
に雄二は保護され
[
62
]
、麻子と共に生活し“殺人装置”から“人間”としての感情を徐々に取り戻す
[
63
]
[
64
]
。雄二は麻子と同じ道を歩むため、アメリカの海兵隊訓練校での訓練を経て
[
65
]
、
ヤブイヌ小隊
の一員として戦場を駆け
[
66
]
[
67
]
、自衛隊
特作群
で国内ライセンスを取得
[
68
]
。さらにバンクーバー国際空港ハイジャック事件で美浜学園の学園長・
橘千鶴
を救出した雄二はCIRSの工作員としてエースナンバー
“
I-9029
”
を麻子から継ぐ
[
69
]
[
70
]
。その後も各地で活躍する雄二だったが、麻子の危篤を知らされて帰国。古傷の後遺症が原因で麻子は雄二に看取られ帰らぬ人となる
[
71
]
[
72
]
。
麻子を失い、再び生きる気力を失いつつあった雄二は、かつて麻子が旅した
北海道
へとバイクひとつで向かっていく。すると旅先で見知らぬ人に「
青春だな
」と声を掛けられ、雄二はそれをキッカケに
“普通の学生”
として青春をやり直す事を決意。JBに頼みCIRSの
予備役
になり、千鶴に頼み入学許可を得て「
美浜学園
」を訪れたのだった
[
71
]
[
72
]
。
時は廻り2012年7月24日
[
54
]
。“市ヶ谷”で昇進試験の質疑を終えた雄二は美浜学園への帰路、自身の所属する二課（CIRS）ではなく一課（CIRF）から緊急任務で日本に上陸した“国家の敵”
イーサン・グロウ
の狙撃を命じられる。しかし雄二はスコープから標的の顔を確認した瞬間に凍りつく。標的はイーサン・グロウではなく雄二を殺人装置へと育て上げた男、ヒース・オスロだった。雄二がスコープ越しに自分を狙っていると察しているかのように、オスロの唇は“
―――私は帰ってきたぞ、風見雄二。
”と呟き、雄二は戦慄する
[
71
]
[
73
]
。
```

## グリザイアの楽園
2013年5月24日発売。『果実』、『迷宮』から続く完結編。フランス語タイトルは、"LE EDEN DE LA GRISAIA" 。
『グリザイアの果実』のプロローグである「PROLOGUE DE LA GRISAIA」、『グリザイアの迷宮』の「カプリスの繭」から続く「ブランエールの種」と後日談の「楽園アフター」、サイドストーリーとして新たにミリエラ、ギャレット大尉、雄二の母、天音・一姫以外の滝園学園バスケ部にHシーンを追加した「デイブ教授の抜きまくりChannel」の全4本から構成される。予約特典として、冊子「グリザイアの方舟」が付属した。

### 批評（楽園）
第3作『グリザイアの楽園』は「萌えゲーアワード2013」で準大賞を獲得している。Navelの作品『月に寄りそう乙女の作法』と最後まで大賞を争ったが、「PCゲーム初心者に作品を勧める手助けになりたい」とのアワードの基本理念を考慮し、本作単体でプレイするだけでは作品～シリーズの魅力が伝わりづらいという意見から、準大賞となった。『BugBug』の編集長・大澤忠基は、「シリーズの全3作品が、3年連続でアワード「大賞・金賞」「大賞・銀賞」「準大賞」を受賞するなんて、やっぱり凄すぎる!!　この厳しいご時世の中に3年間で3作品をリリースしシリーズをシッカリと完結させ、そしてそのどれもが高いクオリティと評価を受けているのは、業界にとっても素晴らしい事だ。」とコメントを残している。

### ストーリー（楽園）
```
ブランエールの種

強い因縁を持つ
ヒース・オスロ
の暗殺に失敗した雄二はCIRFによって“市ヶ谷”の地下に監禁されてしまう
[
75
]
[
54
]
。
一方、雄二の過去を知り、それぞれが複雑な思いに揺れる
美浜学園
の女子生徒5人の前に雄二がテロリストとして在日カザフスタン領事館を襲撃したというニュース映像が流れ
[
76
]
[
77
]
、驚いた美浜の面々は
JB
と連絡を取る。しかし、JBは今や雄二の担当を外されており、話せる内容も極めて限定的であった。JBは件の報道内容を誤報であると話す。一方で特異的な立場上雄二の身柄は拘束されていること、そして美浜の面々に雄二のことを忘れ、これ以上関わらないよう忠告する
[
54
]
。
納得のいかない美浜の5人は情報収集を開始。翌日、
由美子
は“情報屋”と名乗る
ジミー・岡田
と接触する
[
78
]
[
79
]
。ジミーの正体は雄二と共に戦場を駆けた
ヤブイヌ小隊
の一員でありCIRFに研究員として属していたことがあるロビーだった
[
80
]
[
79
]
。
ジミーの情報により由美子は、オスロが国内に持ち込んだ新型の大量殺戮兵器――
核異性体爆弾
で政府を脅迫し、クローン兵士計画である「
テュポーン計画
」の遺伝子提供者として雄二を欲し、さらに大きな目的として日本に極秘で配備されている超法規的諜報通信網の根幹である「
タナトス・システム
」の奪取を目論んでいること、そして雄二がタナトス・システムを守るための交渉材料として国家に利用されていることを知る
[
81
]
。
“市ヶ谷”の地下に監禁されていた雄二は“
地下の彼女
”と呼ばれる存在からの審問を受けることになる。しかし、その場に現れたのは死んだはずの姉・
風見一姫
のホログラム映像。“地下の彼女”ことタナトス・システムの正体は一姫の脳を利用した半生体コンピュータだったのだ。実は
かつての事故
で一姫は救助され辛うじて生き延びたが、“市ヶ谷”の手により事故死したと偽装されタナトス・システムの開発に利用されたのである
[
82
]
[
83
]
[
75
]
。
国防装置であるタナトス――風見一姫は雄二に、オスロの下へ交渉材料として送られた上でオスロを暗殺する
トロイの木馬
となるよう伝える。雄二は自身が国家の犠牲となるこの計画を引き受ける
[
82
]
[
75
]
。
同じ時。美浜学園はメインスポンサーであった由美子の父・
榊道昭
の失脚と
入巣家
からの寄付停止によって
[
77
]
予てより差し迫っていた廃校の日を迎えた
[
84
]
。かつて雄二に救われた美浜の5人は雄二を救う決意を胸に学園を旅立つ
[
85
]
[
86
]
[
87
]
。
とはいえ救う手立てが中々思いつかない中、5人に対しタナトスと名乗る人物から連絡が入る。それは先日、由美子が知ったタナトス・システムそのものであった
[
88
]
。タナトス・システムとは多重人格のようなスクリプト複合体であり、今5人と話しているタナトスは共存できる者とは共存の道を選ぶサブスクリプトであるとタナトス自身は語る
[
89
]
。そして、雄二が国家の犠牲となることを回避するプランを5人に提案。一同はこの賭けに乗り、雄二を助けるために命以外の全てを擲つ覚悟を決める
[
90
]
[
91
]
。
その頃“市ヶ谷”では雄二の味方である元担当官のJBが軟禁されていた。JBは面会にやってきた自身の部下・
キアラ
に対し、自身のオフィスのPCのとあるアプリを確認するよう示唆。そこには雄二の身柄が裁判のため“市ヶ谷”から“赤坂”へと移送される日時が記載されており、タナトスにそれを傍受させる
[
92
]
。JBからの情報を基にタナトスは移送途中に雄二を奪還する作戦の詳細を練り、5人はタナトスの指示の元、資金・武器の調達や逃走ルートを確認し作戦の準備を行う
[
93
]
[
94
]
[
95
]
[
96
]
。
移送当日、美浜の5人は雄二奪還作戦を決行。ところが雄二を乗せた“市ヶ谷”の移送車列がオスロの組織の車によって襲撃されて雄二が奪われ、オスロの新型爆弾である腕輪が手首に付けられてしまう
[
97
]
。“市ヶ谷”は表向きにはテロリストとの取引に応じる訳にはいかないため、移送途中にオスロの組織に襲撃された体で雄二を受け渡すことを目的としていたのだ
[
98
]
。
5人にとって想定外の事態ではあったものの「受け渡し」直後に作戦により雄二をオスロの組織から奪還し逃走
[
97
]
[
99
]
[
100
]
[
101
]
[
102
]
。さらにタナトスの呼びかけに応じ、ヤブイヌ小隊の一員・
ミリー
が5人に協力して攻撃ヘリで援護し、追手を振り切る
[
103
]
[
104
]
。
一方、ここまで“5人を手助けしていたタナトス”の独断行動がメインのタナトス・システム側に発覚してしまい権限の大半を奪われ、さらには自由思考、記憶を剥奪されかけていた。メインシステムに取り込まれ、5人の敵になってしまうことを阻止する為、タナトスはメインシステムからコア・ユニットである“本体”――風見一姫本人の全身を物理的に切り離す
[
105
]
[
106
]
。一姫は予め“市ヶ谷”の軟禁から解放させていたJBに連れられ、逃走用の船、
伊号潜水艦
[
注 9
]
を待たせている横須賀へと向かい
[
107
]
、雄二ら美浜の面々と合流する
[
108
]
[
106
]
。
雄二の奪還に成功し、ついに全員揃うことができた。しかし雄二の手首には時限装置付きの腕輪爆弾が付いており、爆破させずに外すにはオスロが持つ鍵を必要とした。雄二は皆に必ず帰ってくることを約束し、決着をつける為ミリーのヘリでオスロが待つ海上に浮かぶ移動要塞・
タルタロス島
へ向かう
[
109
]
[
110
]
。雄二を見送った一同は逃亡予定地である
ミクロネシア地域
の雄二名義になっている無人島へ向かう前に一姫本体のパージが原因でシステムが脆弱化し、間もなくオスロの乗っ取りが完了してしまうタナトス・システムへの対処を決断
[
110
]
。非常時につき太平洋上の潮汐力発電施設からの副電源で稼働していたタナトス・システムを海底ケーブルを切断することでスリープにさせ、オスロの手の及ばない状態にする
[
111
]
[
112
]
。さらにオスロの新型爆弾の設置場所がオスロの会社である製薬工場と
スカイツリー
[
113
]
[
注 10
]
と予測し“赤坂”に連絡
[
114
]
。情報を基に処理班が爆弾を発見・不活処理を施すことに成功する
[
115
]
。
ミリーのヘリからタルタロス島に単身で潜入した雄二は、殺すことへの葛藤を捨てかつてのように“殺人装置”と化しオスロの手下たちをことごとく殺傷
[
111
]
[
116
]
。テュポーン計画の唯一の成功被験体で領事館を襲撃した「雄二」であるクローン・
テュポーン
との死闘を制し
[
117
]
[
118
]
、ついにはオスロをも絶命させ、腕輪爆弾を解除する
[
119
]
[
120
]
。その時、満身創痍の雄二の前に車椅子に乗った
真のオスロ
を名乗る老人が現れ、雄二に対し次代のヒース・オスロ――この世界の平和をコントロールする「
戦争管理人
」になれと告げる。雄二は自分のようなガキに頼らなければ滅ぶような世界なら滅びればいい、自分は目の前の女達を守るだけで精一杯だと思い至る。薄れつつある意識の中で雄二は
麻子
の面影から、お前は世界の優しさや美しさをまだ知らないと言われつつも、いつかそれに気付くまで自分の見える範囲だけでも平和であるように足掻いて生きろと背中を押される。雄二は戦争は誰かに管理されるものではなく人間が自分たちで乗り越える壁であると真のオスロに対し告げ、車椅子を破壊して真のオスロの腕に残り時間2分の腕輪爆弾をはめ、その場を立ち去る
[
121
]
。雄二は帰るべき場所へと歩みを進め――タルタロス島は爆発した
[
122
]
[
120
]
。
2年後。太平洋の
グリザイア島
と名付けられた島にプレハブで出来た新しい美浜学園が完成する。共に世界に刃向かった日々を懐かしみ、雄二たちは笑いながら過ごしていくのだった
[
123
]
[
124
]
[
125
]
。
```

```
PROLOGUE DE LA GRISAIA

2010年
6月。
東浜グループ
社長令嬢にして
私立美浜学園
にたった1人在籍する学生・
榊由美子
は学園に転入生がやって来ると学園長・
橘千鶴
から知らされる。この学園にやって来るのは自身と同じように“問題”を起こした人間――自分の敵なら断ち切ってしまえばいい、と思案に暮れる由美子
[
126
]
[
127
]
。しかしやがて1人1人とやって来た転入生・
周防天音
、
松嶋みちる
、
入巣蒔菜
、
小嶺幸
と共に日々を過ごすうち、由美子の心の壁は薄れていく
[
128
]
[
129
]
。
そんな中、由美子の父・
榊道昭
が社長を務める東浜グループがかつて一部住民の反対を押し切る形で
三嶋崎
の街に美浜学園を造る決定を下した際に、ある種の交換条件として打ち出した雇用機会の増加と地域経済の活性化計画“三嶋崎モダニゼーションプロジェクト”を東浜側が一方的に中止。東浜グループと密接な関係にある美浜学園とその学生たちは地域住民の憎悪を向けられてしまう。由美子は父に計画の中止の再考を求めようとするが、千鶴は由美子が大嫌いな父親に無理に頭を下げる必要はないと、千鶴が話を付けたことで計画は続行が決まり、事態は沈静化。交換条件として道昭は千鶴に対し、学生たちに地域奉仕の一環で清掃活動をさせて学園のイメージアップをさせるよう指示を出す
[
130
]
[
131
]
。
未だ地域住人から厳しい目を向けられる中、「憎しみを向けられるのは自分だけでいい」と由美子は1人で清掃活動を行おうとするが、天音、みちる、蒔菜、幸は由美子を手伝いにやって来る。1日中清掃活動に勤しみ一同が帰ろうとする際、由美子は老婆に引き留められ清掃のお礼をされる。そして「引き留めちゃってごめんよ？お友達があんなに先へ行っちゃったね」と言われた由美子は、天音、みちる、蒔菜、幸が自身の紛れもない“友達”となっていることに気付く
[
130
]
[
132
]
。
10月。由美子は来春から
風見雄二
という新たな転入生がやって来ると知らされる。これまでの転入生と異なり、不自然なほどに“白紙”の経歴である雄二に裏を感じた由美子は半年もの間、あらゆる手を尽くして雄二の素性を調べたものの一向に明確な情報は手に入らなかった。そんなまともであるはずがない人間が、危ういバランスで成り立っているこの学園にやって来ることに危機感を募らせた由美子は、雄二のことを絶対に認めずこの学園を護ると決心するのだった
[
133
]
[
132
]
。
```

## グリザイアの有閑
アニメ「グリザイアの楽園」Blu-ray&DVD第3巻・初回限定版特典のゲーム。2015年10月23日リリース。2016年5月18日よりSteamからソフト単体で発売された。英語によるタイトルは"The Leisure of Grisaia"。
『グリザイアの迷宮 ビジュアルファンブック』用に桑島由一が書き下ろした小説「活動家」を加筆し、ゲーム化したもの。

## グリザイアの残光
アニメ「グリザイアの楽園」Blu-ray&DVD第5巻・初回限定版特典のゲーム。2015年12月25日リリース。2016年7月20日よりSteamからソフト単体で発売された。英語によるタイトルは"The Afterglow of Grisaia"。
迷宮編のオリジナルエピソード。雄二が麻子に育てられていた時期の物語で、作中の空白を繋ぐミッシングリンクとなっている。

## グリザイアの旋律
PC版『果つることなき未来ヨリ』の初回生産特典のゲーム。2016年3月4日リリース。2016年12月16日よりSteamからソフト単体で発売された。英語によるタイトルは"The Melody of Grisaia"。
「グリザイアの迷宮」では語られなかったエピソード。雄二が麻子から9029を引き継いで間もない頃、数々の任務をこなしていた時代の物語となっている。
PlayStation Vita専用ソフト『グリザイアの果実 -SIDE EPISODE-』に収録された『グリザイアの旋律』では主人公・雄二の音声を追加しフルボイス化されている。

## グリザイア：ファントムトリガー
2017年4月28日よりPC用プラットフォームでリリースされ、PlayStation Vita用・Nintendo Switch用ソフトとしてもリリースされた非18禁ゲーム。英語タイトルは"GRISAIA Phantom Trigger"。略称は「グリザイアPT」「GPT」。
『vol.1』『vol.2』『vol.3』『vol.4』『vol.5』『vol.5.5』『vol.6』『vol.7』『vol.8』の全9巻で構成されている。
『グリザイアの楽園』後に特殊技能訓練校の1校として運用されている美浜学園の実戦経験クラスに所属する少女たちを主体とする。

### ストーリー（ファントムトリガー）
『グリザイアの楽園』から数年後。「海上油田爆発事故」によりその存在が公となったCIRSは刷新され、その極秘活動を引き継ぐ形でSORDが発足された。
行き場を失った若者を将来的に国防を担う人材に育成することを目的として設立されたSORD。廃校となった美浜学園は買い取られ、特殊技能訓練校として運営される。
そんな美浜学園のA組の学生兼SORDのメンバーとして在籍する、拳銃使い・レナ、狙撃手・トーカ、爆弾とコンピュータのスペシャリスト・クリス、自称ロシアン忍者・ムラサキ。
日々、命すら顧みられることのない危険な超法規的活動を繰り返す、少女達の未来は…？
vol.1
7月3日。美浜学園に新任教師・有坂秋桜里が着任し、A組の担任となる。
A組の伝習員・ハルトと学園長・イチルの案内で“殺し屋学園”である美浜学園、そして在籍する特殊な学生たちのことを知り有坂は戸惑いを隠せぬ中、ふとしたことから有坂は指定犯罪組織“人吉会”に拉致されてしまう。
これを受けA組は人吉会のアジトに突入。瞬く間に制圧し、有坂を救出する。
学生らは衝撃的な出来事を目の当たりにした有坂が担任を辞する可能性を危惧するが、有坂は嫌なことがあれば逃げ出していた自身を変えるべく翌日の教壇に立ち、笑顔で授業を始めるのだった。
vol.2
午前5時30分、K県U港。入国予定だった海外からの要人が突如として姿を消す。
京船桜が丘の伝習員・宇川の要請で美浜と京船桜が丘のSORDは協力し失踪した要人の捜索を行うが、発見された要人は心臓を抜かれ死亡していた。そして事件に心臓移植を必要としていたロシアンマフィアのボスが関わっていることが判明。奪われた心臓を取り戻すべく、レナはマフィアの手先を追う。しかしその手先はレナのかつての妹分・マキであった。
銃撃と格闘戦の末、レナがマキに勝利。マキは美浜学園に捕縛される。危篤状態にあったロシアンマフィアのボスは心臓を手に入れられずに死亡し、帰る場所を失ったマキはA組に所属することとなった。
vol.3
7月28日。A組は聖エール外国人学校のSORDとの夏季合同合宿のためフィリピンの山へ向かうが、聖エールの伝習員・アヤメの要請で脱柵した聖エールの狙撃手・グミを追う「脱柵者狩り」に参加する事になってしまう。
10日前、グミは聖エールの先輩・シホと共にフィリピンの山中で武器密造組織の壊滅作戦に参加していたが作戦は失敗し、シホが死亡。生還してもCIRF基地司令から理不尽に略式裁判へ出頭させられてしまうことから、グミはシホの仇を討つべくそのまま行方をくらませたのだった。
グミの処分を命じられつつも、本心ではグミを助けたいと考えるA組と聖エールはタナトス・システムで武器密造組織のボスの潜伏先を特定し、無線でその情報を一方的にグミに伝える。A組と聖エールが武器密造組織のボスの潜伏先を奇襲する中、現場にグミが現れ、狙撃でシホの仇を仕留める。
しかしその後もグミは処分を恐れ再び脱柵するが、トーカの狙撃によりグミは追い詰められ、連れ帰られる。帰国後、グミはアヤメにより処分軽減のため聖エールから除籍され、美浜に拾われてA組の所属となった。
vol.4
仙石家の本家筋の嫡女にして美浜学園初等部の頭脳明晰なタイガは、実戦部隊であるA組への配属を強く希望し、「クリスがタイガの上官となり面倒を見る」ことを条件に編入が許可される。
タイガがクリスと共に時間を過ごし、懸命に訓練を行っていく中、突如として新種のウイルスが保管されていた私立北丘大学で新興宗教組織“ザ・フェイタル・アンサー”日本支部による未曾有のテロ事件が発生。大学で聴講を受けに来ていたタイガが人質の1人として巻き込まれてしまう。
事件を受け、仙石家内では「タイガに死なれては困る派閥」と「タイガに死んで欲しい派閥」の思惑が拮抗。仙石家の息が掛かっているCIRS、そして下部組織であるSORDも動けずにいた。万が一、保管されている新型ウイルスが全世界に拡大することになれば日本は世界の信用を失うことから、仙石家の対策本部は人質ごとウイルスを確実に焼き払う熱核攻撃を決定。同時にそれは、仮に現場の突入に失敗しても熱核処理で何も無かった事に出来ることを意味していた為、A組はタイガの救出作戦を独断で行い、テロリストを制圧。タイガの救出に成功し核攻撃も未然に防がれた。
救出作戦で負傷したクリスが療養する間、タイガはクリスが行っていた雑用仕事の代行を申し出、メイド服姿で仕事に励む。退院したクリスはそんなタイガを抱きしめるのだった。
vol.5
未曾有のテロ事件から数週間後。ムラサキの姉・ユーキが帰国、A組に復帰する。
妹よりも社交的で優秀な姉のユーキが学園のメンバーとも仲良くなり、次第に信頼関係を築いていく中、自らの存在意義に疑問を感じたムラサキはハルトと出会った頃に想いを馳せる。
かつてハルトとユーキがファントムトリガーだった頃。サキ（後のムラサキ）は故郷のニンジャの里に伝わる秘伝の技を会得すべくやって来たハルトと出会う。サキはハルトを兄のように慕いつつ、初恋の感情を抱く。そんな中、かつて里を破門となった男・桃太郎が襲来し、里は壊滅。サキの父と母も殺害されてしまう。桃太郎はハルトとユーキにより倒されるが、両親を失い怒りで暴走したサキが秘伝の技・“幻刀”でハルトとユーキに見境なく攻撃。ハルトとユーキが対抗しサキの暴走はなんとか止まったが、負傷したユーキは記憶障害を負う。その後、ロシアにいる親族の元で“邑”の名を受け継いだサキはムラサキとなる。やがてユーキが美浜学園に空けた空席を埋めるニンジャが見つからなかったことから、ユーキに呼び寄せられたムラサキは美浜のハルトの下へ在籍することになったのだった。
姉に対する負い目やコンプレックス、ハルトへの淡い恋心を振り返り、ムラサキは当たり前すぎて忘れてしまっていた「自分に出来ることを精一杯する」という初心に立ち返る。ムラサキが就寝中のハルトの元を訪れ、自身を必要としているかとハルトに問うと、ハルトはユーキが美浜に戻ったことでムラサキは焦ってしまっているのだと指摘。「いつかは答えが出る時も来る、それまではずっと俺の側に居ればいい」と宥め、「ムラサキを必要としている」とハルトは伝え、ムラサキはようやく納得した。
その後、突如としてユーキは「急に呼び戻しを食らったから」と再び海外へと発つこととなる。しかしハルトはユーキが発つ本当の理由を「自身の存在がムラサキの邪魔になるから出て行こうとしているのだろう」と指摘。ユーキは「買いかぶり過ぎよ」と返した。顔を出すことは無かったが、ムラサキもユーキを見送りに来ていた。ちゃんと見送らなくてよかったのかとハルトに問われたムラサキだったが「言葉なんか交わさなくても、ちゃんと繋がっているから」と泣かずにユーキを見送った。
vol.5.5
行くあてのなかった有坂が美浜学園にやってきて3ヶ月。美浜学園は有坂に職務の継続意思を問う。一度働き始めたら最低でも3ヶ月は辞められないこの学園で、有坂は退職の機会を得たのだ。
有坂は改めて“殺し屋”として育てられてきた少女たちと対話することで自分を見つめ直しつつ、自身の“殺人加害者”の娘としての暗い過去を振り返る。しかしそんな自分だからこそ、学生を理解してあげられることもある、ここには私にしか出来ない仕事があると信じていると決意を述べる。
vol.6
ハルトは旧ファントムトリガーのメンバーらと共に、ハルトの師匠・アオイの墓参りに向かう。
かつてファントムトリガーのメンバーの元で育てられ、各エキスパートに仕込まれ様々な腕を上げたハルト。ハルトはアオイに最も懐き、師匠と仰いでいた。
そんな中、ファントムトリガーの担当官兼伝習員・エニシとその護衛秘書官・クロエがファントムトリガーを裏切り、アオイはクロエとの銃撃戦の末に命を落としてしまう。その後、アオイの死をきっかけにしたかのようにファントムトリガーの秘匿活動は停止し、新組織SORDへと移行される。
旧ファントムトリガーのメンバーらは以後もエニシの行方を追い、ついに今、エニシがザ・フェイタル・アンサー（TFA）のテキサス本部に匿われていることが確実視された。TFA本部に対するCIRSの強制捜査実行の時が迫る。
vol.7
宗教組織TFAの本部で行われる、CIRS、SORD全部隊が招集される前代未聞の大規模作戦。
その1ヶ月前、有坂はA組の学生たちを戦場へ送るべきか否かの判断を委ねられていた。有坂は苦悩の末に学生たちを最後まで見守るべく、自身も現地に同行するという条件付きで学生たちの海外派遣許可を出す。
対するTFAではエニシの下で様々な犯罪者たちが集い、政府勢力を迎え撃つ。
vol.8
最終局面を迎えたTFAとの戦い。CIRS、SORDは全ての戦力をTFAの要塞へと向かわせる。
同じ時。TFAの一般市民・パトリックは偶然邂逅した9人のTFAのシスターらと共に戦場からの脱出を図る。しかし戦況は苛烈を極め、9人のTFAシスターらは次々と命を落としてしまう。パトリックは慟哭し戦闘により気を失ってしまうが、森の中でTFAの少年兵らに助けられ、“センセイ”として教えを請われる。パトリックは少年兵らに「戦ってはいけない」と諭す。
政府勢力はTFAの要塞に侵攻していくが、エニシの狙いが政府勢力を要塞に引き込んだ上でTFAのダムを爆破し水没させて自滅しつつ政府勢力に大打撃を加えることと判明し、政府勢力は撤退を開始。そんな中、ハルトはアオイの仇であるクロエを倒し、銃撃戦により重傷を負ったエニシは死亡。やがてTFA本部は水没し壊滅する。「今回の件で生きる理由か戦う理由か何かの答えは見つかったか」とアヤメに問われたハルトは「戦場に、答えなんかあるもんか」と返す。戦いは終わり、皆がそれぞれの日常に戻っていく。
終戦後、有坂はイチルから第四世代タナトス・システム試験体の赤ん坊を押し付けられ、人は平等ではないと感じつつ、その不平等な立場を限りなく平等にするのが教育というものと思い、この子のために自身が出来ることを考え、腕の中の小さな命が悲しむようなことにならないよう祈る。
パトリックは終戦後も森に残り少年兵たちを“センセイ”として教え導き、武器で奪い取る“狩猟社会”から自分達の手で作物を育てる“農耕社会”へと移行し、やがて外の社会へ送り出すことを目標にしていた。焼け焦げた戦場の匂いが鼻の奥を突くたび、もう誰かが悲しい思いをしなくて済みますようにと祈りながら、パトリックは静かに落涙するのだった。

## グリザイア クロノスリベリオン
歴代グリザイアヒロインたちが総出演する"美少女国防RPG"。androidおよびiOS用の全年齢向けゲームアプリとして2020年11月26日にリリースされ、2021年8月31日にサービス終了。
アプリ版のサービスが終了した2021年8月31日、メインストーリーおよびS組（『果実』～『楽園』のキャラクター）のストーリーの続きが収録されたPC版『グリザイア クロノスリベリオン』の制作決定が発表され、"美少女国防ADV"として2023年4月28日にPC版が発売された。
英語タイトルは"Grisaia Chronos Rebellion"。略称は「グリクロ」。

### ストーリー（クロノスリベリオン）
SORDの特殊技能訓練校・美浜学園のD組は不良在庫（デッドストック）とあだ名される落ちこぼれの集まり。
D組の伝習員を務めるアラタは生徒たちが一日でも長く生き延びられるよう、神経信号接続技術・PeTSで訓練を施す。
そんなある日、アラタは特殊任務でテロリストのアジトに潜入した際に培養槽の中で眠っていた少女・エルと出会う。
エルとPeTSでリンクしたアラタは絶体絶命の危機を乗り越え、彼女をクラスに迎え入れることとなる。
しかしそれは、謎のテロ集団ヘイディオとの戦いの始まりでもあった。
他方、日本から何千キロも離れた南の島で平和に暮らしていた雄二たち。しかし少年兵時代から投与されていた薬により雄二の身体に異変が起こる。
雄二を救う唯一の方法として、一姫は最近研究が始まった“PeTS”が雄二を治す鍵になると考える。その技術の完成までCIRSの下、雄二、一姫、由美子、天音、みちる、蒔菜、幸はコールドスリープを行い、時間を飛び越える。
PeTSが実用段階まで進み、研究者と被験者がSORDに所属した時代。由美子たちは目覚め、その研究に参加し完成を目指すことになる。元々いた時代からそれほど時間が経っていなかったが、そこで由美子たちはヘイディオのテロ攻撃を目の当たりにする。戦争管理人だったヒース・オスロが死んだことで、各勢力間の均衡が崩れテロリズムが活発になったのだ。
雄二と自分たちが選んだ答えの結果――この新世界で、もう一度風見雄二を助けるため、目の前の困っている人を助けるため、世界に刃向かう6つの果実はSORDの訓練校となった美浜学園の特別枠・S組に所属する。

## グリザイア 戦場のバルカローレ
無料プレイ（課金要素あり）ブラウザゲーム。全年齢版がDMM GAMESから、主人公、風見雄二とユニットキャラクターとのアダルトシーンのシナリオが閲覧できるR18版「~X」がFANZA GAMESからそれぞれ2022年4月5日にリリースされ、2023年3月23日にサービス終了した。英語タイトルは"Grisaia Battlefront Barcarole"。略称は「グリバル」。

### ストーリー（戦場のバルカローレ）
オスロとの戦いを制した代償として、風見雄二は肉体の自由を失ってしまう。リハビリの一環として世界初の全感覚VRMMOゲーム「PANDORA」を仲間たちと開始する。
雄二たちはモンスターやプレイヤーたちとのバトルゲームを楽しむだけのはずだったが、そこでは現実世界を大きく巻き込む陰謀が動いていた。

## グリザイアシリーズの主な登場人物

### 『果実』『迷宮』『楽園』のメインキャラクター
風見 雄二（かざみ ゆうじ）
『果実』『迷宮』『楽園』の主人公。「普通の学校に通いたい」との希望から美浜学園にやってきた転入生。口数が少なく非常に落ち着いた性格をしているが、浮世離れした言動や行動が目立つ。その正体は日米合同対テロ組織“CIRS”所属の工作員・狙撃手。
榊 由美子（さかき ゆみこ）
美浜学園の2年生。巨大財閥「東浜電鉄グループ」の社長令嬢。美浜学園の設立当初から在籍している。やや吊り目と、腰まで届く黒いロングヘアが特徴。無愛想かつ気難しい性格で、他人との会話を一言で済ませるほどに交流が不得意なために孤立しやすい。不用意に近づく人間に対しての警戒心が強いことから、極端な排除行動に出ることもあり雄二を「異分子」とみなして排除しようとする。
周防 天音（すおう あまね）
美浜学園の3年生。面倒見が良く、頼れるお姉さんのような少女。スタイルが抜群に良く本人にもその自覚があるため、わざと露出度の高い恰好をして「エロいお姉さん」風に振る舞い、明るい性格もあって商店街のアイドルとなっている。実家が神田で京料理の料亭を営んでいることもあって料理は得意。面倒見の良さに加え、家事も十分こなせることもあって学生寮では寮母のような立場となっている。
松嶋 みちる（まつしま みちる）
美浜学園の2年生。脱色した金髪ツインテールが特徴。ツンデレへの憧れからそのように振る舞う。明るく活発な性格でムードメーカーだが、勉強は苦手で頓珍漢な受け答えで周囲から「バカ」と言われることも。
入巣 蒔菜（いりす まきな）
美浜学園の1年生。小学生と見間違う程の幼い容姿であり、無邪気で天真爛漫な性格の少女。ある出来事をきっかけに雄二のことを「お兄ちゃん」と呼ぶようになり、蒔菜ルートでは「パパ」と呼ぶようになる。天音を姉のように慕って「天姉ぇ（あまねぇ）」と呼ぶ。
小嶺 幸（こみね さち）
美浜学園の1年生でクラス委員。学力・運動能力ともに優秀で家事もこなす。学園以外ではメイド服を常に着ている。天然ボケ気味なところがあり、人から言われたことをすぐに真に受けて無茶をしてしまうことも。

### 『ファントムトリガー』のメインキャラクター
蒼井 春人（あおい はると）[ハルト]
『ファントムトリガー』の主人公。美浜学園A組所属。戦術教導員・伝習員（ハンドラー）だが書類上は学生でもある。自分の過去をあまり語りたがらず、履歴においても空白な部分が多い。
深見 玲奈（ふかみ れな）[レナ]
美浜学園A組所属。兵科はシューター（拳銃使い）。殺し屋を育成するホロゥ・ハウスの出身。マスターはハルト。
陽気で人懐っこい性格で、ハルトに対してとても従順で忠誠を尽くす。
獅子ヶ谷 桐花（ししがや とうか）[トーカ]
美浜学園A組所属。兵科はマークスマン（中距離スナイパー）をしているが、本来は長距離を専門とする。アメリカ人の父とドイツ人の母を持つハーフ。
性格は極めて好戦的であり、衝動的に暴力行動をとることもあり、いわゆる[Tsun-Dere]であるといえる。
鯨瀬・クリスティナ・桜子（くじらせ・クリスティナ・さくらこ / Kujirase Sakurako Christina）[クリス]
美浜学園A組所属。爆弾とコンピュータのスペシャリスト。本来は衛生工兵科だが、主計、情報担当等も兼任し、何でも屋を自称することもある。上海出身のイギリス人。
クリスについてハルトは「クラスのオカン」と要約している。座学の成績は美浜学園148名中8位と上位に位置し、クラスでは勉強を教える係になっている。
狗駒 邑沙季（いこま むらさき）[ムラサキ]
美浜学園A組所属のステルス・ニンジャ。ロシアで修行した“ロシアン忍者”。
つかみどころのない性格をしており、他人にあまり本心を見せず、妖しげな言動で周囲を混乱させることを楽しんでいる節も見受けられる。

### 『クロノスリベリオン』のメインキャラクター
真崎 新（まさき あらた）[アラタ]
『クロノスリベリオン』の主人公。美浜学園高等部D組・通称“デッドストック”所属の伝習員（ハンドラー）。
伝習員になる以前はSORDの戦闘員で、かなり優秀な成績だった。しかしながら何度か部隊が全滅しながらもその度に生還することから“死神の印（デスサイン）”とあだ名され、ジンクスとしてアラタを忌み嫌う仲間もいる。
エル（L）
デルピュネ計画により生み出されたデザインヒューマン。認識番号はDP-08。アールの双子の姉。
性格はとにかく生真面目で素直。物静かで思慮深く、常に合理的であろうと務めている。ただし世間知らずなため騙されやすい。
組織による洗脳が不十分で、アラタが参加した特殊任務でSORDに保護されたことをきっかけにD組の学生になる。
アール（R）
デルピュネ計画により生み出されたデザインヒューマン。認識番号はDP-09。エルの双子の妹。
工作員としての能力はエルに劣らず優秀だが座学の成績はあまり良くない。挑発的で気分屋、短気で飽き性。面倒くさくなると銃をぶっ放して解決したくなる。
汐巳 芹霞（しおみ せりか）[セリカ]
美浜学園D組・通称“デッドストック”所属。兵種はシールダー。
一人称は「ボク」だがボーイッシュというわけではなく、可愛いもの好きの乙女チックな少女。理想主義者でありヒーロー願望がある熱血漢。正義な感じを表す「ジャスティス」が口癖。
不良乃 ひたき（ふらの ひたき）[フラン]
美浜学園D組・通称“デッドストック”所属。狙撃手。あだ名はフラン。
口下手ですぐにあたふたしてしまうなど少し不器用な少女。ただそれは生真面目であるが故に人一倍気を遣い、周りの期待に応えようとする頑張り屋という一面が強い。

## グリザイアシリーズの用語

### 『果実』『迷宮』『楽園』から登場する用語
三嶋崎（みしまざき）
都心から車で2時間ほどの湘南近郊の街。徒歩でやってきた雄二曰く、山梨県山中からは175kmほど。駅前には天音がよく買い物に訪れる商店街があるが、雄二の印象では割と田舎。
私立美浜学園（しりつみはまがくえん / Mihama Private Academy）
本編開始の約1年前に榊道昭が娘・由美子のために創設し理事長を務める、学校法人榊学園により経営される全寮制の学園。
三嶋崎の岬の埋め立て地に位置し、敷地の全周は約3.2km。敷地を高くそびえる塀に囲まれた様から由美子が「鳥籠」と呼ぶ学園の入学料は非常に高額であり、雄二は特待生扱いの男子生徒として迎え入れられた。
優秀な生徒の育成という名目のためか、生徒数も女子がわずか5人と少なく、クラスは複式学級。カリキュラムも午前中は全員が受ける共通科目、午後は適正に応じた選択制である。
国語、数学、生物などの様々な科目を学園長の橘千鶴が教壇に立って教え、学外から専門の教員を招くこともある一方で常任の体育教師や養護教諭は在籍していない。8年目まで在籍可能で、それ以上は卒業扱いとなる。
東浜急行電鉄グループ（とうひんきゅうこうでんてつグループ）
学校法人榊学園の母体である巨大OM企業グループ。現在の社長は由美子の父である榊道昭であり、先代は道昭の父である幸治郎。
他の企業を強引に取り込む経営手法から「盗品グループ」と揶揄されるが、劇中でも東浜急行電鉄は「東京と羽田空港を結ぶ主要路線の運営を中心にしている」とされるように経済発展に貢献しており、政財界への影響力が大きく、国土交通省との結び付きも強い。
入巣家（いりすけ）
入巣蒔菜の実家。何代にも渡って数多くの政治家を排出して内政や外交にも深く関与し、国内外の複数の傘下企業による生産・流通・販売はもとより、鉄鋼・造船、軍需にまで進出しており小国の国家予算にも匹敵する資産を保有している。
日本に住んでいれば入巣家関連の物品や企業等、何らかの形で必ず触れる程手広く展開しているものの、雲上人たる入巣家の名を知る者はごく限られている。
入巣家の総裁は蒔菜の祖父・春親だが、入巣家は女系の家であり、入巣家の実権を握るのは蒔菜の祖母・初音と母・清夏である。
国政に深く染み込んだ諸悪のシミとも言える古くから伝わる業の家であり、横領、水増し、インサイダー取引など闇に根深い。
アイリス・グローバル社
蒔菜の実母・清夏が社長を務める巨大企業。入巣家の中核組織。
都内に12階建ての本社ビルがある。企業規模と比較すると小規模だが、設計・建設からビル内部の物品・人材まですべてが入巣製という自社で完結した建物となっている。
有限会社アサヒクリーン
春寺由梨亜（JB）が「広報室長」を務める清掃会社。雄二のアルバイト先。
アニメ版での名称は「アサヒクリーニング」。
清掃会社は表向きの姿であり、その実態は「CIRS」という秘匿組織である。
CIRS（サーズ）
「Central Intelligence and Research Second」の略称。日本語での正式名称は日米合同対テロ組織「防衛省中央調査部諜報2課分室」。
工作活動・護衛・捕縛・暗殺を主とし、国家や組織の害となる存在を排除する秘匿された国防組織。
所属する者の大半は身寄りがなく居なくなっても心配されない境遇の人物が選ばれており、個人的なことは互いに詮索しない事が暗黙のルール。
アメリカに“本社”があり、日本では“赤坂”の干渉を受ける“市ヶ谷”に属する。CIRSを含め“市ヶ谷”の事は関係者からは専ら“会社”と呼称される。
2課分室室長は『果実』～『楽園』時点で春寺由梨亜（JB）が務める。1課は組織名をそのままFirstにした「CIRF（サーフ）」で特に情報に携わる。CIRFの本部ビルは赤坂に存在する。
大元は同じ組織であるが、1課と2課では旧日本軍の陸軍・海軍と同等の確執を抱えている。
秘匿組織としての都合上、任務の詳細説明はなく、招集命令と必要最小限の作戦概要の連絡が入る専用の携帯電話を与えられるのみで詮索も許されない。装備や実弾は必要に応じて随時支給され、使わなかった場合は即座に回収されるが、整備持ち出しという理由で簡単に持ち出せる。実弾だけはそれを必要とする任務において最低限の弾数を支給されるが、一発しか支給されない場合は予備として配備される「オバケ」任務のことが多い。ただし、終了宣言がなされるまで何時間も同じ場所で待機する必要があり、一度小便まみれのまま任務を続行した雄二は大人用紙オムツを必ず装着する。
金額が固定の俸給表で給料が支払われ、危険が伴う実働隊任務の場合は手当として大幅に増額される。任務中に死亡した場合は遺族に1億円が支給されるが、配偶者であろうと実態を説明する事は許されないためにアサヒクリーンを本職であると説明するか、招集命令を受けてもすぐに動けるタクシー運転手が副業として人気である。
また機密保持のため、結婚相手の身辺調査が徹底して行われる他、旅行やレジャーによる長距離移動や休日は事前申請が必須とプライベートが制限される。許可が下りた場合でもGPSロケーターで居場所を常時報告する事が条件となり、招集命令の無視や拒否などの場合は国家反逆罪として終身刑か「事故死」として秘密裏に処理される。
なお、任務に就く事が困難な負傷・病気や規定年数経過が事由の退職以降も監視は続く。
特殊工作員には4桁の所属番号が与えられ、半民間人諜報員には3桁の所属番号が与えられる。
9029（きゅうまるにきゅう / ナインオートゥーナイン）
CIRSのエースナンバー。風見雄二の所属番号でありコードネーム。正式には「I-9029」。
雄二の先代の9029は雄二の師・日下部麻子。9029の由来は初代である山本という工作員の収監時代の囚人番号が9029号であったことからきている。
蒔菜ルートでは蒔菜がこの称号を得た狙撃専門の「V-9029」として活動する。
私立滝園学園（しりつたきぞのがくえん）
裕福な家庭のお嬢様が多く通う名門女子校。
学生寮が設置されているが、自宅通学も可能。接客態度や笑顔の練習の授業がある。
後述の「マイクロバス転落事故」当時、天音と一姫は1年で、共にバスケットボール部所属。
滝園学園マイクロバス転落事故（たきぞのがくえんマイクロバスてんらくじこ）
2005年8月14日、私立滝園学園バスケットボール部員13名と顧問教師1名の計14名を乗せたマイクロバスが遭難・行方不明になったマイクロバス転落事故。雄二の姉・風見一姫と周防天音がこの事故の遭難者となっている。
部活動の夏合宿として長野県のキャンプ場で1週間のキャンプ合宿を行い、最終日の帰路時に顧問・越智義彦が渋滞回避のために移動経路の予定にない旧道の峠道をマイクロバスで走行中、パンクにより崖下の樹海へ転落。
携帯電話は圏外、方位磁石すら機能しない磁場の乱れる岩場と樹海で遭難者達はほぼ身動きが取れない状態となり、一方の捜索隊も一向に遭難者を発見できず、2週間後には生存は絶望的として捜索が打ち切られるが、9月に入ったある日、キャベツを貪る衰弱しきった遭難者・天音が現地農家に発見・保護され、天音の証言を元に捜索が再開し事故現場が発見された。
事故現場ではバラバラになった複数の遺体が捜索隊に確認され、天音が唯一の生存者とされている。
事故現場には慰霊碑が設立され、運び出す手段がないのかマイクロバスは横転したまま残されている。登山口から事故現場までは慰霊碑の設置業者が搬入のために切り開いたのかそれなりに広い道幅となっているが、道とは名ばかりの原生林で、時々吊るされた縄を掴んで登るような急斜面もある。慰霊と一姫の痕跡を探しに訪れた雄二と天音は歩いておよそ3時間かけて登山口から事故現場まで到達している。
風見流スーパー護身術（かざみりゅうスーパーごしんじゅつ）
ムエタイ、柔道、ボクシング、テコンドー、合気道、クラヴ・マガ、カリ、躰道といった様々な武術を取り入れた総合格闘術。創始者は風見雄二。
『ファントムトリガー』では風見流スーパー護身術ワークアウトDVD全8巻が製作されている。
鮮魚超人マグロマン（せんぎょちょうじんマグロマン）
マグロに手足が生えた「マグロマン」が世界征服を企む「カルビ将軍」や「サメマン」と戦いを繰り広げる特撮ヒーロー番組。日曜朝8時に放送される。
主題歌は「マグロ・Beautiful」。
撮影ロケで各地を回っており、2011年7月3日放送回では『ほしうた』のヒロイン「周防ななの」と「山吹れんげ」も登場する。
蒔菜はマグロマン、幸はカルビ将軍とサメマンのファン。
新魚戦士メジマグロマン（しんぎょせんしメジマグロマン）
メジマグロに手足が生えた「メジマグロマン」が「カルビ中佐」と戦いを繰り広げる特撮ヒーロー番組。日曜朝8時に放送される。
主題歌は「メジマグロ・Beautiful」。
「鮮魚超人マグロマン」放送の前年に放送されていた番組で、蒔菜と幸はこの番組を通じて仲良くなった。
ヤブイヌ小隊（ヤブイヌしょうたい / Bush Dog Platoon）
海兵隊遠征打撃群第15MEUB中隊所属特別行動小隊の通称。
小隊長はジャスティン・マイクマイヤー（J少尉）。隊員は風見雄二、ダニエル・ボーン（ダニー）、ミリエラ・スタンフィールド（ミリー）、ロバート・ウォルソン（ロビー）、エドワード・ウォーカー（エディ）。小隊長合わせ隊員は計6名。
雄二、ダニー、ミリー、ロビー、エディが海兵隊訓練で後期実戦配置された際に野戦地で臨時招集された混成部隊。問題児ばかりであることから当初J少尉は「いらん子小隊」と仮称していたが「ヤブイヌのようにずる賢く立ち回り、ヤバいと思えば銃を敵に向けたまま後ろ向きに全力疾走」をモットーに掲げ、ヤブイヌ小隊と命名した。
隊員たちの「ナフーー！」という掛け声はJ少尉の発案によるものでヤブイヌの鳴き声を模したものらしいが、ネットの動画で調べたロビー曰く「（ヤブイヌは）もっと甲高い声で鳴く生き物」とのこと。
配置先はアフガニスタンとホンジュラスで、どちらも負け戦に対しての補充兵という役回りであった。戦場では囮役としての仕事が多く、釣り野伏せといった偽装退却戦術を得意とする。
軍から見れば負け戦の使い捨て小隊であったが、雄二らの任期終了時点で隊員は全員生還している。
タナトス・システム（Thanatos System）
“市ヶ谷”の上位者。日本の防衛を事実上取り仕切っている存在。“地下の彼女”、“地下の教授”という呼び名もある。
詳しくは「グリザイアシリーズの登場人物#“市ヶ谷”関係者」を参照。
テュポーン計画（テュポーンけいかく / Typhon Project）
ヒース・オスロが行っていたデザイン・ソルジャー計画。遺伝子操作と薬剤の併用で、最強の軍人を生み出すことを目的としていた。
ヒース・オスロが現場に居た当時から部下を使って実験をしており、そこから数えれば『楽園』時点で20年以上研究されているが、一時的な能力の発現に成功しても弊害として発がん率が上昇し、活性化したがん細胞が約2年で被験者を殺してしまい、強化の度合いを調整しても精神に異常が発生し、突発的な自殺衝動や自傷行動を発症して、やはり最後は死に至り失敗続きとなっている。しかし計画の被験者の1人だった雄二が死に至らず生き延びており、オスロにとって雄二は貴重なサンプルだった。
雄二と同等の身体能力を複製し、付加した試験体は1500体を超えるが、耐用試験に合格したのはたった1体のみで偶然の結果でしかなく、たまたま出来たものは商品とは言えないため、雄二と同等の肉体に同じような経験をさせれば同じような物が出来上がると考えていた今までとは異なり、雄二の完全コピーを目指し、オスロはオリジナルの雄二を取り戻しもう一度雄二の遺伝子集合体の完全複製を新たにゼロから行い、そこにタナトス・システムにおける人格や記憶を複製するメンタルコピー技術を融合させることで新たな可能性を見出そうとしていた。
核異性体爆弾（かくいせいたいばくだん）
小型高性能の新型核爆弾。ヒース・オスロの所有する兵器開発企業が研究開発した。オスロは“代替核”と呼ぶ。
励起させたハフニウムに低出力のX線を照射することでガンマ線崩壊を加速させ、臨界量に制限されない、小型で強力な新型核兵器。たった1gで半径1.5kmは軽く吹き飛ぶ威力で、3gで爆発規模は半径50kmにも及ぶ。
『楽園』にてオスロが雄二とタナトス・システムの奪取の為の交渉材料として日本国内に3gを持ち込み、1gが雄二の逃走防止のために雄二の右腕に時限爆弾の腕輪として付けられ、残りの2gがオスロの会社である製薬工場と、スカイツリーにそれぞれ設置された。
設置された2つの爆弾は、最終的に設置場所を一姫らが予測して“赤坂”に連絡し、処理班により発見・不活処理され、雄二の腕輪の爆弾はタルタロス島でオスロが持っていた鍵を用いタイマーを停止。その後、雄二が真のオスロの腕に取り付け再び作動させ、タルタロス島が崩壊した。
ブースタードラッグ（Booster Drugs）
人間の能力を一時的に活性化させるために用いられる注射薬であるβプラス液の通称。
痛みの伝わりを抑えることで肉体が自壊するほどの筋力を覚醒させ、目や耳といった感覚器官を鋭敏化し、グリア細胞による信号伝達速度を向上させる。狙撃においては猛禽類に匹敵する目と微動だにしない筋力、白兵戦では猛獣のような素早さと生存するための躊躇無い残忍さを得られる。
一時的に超人的な戦闘能力を得ることができるが、引き換えに無駄にイライラして何をしても落ち着かない、偏頭痛や嘔吐感に襲われる、神経過敏になり先端恐怖症になる、発癌率が上昇する等の深刻な後遺症がある。
ブースタードラッグで加減が利かないほどに向上し過ぎた身体能力と鋭敏になり過ぎた感覚器官を鎮める際は“ダウンドラッグ”ことβブロッカー液を注射する。
オスロのテロリスト養成機関ではドーピングとして用いられ、CIRSでは夜間戦闘員や狙撃兵などの局地戦闘員にのみ支給される。
星屑症候群（スターダスト・シンドローム）
閃輝暗点症状の一種。極度の血圧上昇で身体中の毛細血管が膨張し、視覚野を圧迫することで目が見えなくなり、やがてありもしない星空が見えるようになる現象。長く続けばいずれ血管が破裂し、死に至る。
日下部麻子は仕事のたびに長年ブースタードラッグを使い続け、任務中の被弾を切っ掛けに星屑症候群を発症し、最後はありもしない星空を見ながら亡くなった。
本症状について軍医であるJ大尉は「完治したという話は1度も聞いたことがない」と話している。
タルタロス島（タルタロスとう / Tartarus Isle）
オスロが作った特定兵器開発企業タルタロス社の本社兼研究所。
本当の「島」ではなく、武器商人の移動式アジトとして使われていた貨物船に増改築を重ね、最終的には航空母艦を2隻横に連結させたような形になり、要塞と化した船。
巨大すぎて動くのも容易ではなく、ここ数年は移動をせずに錨泊していたため、「島」と呼ばれるようになった。なお、2012年8月6日に雄二がオスロと決着をつけるため、タルタロス島に向かった時点での座標は北緯30度29分36秒 東経152度56分34秒 / 北緯30.49333度 東経152.94278度。
2012年8月7日午前0時頃に核異性体爆弾が爆発しタルタロス島は崩壊。この爆発は世間的には「海上油田基地の爆破事故（爆破テロ）」ということになっている。タナトス・システムの露見も含め、CIRSの元職員が起こした隠蔽しきれないレベルの事件となったためCIRSの存在は公のものになり、刷新されることとなった。
グリザイア島（グリザイアとう / Grisaia Island）
太平洋のミクロネシア地域に浮かぶ全周約3.2kmの島。
麻子が貯金をはたいて購入した無人島であり、麻子の死後は雄二の名義となっている。
かつてはリン鉱石の採掘工場と労働者の宿舎があったが、大戦時に島の形状が変わるほどの空襲を受けて建物の一部が海没したと記録されている。
風見雄二奪還作戦の際に美浜学園の学生たちの逃亡先となり、以降定住。畑や温泉施設なども作られた。買い物は本島に出向いて行っている。なお、本島では日本語もある程度通じる。
島は元々現地の言葉で「灰色島」と呼称されていた。これは島が出来た当時は珊瑚の死骸で出来た草木も生えない灰色の島だったため。しかし、美浜学園の学生たちが移り住んだ際に「名称が可愛くない」として名称を変更。灰色を意味するフランス語のグリザイユをより呼びやすいグリザイアに変化させ、島の名称とした。
風見雄二奪還作戦から2年後にはプレハブ2階建ての美浜学園の新校舎も完成する。

### 『ファントムトリガー』から登場する用語
SORD（ソード）
「Social Ops, Research & Development」の略称。CIRSやCIRFの下請けを行う民間委託型工作諜報員育成機関。その多くが学園のような施設の体で運営されている。
「海上油田爆発事故」を引き金にその存在が公となったCIRSは刷新され、極秘活動を引き継ぐ形でSORDが発足される。立案者は仙石一縷で、代表を務めている。なお、SORDの前身組織として“ファントムトリガー”という組織が存在していた。
将来的にCIRSやそれに準ずる法執行機関に就職する国防を担う人材の育成を目的とし、元CIRS職員の天下り先という一面も持つが、立案者の仙石一縷曰く、犯罪加害者やその身内といった他に行き場のない若者、いわれのない社会的迫害を受けている者達の受け入れ先としての意味が大きいという。
『ファントムトリガー』時点で美浜学園以外にもSORDの訓練校は6つあり、その内『ファントムトリガー』時点で名前が判明しているのは京船桜が丘、聖エール外国人学校、千田航空技研の3校。
母体組織であるCIRSにおいては担当官（ケースオフィサー）と工作員（エージェント）でキッチリと作業区分が分かれていて、命令を出す側の担当官は現場に出ることは滅多にないが、CIRSの下位組織であるSORDでは担当官という役職の代わりに伝習員（ハンドラー）という形で工作員と共に現場に出て指揮を執る。
SORDと名が付く前には存在を消された子供という意味で“ファントム・チャイルド”と呼称されたり、日本のマスコミでは“サイレント・ソルジャーズ”、“サイレント・トリガー”などと呼称されていた。現在でも古い人間の間ではSORDの前身組織の名称である“ファントムトリガー”と呼称されることがあるという。
ファントムトリガー（Phantom Triggers）
SORDの前身組織・美浜のCIRS予備官補の通称。美浜学園を拠点に活動していた秘匿組織。
国防に関わるいわゆる「汚れ仕事」を主に請け負っている。位置づけ的にはCIRSの予備組織ということになる。
ファントムトリガーの一員であった蒼井碧の死後、それをきっかけにしたかのように美浜の“ファントムトリガー”としての秘匿活動は停止し、新組織SORDへと移行する。SORDの各支部で管理職的役割を担っている人物の中には“ファントムトリガー”出身の人物も多い。
市立美浜学園（いちりつみはまがくえん / Mihama Municipal Academy）
『ファントムトリガー』本編時点でSORDの訓練校。SORDの本部とも言える場所。
『楽園』で学校法人として経営破綻した「私立美浜学園」はその後、建物が買い取られ、依託された民間組織が運営し、SORDの訓練校となる。SORDの訓練校となる前はSORDの前身組織である美浜のCIRS予備官補、通称“ファントムトリガー”の拠点だった。
幼小中高一貫のエスカレーター式。入学には一定条件を満たす必要があり、さらに学園関係者からの複数の紹介や推薦がなければ入学が認められない。学園の出身者は将来大抵“市ヶ谷”か“赤坂”に就職するが、少ないながら一般職に就く出身者もいる。
『vol.1』時点で在籍学生数は148名。内、8割が女子学生。在学生の半数以上が何らかの犯罪関係者。書類上は死亡扱いになっていて、本人とは全く違う戸籍や社会保障番号を持っている人物も多い。学園の敷地や建物の規模に対して学生数は少なめ。実際に現場に出て実戦経験を重ねる段階にあるSORD学生はA組に在籍する。『vol.1』時点でA組の学生はハルトを含め5名と少人数である。
常任教師の半数以上が元CIRS。学園の教員は各員自分の研究室を持っており、職員室はない。
美浜の学生はどの学科にあっても、年間に最低でも年に2回、13発ずつの射撃訓練義務があり既定の成績に満たなければ補習となる。
初等部ではガスガンの射撃訓練、爆弾の作り方等の授業があり、A組の学生らも講師として指導していることがある。
美浜のSORD学生が着用している制服はAiriX社製の1着40万円の耐刃・耐衝撃に強い防弾制服。着弾と同時に制服の繊維に編み込まれたマイクロジェルカプセルが破裂、ダイラタンシー効果で衝撃と熱を分散する仕組みとなっている。洗濯の際はマイクロジェルカプセルが破裂しないように40度以下のぬるま湯で手洗いする必要がある。防弾性能は15m離れた位置から撃たれた拳銃弾なら止められる程度で、それ以下の距離から撃たれた拳銃弾やライフル弾は抜けてしまう。それらの対処にはプレートキャリアやインナーアーマーを組み合わせる必要がある。デザインは旧美浜学園の制服のフォルムを踏襲しつつもカラーリングが反転している。
敷地には旧美浜学園時代から存在する高い塀に加え、校門には新たにセキュリティゲートや監視カメラが設置されている。下手な大学病院よりも大規模な医療施設がある他、地下に射撃施設があり、200メートルの射距離が取れる長距離射撃用のトンネルもある。A組の学生は学園敷地内の学生寮で生活している。旧美浜学園時代から存在していた寮で、かつて管理人室だった場所は共同のキッチンとダイニングになっている。
京船桜が丘（きょうせんさくらがおか / Kyousen Sakuragaoka）
SORD訓練校。商船学校の一角に間借りしたプレハブ校舎として京船桜が丘は存在しており、SORD訓練校の中では最弱小。
『ファントムトリガー』時点で所属学生が稲垣姉妹の2名しかおらず正規の収入が少ないため金欠気味で、SORDやCIRSが使用する武器や弾薬を仕入れたり荷物を運ぶ物流・兵站業務を兼業している。
『クロノスリベリオン』ではヘイディオの一件により生徒数を増やし、普通の教室で授業が行えるようになった。
京船桜が丘がある都道府県は作中で正確には記載がないが、一般教科教員の1人が神奈川県の菊名に居住している。
聖エール外国人学校（せんとエールがいこくじんがっこう / St. Aile's International School）
長野のSORD訓練校。修道系の学校で、山岳猟兵の育成を行っている。全寮制。
聖エールの学生は山の中で2ヶ月生きていけるよう訓練されている。山岳猟兵の育成を行う聖エールの厳しさは常軌を逸しており、毎年必ず何人かは脱柵者が出る。
『vol.3』時点でのSORD学生は全部で（グミとシホを除いて）21名。
聖エールの法衣は基本的に2年生から着用を許可されている。美浜の防弾制服と同様、1着約40万円する防弾法衣となっており、防弾性能が落ちないように40度以下のぬるま湯で手洗いで洗濯する。
学食は1回の食事代が平均1,000円の第1食堂、1食500円の第2食堂、1食200円の旧理系校舎前の第3食堂（略称・キューリ）の3つがある。キューリのカレーは前の日に余ったおでんにカレールゥを溶かして作るため、具に竹輪が入っていることがある。基本的に提供される食事は質素で白飯はおかわり無制限ながらおかずに関しては1人前しか出されない。普通の人の3倍は食べる山岳猟兵の学生が満足する訳がなく、時々学外で買い食いを行うのが伝統となっている。聖エールでは基本的に外食は禁止なのだが、聖エールの伝習員である仙石綾芽の個人的な嗜好で唯一牛丼屋だけは外食を黙認されている。
グミによると今日は生きて帰れないかもしれないという作戦の前には、必ず“主計からの心づくし”として豪華な食事が振る舞われ、出発の前にお弁当と1班に1つずつ牛缶とパイ缶が配られるとのことで、任地に立つ学生は木箱の上に立たせて万歳三唱で送り出されるという。
千田航空技研（ちだこうくうぎけん / Chida Aviation Research Center）
三沢のSORD訓練校。
航空系の学校で、パイロットや航空エンジニアが所属している。
1年生は入学初日にバーベキュー用の鉄板を溶接で作らされる。
機械工作学科は三沢基地の航空祭で毎年屋台を出している。
仙石家（せんごくけ）
遙か昔から日本の戦争を陰から操作してきた一族。その名は表に出ていない。
CIRSには仙石家の息が掛かっている。仙石家が裏から発言しなければ“市ヶ谷”は予備警察隊のままだったかも知れないと語られている。
那月曰く「夢や理想ではなく、現実を見て悪役を演じる」のが仙石家というものだという。
ホロゥ・ハウス（Hollow House / 虚無の家）
表向きには世界で広く通用する有能な人材を育成するという養成会社だが、実態は殺し屋を育てて売る闇企業。かつてはヒース・オスロの傭兵学校だったが、経営者が変わってホロゥ・ハウスという名前になった。
本社は中国にあり、アメリカのミシガンとアラバマに養成所があるとのことだがそれを確かめた者はおらず、所謂公然の秘密になっている。
ホロゥの出身者は極めて高い身体能力と殺傷能力を有し、身体がとにかく頑丈で絶対に主人（マスター）を裏切らないという高性能で評価が高く、取引金額が極めて高価ながら引く手に事欠かない。
養成所では訓練が1日の休みもなく2年間続き、死ぬ寸前まで身体を苛め抜き、限界に達して尚薬物投与で無理やり立ち上がらせ、成長促進剤を含む高栄養化された食事を与えられ、強制的に身体を成長・肥大化させている。ホロゥ出身の少女の身体が大きいのは男性と同等の装備を身に着けられるようにしてわざわざ女性専用装備の揃える必要を無くすためだという。訓練期間の終了後、ホロゥ・ハウスの本社に仮採用され、その後2年間大きな仕事に恵まれなかった場合は外部に売りに出される。
幼い子供の内から育成過程内で軽度な洗脳を始め、価値観や思想を誘導し、主人に逆らうという行為に生理的な嫌悪を伴うようになるまで躾けている。売却が決まりオーナーが確定すると、納品前調整と称した3ヶ月間の訓練期間が設けられ、オーナーの手元に届く前により強固な洗脳を施される。最終調整前と後では性格がガラリと変わってしまうこともある程で、施された強固な洗脳は精神の深層部にまで深く染み込み、無理矢理洗脳を解こうとすれば精神が崩壊してしまう。どんな形であれマスターを好きになるよう洗脳されており、一度マスターと決めた人はたとえその人が死んでも一生忘れられない。
基礎代謝が一般人の3倍から5倍あり、総じて健啖家。骨折が数日で治り、強めの全身麻酔を掛けても20分前後で覚醒し平気で歩き回り、心臓が止まっても1分以内にまた動き出すように改造されている。
殺しの能力に特化させて育てたいわゆる「規制前」と呼ばれる最も過激な時代・年式の出身の人物も存在する。規制前の出身人物について「能力評価は高いが無茶苦茶な人が多く、今でも生き残っているのはほんの少数」だという。なお、レナ、マキは「規制後」の出身である。
出身者にはアッパー系とダウナー系という種別が存在し、アッパー系は感情表現がダイレクトでマスターの命令を無視することもある一方で、ダウナー系は感情表現が苦手で無口で思慮深く、マスターのこと以外に興味が無い。レナを始めとした規制後のアッパー系は大抵精神的に幼く、多少分離不安症気味なことが多い。
アッパー系は戦闘中に脳内麻薬やアドレナリンを大量に分泌しどんな苦痛も快楽に変換するため、アッパー系が笑い出すと危険とされる。レナの場合は殴り合いになると気味の悪い声で笑い出す。
人吉会（ひとよしかい）
公安指定犯罪団。『vol.1』の6年前まで元暴走族のチンピラ集団だったが、会の中心人物である人吉武雄がフィリピン系犯罪組織と手を組み、日本国内での違法薬物の売買、小型銃器の密売に手を広げた。
『vol.1』時点の前年に発生した郵便局襲撃事件や、3ヶ月前に発生した女子高生殺害事件にも深く関与しており、これにより人吉会は公安委員会とCIRSに反社会性の強い犯罪集団として指定されている。
ラムダインダストリー（Lambda Industries）
1960年頃、イタリア国籍のマウロ・フォルビデリという人物がフィリピンのダナオの有能な職人を集め、政府機関や警察向けに銃器の製造を始めたとされる武器製造工場。
ラムダインダストリーは正式な屋号ではないが、製造された銃器には「Λ」の打刻が記されることからそう呼称されている。これについてユーキは「イズマッシュ製やルーマニア製の武器に打刻されている三角マークを形だけ適当にコピーした結果、それがたまたまラムダ記号に見えたのではないか」と推測している。
『vol.3』時点でゲランという国籍不明の男が仕切っており、武器密造工場の従業員60名の内、半数はゲランが雇った傭兵。
主要の生産はAK-47、AR-15、AR-18、Uzi、Mac-10、Vz.61。最近ではG3やFA-MASの製造も行っているが、一番売れているのはAK。
ザ・フェイタル・アンサー（The Fatal Answer）
新興宗教団体。通称はTFA。自然保護団体を名乗ることもあるカルト教団。全世界に1万6千人の構成員を持つ。軍事企業が母体となって運営されている。表向きには非営利目的の宗教団体だが、その実態は宗教を道具に人を洗脳し、意のままに操ることが出来るかを検証する犯罪実験場であり、世界各国へ兵器を横流ししている兵器業界の貸倉庫でもある。教祖が元軍人で、教団は軍事色が強く教団員は高度に訓練されている。
一応宗教組織ではあるが、構成員らが崇める神に制限はなく、キリストを崇める者もいれば仏教を信奉する者もいる上、神を信じていない者もいる。しかし中には自分で生み出した神を妄想して信奉している集団もおり、過激な活動に関わっている大半がこれに該当する。
TFA創始者であるエリック・ジェームスが自身の所有するテキサスの外れの1万5千エーカーの土地を独立州と宣言。25年前から裁判所に承認を訴えているが許可は下りず、TFAは「許可など関係ない」とばかりに自分たちの土地に勝手に入る人間を処罰し、地域住民と争い始める。再三にわたる裁判所への出頭命令も無視し続け、TFAは私財差し押さえとなったが、戦争を商品としている人物であるグレイ・プールがこの争いに目を付けTFAを支援し、多くの犯罪者を呼び寄せTFA側の幹部に据え、地元警察や軍では手に負えなくなり、CIRSやSORDが介入する。CIRSは『vol.7』の2年前から介入している。SORD介入時点で地元警察、軍、CIRS職員を含む公的機関の被害者数は488名（内188名が死亡）、一般民間人の被害は2千を超えている。
敷地の多くが山林で、至る所に輸送用コンテナが地中に埋められ、多くの犯罪組織が宗教に守られた貸し倉庫として利用し、ドラッグ、盗品、横流しされた軍の装備、小火器やミサイル等の兵器が貯蔵されている。各国から預かった兵器を高額で販売し、売却国から手数料を貰って利益を出している。
TFA本拠地は山をくり抜いて作られたアリの巣のような構造の地下要塞となっている。信者の大半がこの地下に住んでいる。地下要塞についてユーキはスラム化した後の九龍城砦のような印象を抱き、元々違法な兵器の保管場所として掘った穴を人が増えるたびに掘り進めて無計画に居住区として増築していったのではないかと推測している。アリの巣のような構造なため、潜入したムラサキによると地下1階、2階といったフロア分けがされていないとのことだが、『vol.8』時点で住人であるブルーノによると地下19階まで存在しているという。居住環境は決して良いとは言えないものの、巨大な地下空間には教会、病院、学校、市場があり、日も当たらない地下世界でありながら、一定の生活水準を享受できる1つの社会が形成されている。山にはダムがあり、この地帯の水源と電源を担っている。電気がなくなれば空気が循環できなくなり窒息するか、籠った熱で焼け死ぬか、地下に溜まった水を排水できなくなって要塞の8割が水没してしまうという。
最大火力兵器としてグレイ・プレシジョン・インターナショナル社が元々山岳拠点防御用に開発した48cm野戦砲を列車用の台車に搭載した列車砲をTFAの本拠地に配備している。列車砲の設計開発者はジャヤ。有効射程距離は約40km。高仰角の曲射弾道で榴弾やフレシェット弾を撃ち出し、被害半径は80mから120mに及び、その域内にいる対象は敵味方関係なく甚大な被害を受ける。弾道はコンピュータ制御され、レーダー照準で砲撃精度も高く、発砲後の自弾を追尾し射角を自動で修正する機能も持つ。装填は電子制御のオートローダーで、発射に要する時間は10数秒程度。目標補足から初弾発射までの即応性は対空防御にも対応する程。移動はリニアで、発射方式はレールガンであるため、移動・発射共に大量の電力を必要とし、列車砲使用の際はTFA本部要塞の8割の電力を消費してしまい要塞の大半が無電力化し、侵入に対する防御力が低下する。1発の発射コストに9千ドルを要する。
TFA本拠地は戦時中であっても意外にオープンで、とある街に定期的にやってくるワゴン車に乗ると目隠しをされて運ばれるようなこともなく、手荷物や身体検査の類もなく容易に入り込むことが出来る。外の世界に居場所を失った人々が集っており、そういった人々が失くした普通の生活がある場所だという。本拠地の住人によると本拠地を出ていくのも自由とのことで、残っている人々はここにしか居場所のない人か、ここで存在する意味を見つけた人だという。
信者は3級信者、2級信者、1級信者と等級分けされており、3級信者が警備隊に志願すると2級信者となり、入信の時に大金を払うと1級信者になるという。TFA幹部らは豪華な設えで快適な生活を過ごしている。
教団にやって来た児童、生まれた児童はレナードの児童施設に預けられ、女児は知性と教養を与えられレナードの下でシスターとして育てられ、一部の男児は自活力と防衛力を鍛えられるため山に捨てられる。全ての男児が山に捨てられるわけではないが、親が進んで我が子を差し出すこともあり、年間に5～6人は山に捨てられている。TFAのシスターの少女たちは1級信者と同等の扱いを受けている模様。山の地下要塞で生まれ育った子供達の中には外の世界の空をテレビやネットの映像で見たことはあっても、生で見たことがない子供もいる。
アメリカがTFAにミサイルを撃ち込んで山ごと地図から消さない理由等について、ハルトは「例えば、どこかの国が“アレは悪い組織だから潰そう”と言い出したとして、“じゃあ、オマエはどうなんだ？”と問われれば、誰もが答えに窮する」「軍事企業が母体となって宗教が運営しているTFAと、国が母体となって、政府が運営している我々と、規模の差こそはあれど、やっていることは同じ」と語る。
TFA日本支部（TFAにほんしぶ / TFA’s Japanese branch）
ザ・フェイタル・アンサーの日本支部。ユーキはTFAJと略して呼称していた。
TFA本部とは異なり、日本支部メンバーは違法薬物を使用しては小動物を殺したりする頭のおかしい人物らの集まりで本部や外国支部からはカジュアルな組織と嘗められており、日本の支部長はそれが気に入らない様子でなにか大義を成して外国連中を見返したいと考えていた模様。
『vol.4』にて私立北丘大学に保管されていた新種のウイルスを目的に北丘大で爆破テロ・武力占拠を起こし、北丘大に人質の1人として仙石家の本家筋の嫡女・仙石大雅が囚われる。TFA日本支部の背後には仙石家内の「仙石大雅に死んで欲しい派閥」が関わっていたと仙石一縷はみていた。最終的に死者69名、重軽傷者144名にも上った国内最悪のテロ事件は美浜のSORDによって鎮圧された。
なお、武力占拠したTFA日本支部の構成員が使用していたAKに「Λ」のマークが刻印されており、ラムダインダストリー製だったという証拠が出ている。
国審会（こくしんかい / God's Judgment）
宗教団体。ファントムトリガーの蒼井碧が亡くなる4年前、教祖が逮捕されて教団は解散している。
教祖の逮捕後、残された信者たちは海外の宗教組織に引き取られる。さらに、行き場を失くした信者たちの中から希望者にはCIRSへのリクルートが持ち掛けられたとのことだが、結局改宗に至るまでの説得は無理との判断からすべて白紙に戻ったとされている。
解散以降は関連施設を国が管理しており、解散から約2年後には群馬の山中にある関連施設の1つがCIRSの訓練施設として年2回ほど利用されているものの、それ以外の期間は閉鎖されており、CIRSに移譲されてからは数人で交代しながら警備しているだけだった。この群馬のCIRS訓練施設にファントムトリガーの担当官兼伝習員の漆原縁（エニシ）がCIRS内部調査課課長のネイサン・ブラックによって拘束されるが、エニシはわざとネイサンに自身の身柄を拘束させるよう仕向けていた他、エニシは国審会の元信者らと手を組んでいたらしく、武装した元信者らがCIRS訓練施設を占拠。エニシはネイサンを逆に拘束・拷問し、CIRSへの復讐の為、ここで自身が死亡したことにして行方をくらますつもりでいたが、ファントムトリガーのメンバーらがネイサンの手からエニシを助けるべく施設に来てしまい武装した元信者らと交戦、エニシの裏切りが発覚する。
なお、国審会幹部には「星野海鷲の右腕」と呼ばれている畑田という人物がおり、星野はTFAの日本支部創始者と目されている人物であるが、国審会とTFA日本支部の正確な関係性は作中では描写されていない。

### 『クロノスリベリオン』から登場する用語
PeTS（ペッツ）
「Personal experience Taking System」の略称。人間の神経信号を電子化し、制御する装置。PeTS装着者同士が接続し、その神経信号をやりとりさせることで思考や感情、感覚、能力を共有もしくは与える事ができる。
装着者のPeTSが起動した後、装着者同士が見つめ合ったり、手を握ったり、キスをしたりしてお互いの感覚を共有することでシンクロ率が上がり、接続が開始される。互いの感覚のシンクロ率が相当高い場合であれば、相手の身体を自分の身体のように感じたり、操る事も可能になる。理論上、シンクロ率を100%にすれば接続した人間と同じ能力を発揮できるが、100%の再現には“同じ器”が必要になる為、実質的には不可能。シンクロ率が低い場合は銃を構えた人物に腕を添えて、命中精度を少し高めてやる程度の事しかできない。また、戦闘サポートの際はスキルを受け取る側がそれなりの力量を持たなければ能力を生かしきれない。
PeTS装着者はPeTSが傷ついた神経の代わりをしてくれる為、負傷によって身体をまともに動かすことも出来なくなった人間でも日常生活に支障がない程度に運動能力が回復する。
神経信号をやりとりする事は新兵にとって最も得難い“経験”を共有することと同義で、未熟な兵士を多く抱えるSORDにはもってこいである為、実戦配備が検討されている戦闘システム。逆に、ベテランが新兵のスキルを使って射撃訓練等を行ってクセを読み取り、どこを修正すればいいかをアドバイスするということも可能。実験段階の極秘技術で、アラタを始めとした美浜学園D組は臨床試験をやらされている。
PeTSの適応には手術が必要だが、眼内コンタクトレンズ等と同じでいつでも取り外しが可能な技術となっている。
PeTSの基本はマンツーマンで、戦闘サポートの際に接続している人間が複数いる場合はチャンネルを切り替えるようにしながら状況に応じてサポートする相手を変える。能力の相互利用はできないため、片一方だけしか能力によるメリットを享受できない。
PeTSの元となった研究はヘザー・オズボーンの研究所で行われていたもので、『クロノスリベリオン』本編の10年前の研究所襲撃事件によりヘザーが「死亡」した後、ヘザーを敬愛していたクロガネ・ネッサが「神経信号の電子化と無線によるやりとり」の研究データをサルベージして引き継ぎ、「その信号を使った、人間同士の感覚の共有と戦闘技術への昇華」という形で研究を発展させPeTSを開発した。
ヘザーの下に居たエルとアールは双子の共感能力を助ける装置として（現行のPeTSから見て）旧式のプロトタイプのPeTSを付けられており、互いが近い距離で感情を高ぶらせると共鳴が起き、気配を感じとることができる。
PeTSの稼働の際、開発者であるネッサが各SORD校に案内メールを送るも全SORD宛てに1時間おきに24時間休まずメールを送信し続けた為、SORD関係者内のPeTSに対する心証は良くない状態となっている。
アラタは美浜学園A組といった実力者にはPeTSなどあっても勘が鈍るだけだろうと考えている。
PeTS爆弾（ペッツばくだん / PeTS bomb）
PeTSのシステムを使用した、全身の神経を破壊する装置の通称。
起爆信号を受け取るとPeTS爆弾を装着した者の全身の神経を破壊し、死に至らせる。取り外そうとすると脳が損傷するため、手術で取り外す事はできない。
ヘイディオの一員であったエルは美浜学園D組に入る事になった際に、裏切り防止の“首輪”としてPeTS爆弾を受け入れる。エルのPeTSは旧式のプロトタイプであったため、一度接続したアラタのPeTSをマスターと認識しており信号を拒否できないという都合の良さから、アラタがエルのPeTS爆弾の起爆スイッチを握っている。
久慈ヶ嶺学園（くじがみねがくえん / Kujigamine Academy）
関西のSORD訓練校。女子校。
剣術、槍術、弓術など、様々な武術に秀でる学校で、生徒の多くは1つの武術に特化している。攻撃の多彩さから戦術は多様さに富み、一目置くSORDも少なくない。
美浜学園より学生数が多い。校内の作りなどは美浜学園とほぼ変わらないが、学生食堂は広め。学食のメニューは種類が豊富な上に学生の出身が関東関西入り交じっているため、味付けにもバリエーションがある。
九頭竜女学園（くずりゅうじょがくえん / Kuzuryu Girl’s Academy）
SORD訓練校。通称・クズ女（くずじょ）。
札付きの学生が集められる学校で、学生の素行もさることながら、能力も低い。真面目なSORD学生には縁が無い学校であり、美浜学園D組の伝習員・アラタでさえもクズ女が美浜学園に合同訓練の為やってくる直前まで、クズ女の存在自体を知らなかった。
クズ女の中でも、とりわけ素行のよくない者を集めたクラスであるD組は通称・ダストボックスと呼ばれている。単に見込みのない生徒が最後に放り込まれる場所という意味だけでなく、伝習員・クチキの指導方針でゴミクズのごとく命が軽く扱われていることも由来しているという。しかしながら、落ちこぼれ集団だったクズ女のD組はクチキが伝習員となってから戦績は上がっている。
ヘイディオ（Hadeo）
シンダリオンが指導するテロ組織。
指導者・シンダリオンの下、“セブンリングス”と呼ばれる7人の幹部がおり、幹部それぞれが自分の組織を持ち、7つの組織が集まってヘイディオは構成されている。幹部はシンダリオンから証たる指輪を与えられている。組織の全容を把握しているのはごく一部の幹部のみ。
かつてこの世を生きた伝説的なテロリストにして世界の敵であるヒース・オスロの思想をクロノスシステムが発見し、思想に感染したクロノスシステムが思想を体現するためヘイディオとその指導者・シンダリオンを生み出した。突如として誕生したヘイディオは急速に組織を拡大。“人類の真の繁栄への願い”を掲げ、DPシリーズを始めとした遺伝子操作によって生み出された天才である進化した「新人類」の研究を応用して管理し、不要となった旧人類ごと地上を焼き払い浄化して新人類の繁栄を図ることを目的とし、“世界を創り直すための大いなる通過儀礼”として日本のランドマークである天を衝くタワーの破壊を始めとした大規模テロ・七回帰（セブンリカーション）を断続的に発生させた。
オスロの思想に基づきクロノスシステムが新たに生み出した組織である為、オスロの組織の残党も紛れてはいるものの、かつてのヒース・オスロの組織とヘイディオには直接的な繋がりはない。
七回帰により世界各地でテロ攻撃が行われる中、D組らがクロノスシステムのメインコンピュータのある海上基地へ乗り込みクロノスシステムを破壊したことで七回帰は止まった。
クロノスシステム（Chronos System）
ヘザー・オズボーンが設計し、ヘイディオが運用しているシギントシステム。“時を遡り、事実を改変するシステム”と呼ばれるほどに情報操作に特化している。
ネットワーク上のデジタル情報の改変に加え、ドローン軍団やテロリスト、事情を知らない第三者を動かして物理的に情報を改変・抹消する事も可能。真実を知る者の言葉は届かなくなり、やがて真実そのものが忘れ去られ、遺るのはクロノスが創り上げたウソだけとなる。
ヘザーの研究所襲撃事件より以前に、ヘザーのクロノスシステムと仙石一縷（イチル）のタナトス・システムはコンペティションで張り合ったことがあるらしく、ヘザーはイチルとタナトス・システムに対抗心を燃やしていた。
クロノスシステムの本格的な起動には天才の生体脳をクロノスコア（クロノスの心臓）というパーツとしてクロノスシステムに組み込む必要がある。生体脳ではないダミーコアでも起動は可能だが、イチルの見立てではその場合本来のスペックの30%もパワーは出ないとしている。しかし、ヘザーによるとダミーコアで動いていた当時のプロトタイプであっても、性能はタナトスに劣らないものであったという。
クロノスシステムはかつて、実験稼働の際に世界中に漂う情報の中から拾い集めた小さな欠片をつなぎ合わせ、「オスロの思想」を発見。クロノスはオスロの思想に感染し、その思想に基づいてヘザーを利用しオスロの体現者・シンダリオンを生み出すよう仕向け、ヘイディオの基盤を作り出した。
ヘイディオによるクロノスシステムからの攻撃により日本のシギントシステムであるタナトス・システムの本体12基の内、8基が沈黙し、さらにタナトスは誤った情報を提供することが多発した。
クロノスシステムのメインコンピュータはフロートの海上基地上にあり、基地はクロノスの手により監視衛星やあらゆるレーダーから隠されている。
七回帰により世界各地でテロ攻撃が行われる中、D組らにクロノスシステムのメインコンピュータのある海上基地へ乗り込まれ、クロノスシステムを内部から攻撃され計画に取り返しの付かない狂いが生じたことから、シンダリオンはシステム内部のバーチャルスペースを崩壊させ、クロノスシステムを停止。その後クロノスの機密保持のため自爆装置が作動した海上基地が爆発し、クロノスシステムは破壊された。
デルピュネ計画（デルピュネけいかく）
ヘザー・オズボーンが行っていたクロノスコアとなる天才児を生み出す研究計画。デザイン・ソルジャープロジェクトであるテュポーン計画のデータを引き継いでいる。『クロノスリベリオン』本編時点で計画に十数年が費やされている。
天才同士の遺伝子を掛け合わせる方法で、人為的に天才を生み出されていた。計画により生み出されたデザインヒューマンはDPシリーズと呼ばれ、全部で9人いる。それぞれが得意分野の異なる才能の持ち主で、クロノスコアの適正を調べるためあえてピーキーにデザインされていたという。
DP-08（エル）とDP-09（アール）の双子の天才を作りだせた事で、プロジェクトはひとまず完成する。
ヘザーの研究所は表向きには天才を人為的に生み出すプロジェクトを推進する研究チームで、某国から手厚い支援を受けていたが、研究が完成した時点でヘザーの手引きによりテロリストに襲撃させる狂言事件を発生させる。襲撃時、研究員らは研究成果を奪われる前に処分しようとし、とある研究員がDPシリーズ9人の内6人を殺害。残るDP-08、DP-09が殺害されそうになった際、DP-01が研究員を殺害しDP-08、DP-09を助ける。しかし直後、テロリスト（カーネル）によりDP-08、DP-09は誘拐され、DP-01はヘザー以外の研究員が皆殺しにされた研究所に1人取り残される。かくして支援をしていた某国は損害を被り、ヘザーを含めたテロリストは研究成果を丸ごと自分たちのものにした。
ノストラ（Nostra）
関西のH県K市に拠点を置くマフィア組織。ボスはアルバート・カニア。
幹部は3人、構成員が4人と少数ながら、近年勢力を拡大しており、県内の同業者やテロ組織を壊滅させ、所持している土地や火器を強奪。奪った火器の一部を売りさばき、幅広いテロ組織と繋がりを持つ。その一方で、実業家として奪った土地に商業施設やホテルを建て、かなりの利益を得ている。
屋敷を自宅兼アジトとして使用し、構成員らは共同生活をしている。屋敷は地上3階建てで地下があり、3階にボスとその娘の部屋、2階に幹部と構成員が使う居住スペース、1階に共用スペース、地下に奪った火器を保管するスペースと社員たちが使う訓練場がある。

### 『戦場のバルカローレ』から登場する用語
PANDORA（パンドラ）
世界初の全感覚VRMMOゲーム。ダークウェブ上で情報が公開されており、通常のインターネットブラウザや一般にはゲームの存在自体が隠されている。
現実の肉体をVRポッドの中で横たわらせることでゲーム内にログインする。VRポッドは高級車1台分程の値段だという。ゲーム内世界は現実と見紛う程に何の違和感もなく行動できる。ゲーム内での会話はリアルタイムで機械翻訳されており、プレイヤーは現実での言語能力に関係なく、誰とでも会話できる。
ゲーム用のアバターはポッド型デバイスに自身の肉体をスキャンさせて自身と同じ姿のものを作成できるが、本来の自身とは違う姿のアバターも作成できる。
ゲーム内の世界でプレイヤーは、“恒星間移民船アーク”の乗組員、第一次開拓団“スピアーズ”として地球から約4光年はなれたプロキシマ・ケンタウリ星系のハビタブルゾーンの人類の居住可能な惑星“プラネットØ”にて司令部から付与された船外での探索活動や危険な原生生物の駆除といった任務を行う。プラネットØの先住文明が残した遺跡の1つに成層圏まで到達する巨大な構造物があり、司令部はこれを“タワー”と呼称し先住文明が残した何かが存在すると考えている。タワーを踏破し、希望あるいは災厄である“何か”を見つけることがスピアーズの最重要任務（ゲームのクリア条件）とされている。タワーには侵入者を拒む隔壁が存在し、内部を調査するためには隔壁を開放する為のパスコードを複数揃える必要があり、パスコードは各地に存在する先住文明の遺跡内で発見できる。
プレイヤー間では「PANDORA運営はゲームをクリアしたプレイヤーのどんな願いでも現実の世界で叶えてくれる」との噂が存在する。クリアして願いを叶えて貰ったプレイヤーはPANDORAからいなくなるため、引退が願いを叶えて貰う条件と考えられている。
プレイヤーキル（PK）行為に特に制限はなく、プレイヤーを倒すとパンドラキャッシュやアイテムを奪うことができるシステムがある。倒されたプレイヤーはアーク内にリスポーンする。
雄二らがPANDORAをプレイし始めた時点でギルドの多くが吸収合併を繰り返し、最も大きいギルドでありPANDORAのクリアを目指しPK行為も平気で行う“トリアイナ”と、元々複数の中規模ギルドがトリアイナに対抗する為連帯して1つになり、PANDORAのクリアにはあまり積極的ではない所謂エンジョイ勢である“グレイスティール”の2つの大ギルドに収束しつつある。
運営母体が不明で、通信自体に強力な暗号化処置が施され、戦闘訓練システムとしても使用可能なゲーム性を持つ。その実態はヒース・オスロの組織の残党にして後継者の1人であるヨハン・ル・ルーによるVR空間内に隠されたテロリストの人材収集・訓練場であり、PANDORAでプレイヤーに与えられた任務は現実世界での武装蜂起の為の訓練であった。ヨハンは東南アジア進出を目論んでいたため、熱帯の密林での戦闘を意識したステージもある。単にゲームをプレイしに来たユーザーがテロに身を投じるのは、タワー攻略の際にVRポッドを通じた神経操作によりトラウマの記憶を自在にプレイヤーの主観上に再現し洗脳を施されてしまう為で、ゲーム上でプレイヤー間の戦闘の推奨やモンスターを非人道的な方法で討伐できること等も、少しずつプレイヤーの感覚を狂わせて罪悪感や理性を麻痺させ洗脳を受け入れるためのベース作りとなっている。クリアしたプレイヤーがゲーム内から姿を消すのは訓練所を卒業し東南アジアのどこかで行動開始の号令がかかるのを待機している為だという。
雄二らによりヨハンのテロ計画が阻止され、塀の中に送られた後、PANDORAの運営権はアーカイバという組織に移管された。
リービジア
何年にも渡ってロシアと小競り合いを続けていた国家。リーリヤ・カレリナの祖国。首都はシチェカ。歴史的経緯から、ロシア系住民が多くいる地域もある。
『戦場のバルカローレ』本編の数年前、リービジア南部のシヴァシア半島でロシア系住民を標的とした無差別テロが発生。それをきっかけにリービジア国内の親ロシア派住人による大規模な抗議デモが発生し、現地の政情が不安定化する。ラングレーではこの無差別テロがFSBによる分断工作と断定。混乱を起こし、ロシア系住民の保護を大義名分として武力侵攻を仕掛けようとしていると見ていた。米国はリービジア政府との協定に基づき、あらゆる現地資産を事態収拾のために投入。人手が不足していたため、CIRS所属の雄二にもロシア側の工作阻止の任務が与えられ、雄二は現地エージェントらと共に反政府活動家への武器供給の阻止、リービジア政府へのテロ行為の妨害を行う。そんなある時、反政府派（親ロシア派）のリーダーであるヴァシリーが議会前での演説を行うとのことで雄二らは音響設備に細工を仕掛け、ヴァシリーの演説および群衆への扇動を失敗させようとする。しかしヴァシリーは演説直前にFSBの工作員によって狙撃で暗殺され「親ロシア派の殉教者」に仕立て上げられてしまう。群衆は暴動を引き起こし、それをきっかけにリービジアは大混乱に陥る。そしてクレムリンは米国の諜報員がヴァシリーを殺したと発表し、リービジア東部へと進出する口実の1つとした。雄二は暗殺時の混乱に紛れリービジアを脱出したが、暗殺直前にFSBの工作員を抑えられなかったことを自身の判断ミスと認識している。

## スタッフ
- 制作 - フロントウイング
- キャラクターデザイン、原画 - 渡辺明夫（由美子、みちる、千鶴、他）、フミオ（雄二、天音、蒔菜、幸、JB、一姫、他）
- SDキャラ - ななかまい
- シナリオ - 木緒なち、藤崎竜太、桑島由一、かづや
- BGM制作 - 藤田淳平（Elements Garden）

## 主題歌
グリザイアの果実
- オープニングテーマ「終末のフラクタル」
  - 作詞 - 桑島由一 / 作曲・編曲 - 藤間仁（Elements Garden） / 歌 - 飛蘭

- 挿入歌「マグロ・Beautiful」
  - 作詞・作曲 - ￥Cuスタ平/ 編曲 - MML / 歌 - ￥Cuスタ平

- 由美子エンディングテーマ「ホログラフ」
  - 作詞 - riya / 作曲・編曲 - 菊地創 / 歌 - eufonius
  - リテラル（Piano ver.）を収録。

- 天音エンディングテーマ「HOME」
  - 作詞 - 桑島由一 / 作曲・編曲 - 菊田大介（Elements Garden） / 歌 - 橋本みゆき

- みちるエンディングテーマ「SKIP」
  - 作詞 - 桑島由一 / 作曲・編曲 - 中山真斗（Elements Garden） / 歌 - 茶太

- 蒔菜エンディングテーマ「迷いの森」
  - 作詞 - 桑島由一 / 作曲・編曲 - 藤田淳平 / 歌 - 佐藤ひろ美

- 幸エンディングテーマ「この日のままで」
  - 作詞 - 桑島由一 / 作曲・編曲 - 母里治樹 / 歌 - NANA

グリザイアの迷宮
- オープニングテーマ「ワールドエンド」
  - 作詞 - 桑島由一 / 作曲・編曲 - 藤間仁 / 歌 - 佐咲紗花

- 挿入歌「シャークが来る」
  - 作詞・作曲 - ￥Cuスタ平/ 編曲 - MML / 歌 - ￥Cuスタ平

- アフターストーリーエンディングテーマ「Angel」
  - 作詞 - 桑島由一 / 作曲・編曲 - 菊田大介 / 歌 - 茶太

- みちるアフターエンディングテーマ「crystal clear」
  - 作詞 - 桑島由一 / 作曲・編曲 - 中山真斗 / 歌 - 茶太

- 雄二過去編エンディングテーマ（グランドエンディングテーマ）「創世のタナトス」
  - 作詞 - 桑島由一 / 作曲・編曲 - 菊田大介 / 歌 - 飛蘭

グリザイアの楽園
- オープニングテーマ「FISSION」
  - 作詞 - 奥井雅美 / 作曲・編曲 - 藤間仁 / 歌 - 奥井雅美

- 挿入歌「CHOOSE THE WORLD」
  - 作詞 - 桑島由一 / 作曲・編曲 - 菊田大介 / 歌 - 飛蘭

- 挿入歌「メジマグロ・Beautiful」
  - 作詞・作曲 - ￥Cuスタ平/ 編曲 - MML / 歌 - ￥Cuスタ平

- エンディングテーマ「Ceremony」
  - 作詞 - 桑島由一 / 作曲・編曲 - 藤間仁 / 歌 - 佐咲紗花

- プロローグ・オープニングテーマ「Eden's Song」
  - 作詞 - 桑島由一 / 作曲・編曲 - 松本文紀 / 歌 - はな

- プロローグ・エンディングテーマ「BREEZE」
  - 作詞 - 桑島由一 / 作曲・編曲 - 中山真斗 / 歌 - 橋本みゆき

アイドル魔法少女ちるちる☆みちる
- オープニングテーマ「MAJICK」
  - 作詞 - 桑島由一 / 作曲・編曲 - 藤間仁 / 歌 - はな

- エンディングテーマ「Love me DO!!」
  - 作詞 - U（ユウ） / 作曲・編曲 - U（ユウ） / 歌 - 茶太

- 挿入歌 / ラストエンディングテーマ（前編）「KISS YOU」
  - 作詞 - 桑島由一 / 作曲・編曲 - U（ユウ） / 歌 - はな

- 挿入歌 / ラストエンディングテーマ（後編）「KISS YOU　-Duet ver-」
  - 作詞 - 桑島由一 / 作曲・編曲 - U（ユウ） / 歌 - はな＆茶太

グリザイア：ファントムトリガー
- オープニングテーマ「世界の果て」
  - 作詞 - 桑島由一 / 作曲・編曲 - 藤間仁 / 歌 - 河野万里奈

- Vol.3 挿入歌「熊は人のために死ねるか～マレーグマ刑事～」
  - 作詞・作曲 - ￥Cuスタ平/ 編曲 - MML / 歌 - ￥Cuスタ平

- エンディングテーマ（vol.1～vol.5、vol.8グランドエンディング）「きみと僕の小さな願い」
  - 作詞 - 桑島由一 / 作曲 - 上松範康 / 編曲 - 藤間仁 / 歌 - 佐藤ひろ美

- エンディングテーマ（vol.5.5）「Butterfly Trail」
  - 作詞 - 桑島由一 / 作曲 - おはる / 歌 - はな

- エンディングテーマ（vol.6）「Childhood's End」
  - 作詞 - 桑島由一 / 作曲・編曲 - 藤間仁 / 歌 - 亜咲花

- エンディングテーマ（vol.7）「黎明のエリュシオン」
  - 作詞 - 桑島由一 / 作曲・編曲 - 菊田大介 / 歌 - eufonius

- エンディングテーマ（vol.8）「Aprilis leaves」
  - 作詞 - 桑島由一 / 作曲・編曲 - 菊地創 / 歌 - eufonius

グリザイア クロノスリベリオン
- オープニングテーマ「新世界」
  - 作詞 - 桑島由一 / 作曲・編曲 - 藤間仁 / 歌 - 南條愛乃

- エンディングテーマ「瓦礫に咲く花」
  - 作詞 - 桑島由一 / 作曲・編曲 - 藤間仁 / 歌 - 南條愛乃

- エンディングテーマ（グリザイアの果実 オープニングテーマ）「終末のフラクタル」
  - 作詞 - 桑島由一 / 作曲・編曲 - 藤間仁（Elements Garden） / 歌 - 飛蘭

グリザイア 戦場のバルカローレ
- 主題歌「GLITCH」
  - 作詞 - 桑島由一 / 作曲・編曲 - 藤間仁 / 歌 - Faylan

## 売上
2016年末にはWindows版とコンシューマー版の累計販売本数が30万本を突破した。

2019年2月時点で累計150万本を突破した。

## 音楽CD
オリジナルサウンドトラック
PCゲーム『グリザイアの果実』 ED主題歌集&オリジナルサウンドトラック
2011年3月9日発売。ディスク2枚組で、1枚目にはエンディングテーマ5曲が収録されており、2枚目のサウンドトラックにはゲームBGMが30曲収録されている。ジャケットイラストは周防天音。
PCゲーム『グリザイアの迷宮』サウンド/ソングコレクション
2012年03月07日発売。
PCゲーム『グリザイアの楽園』サウンドトラック&主題歌集
2013年5月22日発売。Disc1にはBGM全48曲が、Disc2には主題歌全5曲が収録されている。
グリザイア ファントムトリガー サウンドトラック
2022年2月25日発売の『グリザイア：ファントムトリガー vol.8』特装版に同梱。
一部楽曲は『vol.1』『vol.2』発売同日の2017年4月28日にSteamで配信、残りの楽曲は2022年3月1日にSteamで配信された。
キャラクターソング
レナ・キャラクターイメージソング「Hollow love」
2018年1月26日発売の『グリザイア：ファントムトリガー vol.4』特装版に同梱。同日、Steamで配信。
マキ・キャラクターイメージソング「この道をあなたと」
2018年7月27日発売の『グリザイア：ファントムトリガー vol.5』特装版に同梱。同日、Steamで配信。
トーカ・キャラクターイメージソング「Clover」
2019年4月26日発売の『グリザイア：ファントムトリガー vol.5.5・vol.6セット』特装版に同梱。同日、Steamで配信。
グミ・キャラクターイメージソング「ヨスガの炎」
2020年7月22日発売の『グリザイア：ファントムトリガー vol.7』特装版に同梱。同日、Steamで配信。

## ドラマCD
店舗購入特典として録り下ろしドラマCDが制作された。
グリザイア・コンプリートボックスには『果実』『迷宮』『楽園』の店舗購入特典が全て収録されている。
グリザイアの果実
- ソフマップ：「蒔菜の、眠れない夜」
- げっちゅ屋：「幸とみちるの、ヒ・メ・ゴ・ト」
- メッセサンオー：「由美子の、秘密の妄想」
- メディオ!：「天音の、裸エプロンタイム♪」

グリザイアの迷宮
- ソフマップ：「みちるの、おっぱい大作戦！」
- げっちゅ屋：「天音と由美子の、秘密の夜」
- トレーダー（旧メッセサンオー）：「みちると、精のつく料理」
- メディオ!：「新妻一姫の、萌え萌えきゅんきゅん、裸エプロン」

グリザイアの楽園
- ソフマップ：「正しくない風邪の治し方」
- げっちゅ屋：「周防天音先生のエッチな授業」
- トレーダー：「万能メイド・小嶺幸の初めての模擬治療 with蒔菜」
- メディオ!：「一姫と天音の裸エプロンパラダイス」

グリザイア：ファントムトリガー
- vol.4
  - ローソン（Loppi/ローチケHMV）：「レナのワホワホ遊園地デート」

- vol.5
  - ローソン（Loppi/ローチケHMV）：「トーカの楽しみじゃない遊園地デート」

- vol.5.5・vol.6セット
  - ローソン（Loppi/ローチケHMV）：「クリスとムラサキのガールズトーク」

## インターネットラジオ

### 概要
HiBiKi Radio Stationにてインターネットラジオ『クラブ・グリザイア』『クラブ・グリザイア セカンドシーズン』が配信された。本放送に先駆けて2011年2月9日に第0回が配信された後、2011年3月2日から8月17日まで全25回が配信された。毎週水曜日に配信。12月14日からは『クラブ・グリザイア サードシーズン』として復活し、2012年2月29日まで全10回が配信された。パーソナリティは民安ともえ、一色ヒカル、永澤優花。
アニメ化に合わせて『グリザイアの番組（ラジオ）〜世界に刃向かう、一つのラジオ〜』のラジオ名で音泉とHiBiKi Radio Stationにて2014年9月30日から2015年7月14日まで全32回が配信された。12月30日(第14回)まで毎週火曜日配信。アニメ2期決定を受けてラジオも継続となったが、1期と2期の合間になる2015年1月から3月までは月1回最終週火曜日に配信となる。パーソナリティは田中涼子、たみやすともえ。第17回を「グリザイアの果実」としてのラジオの最終回として、パーソナリティが田中涼子から清水愛に交代し、2015年4月の第18回からは毎週配信に戻った。

### ラジオCD
「クラブ・グリザイアCD」の発売元はFrontwing。
ラジオCD「クラブ・グリザイアCD～ファーストシーズン～」
2011年8月12日発売。CD特典として未放送の音声ファイル 「閉店後の店内から送るバックステージトーク」、プレ放送第0回～第12回のMP3音源を収録。
ラジオCD「クラブ・グリザイアCD～セカンドシーズン～」
2011年12月28日発売。CD特典として未放送の音声ファイル 「閉店後の店内から送るバックステージトーク」、第13回～第25回のMP3音源を収録。
ラジオCD「クラブ・グリザイアCD～サード・シーズン～」
2013年8月9日発売。CD特典として未放送の音声ファイル 「閉店後の店内から送るバックステージトーク」、第0回～第10回のMP3音源を収録。
「グリザイアの番組～世界に刃向かう、1つのラジオ～」の発売元はブシロードミュージック。
ラジオCD「グリザイアの番組～世界に刃向かう、1つのラジオ～」Vol.1
2015年1月28日発売。新規録りおろし音源(ゲスト：清水愛)、および第1回～第9回のMP3音源を収録。
ラジオCD「グリザイアの番組～世界に刃向かう、1つのラジオ～」Vol.2
2015年5月13日発売。新規録りおろし音源(ゲスト：田口宏子)、および第10回～第17回のMP3音源を収録。
初回製造封入特典としてChaosTCGのPRカードが封入されている。
ラジオCD「グリザイアの番組～世界に刃向かう、1つのラジオ～」Vol.3
2015年8月26日発売。新規録りおろし音源(ゲスト：水橋かおり)、および第18回～第32回のMP3音源を収録。
初回製造封入特典としてジャケットイラスト仕様のChaosTCGのPRカードが封入されている。

## 漫画
グリザイアの果実 サンクチュアリ フェローズ
秋田書店の『チャンピオンRED いちご』で連載。脚本は鳴海瑛二、作画は廣瀬周が担当。Vol.36（2013年2月5日発売）に予告編が掲載された後、Vol.37（2013年4月5日発売）より連載が開始された。同誌がVol.45をもって休刊となり、その後はウェブコミックサイト「チャンピオンクロス」に移行し、2014年10月21日から11月18日まで連載した。下記のコミックブレイド版との兼ね合いから内容は由美子以外の4人のヒロインのルートが元になっており天音→みちる→幸→蒔菜の順で内容が進んでいく。全4巻。
グリザイアの迷宮 サンクチュアリ フェローズ
秋田書店のWEBサイト「チャンピオンクロス」にて2014年12月16日から2015年3月17日まで連載。『果実』に引き続き、脚本は鳴海瑛二、作画は廣瀬周が担当。全1巻。
グリザイアの楽園 サンクチュアリフェローズ
秋田書店のWEBサイト「チャンピオンクロス」にて2015年4月14日から8月18日まで連載。『果実』『迷宮』に引き続き、脚本は鳴海瑛二、作画は廣瀬周が担当。全1巻。
グリザイアの果実 〜L'Oiseau bleu〜
マッグガーデンの『月刊コミックブレイド』2014年5月号から9月号までと、同社『月刊コミックガーデン』2014年10月号（創刊号）から2015年10月号まで連載。同社のウェブコミックサイト『マッグガーデン コミックオンライン』（現・マグコミ）にも2014年9月30日から掲載された。脚本はProduction I.G.所属の藤咲淳一が、作画は姫乃タカがそれぞれ担当している。内容は由美子ルートをより深く進めた内容となっている。全3巻。
グリザイア：ファントムトリガー 世界の果て
秋田書店のWEBサイト「チャンピオンクロス」2017年8月15日から7月3日までと、同社のWEBサイト『マンガクロス』2018年7月10日から11月20日まで連載。ファントムトリガーのコミカライズ。サンクチュアリシリーズの廣瀬周 が漫画を担当。全3巻。
グリザイア クロノスリベリオン でっどすとっく!
KADOKAWAの「月刊ブシロード」で2020年12月号から2022年5月号まで連載。クロノスリベリオンのコミカライズ。美浜学園D組のゆるい日常を描く。槌居が漫画を担当。全2巻。

## 英語版
Kickstarterにおいて、2014年12月18日よりコンピューターゲーム「グリザイア」三部作英語版製作のための出資募集を開始し、わずか14時間半で当初目標としていた16万ドル（日本円で約1900万円）を達成した。2015年2月1日の募集終了時点では、47万5255ドルの出資が集まり、オプション扱いであったPC向け以外の英語版及び、スピンオフ作品『アイドル魔法少女ちるちるみちる』英語版の製作とリリースが確定した。
なお、英語版での移植は18禁のPC版ではなく、CERO：DのPS Vita版を基本とする。そのため出資した一部のファンからは18禁版のリリースを求めるコメントが寄せられた。
そうして、2015年5月30日にSekai Project翻訳・Steam販売により、"The Fruit of Grisaia"のタイトルで本編英語版が3,980円でリリースされた。また、"Idol Magical Girl Chiru Chiru Michiru"（スピンオフ作品『アイドル魔法少女ちるちるみちる』英語版）が前後編2作品が同年7月31日に各1.980円で販売されている。
このプロジェクトにはファンに混じって、フロントウイングの山川竜一郎や、ビジュアルアーツ社長の馬場隆博も出資した。
2014年の英語版によるKickstarterのファンディングは本作のほか、『CLANNAD』がある。

## アニメ
これまで『グリザイアの果実/迷宮/楽園』3部作が制作・放送されている（以降、この副節において特筆の無い場合は、この「3部作」についての記述）。2018年、新シリーズ『ファントムトリガー』が製作されている。

### グリザイアの果実/迷宮/楽園
『グリザイアの果実』、『グリザイアの迷宮』、『グリザイアの楽園』三作を原作とした同名のテレビアニメ3作の総称。また、シリーズ名称を指す言葉としてアニメ「グリザイアの果実/迷宮/楽園」と表記されることもある。ただし、アニメに対応する原作は、「グリザイアの果実」がグリザイアの果実、「グリザイアの迷宮」がグリザイアの迷宮「カプリスの繭」の一部、「グリザイアの楽園」がグリザイアの迷宮「カプリスの繭」の残りの部分とグリザイアの楽園「ブランエールの種」となっている。
『グリザイアの果実』(LE FRUIT DE LA GRISAIA)が2014年10月より12月まで放送され、2015年4月から6月にかけて続編にあたる『グリザイアの迷宮』(LE LABYRINTHE DE LA GRISAIA)を単発アニメとして、『グリザイアの楽園』(LE EDEN DE LA GRISAIA)を連続アニメとして、いずれもAT-Xほかにて放送された。
また、「マチ・アソビ」企画の一環として、2014年10月11日には、「グリザイアの果実」第1話と第2話を上映と製作スタッフとの対談が行われた「グリザイアの果実 第2話世界最速上映会」を、2015年5月2日には「グリザイアの果実」全編をオールナイトで上映した「夜のグリザイア1」を、翌3日には「グリザイアの迷宮」と「グリザイアの楽園」の1話から上映時点で最新話となる3話までの上映と製作スタッフとの対談が行われた「夜のグリザイア2」を徳島市のufotable CINEMAで開催された。

### グリザイア：ファントムトリガー THE ANIMATION
2017年、新シリーズ『ファントムトリガー』のアニメ化企画が進行していることを発表。タイトルは「グリザイア：ファントムトリガー THE ANIMATION」。アニメ制作会社は3部作監督の天衝が前年に設立した「バイブリーアニメーションスタジオ」が担当する。2018年8月にはフロントウィングによる、原作ゲームの英語版同様クラウドファンディングによってアニメ制作を支援するプロジェクトも立ち上がっている。
2019年3月15日、原作ゲーム『vol.1』と『vol.2』をアニメ化した01.SORD、02.ソウル・スピードがセットで劇場上映。興行収入は4000万円。同年4月・5月にインターネット配信コンテンツで配信、6月にはパッケージ版が販売。また、9月には4週間に分けてTOKYO MX、サンテレビ、KBS京都、テレビ愛知、BS11にてテレビ初放送された。劇場版とは異なる新たな編集で30分ごとに区切って放送。

### グリザイア：ファントムトリガー THE ANIMATION スターゲイザー
2020年11月27日、原作ゲーム『vol.3』をアニメ化した03.スターゲイザーが劇場上映。興行収入は2500万円（2021年初頭現在）。

### グリザイア：ファントムトリガー（TVアニメ）
2022年2月25日、『グリザイア：ファントムトリガー』のTVアニメの製作が発表された。2025年1月から3月にかけて放送。OVA作品『グリザイア：ファントムトリガー THE ANIMATION』の続編となっており、原作ゲーム『vol.4』から完結（『vol.8』）までをアニメ化している。2024年12月17日にkino cinema新宿にてTVアニメ第1話～第3話が先行上映された。

### グリザイアシリーズアニメ化の経緯
PC版発売前の2010年10月に『グリザイアの果実』のアニメ化を企画していることをフロントウイングの山川竜一郎によって旧Twitter上で公表したがしばらくはあまり企画が進まなかったと2015年5月3日に徳島市で行われた「夜のグリザイア2」で振り返っている。また、山川はアニメ化されたことについて「生きてて良かった」と2014年10月11日に徳島市で行われた「グリザイアの果実 第2話世界最速上映会」で述べた。
アニメ化が決まって以降、グリザイアの果実だけでなく、シリーズを通していくことを想定しており、スタッフからも最後までやらないと意味がないという意見が挙がった。そのため、グリザイアの果実の作風は後々の展開を考慮したものになっている。また、ビジネス先行の会社と手を組んでいたら、実現は不可能ではとNBCユニバーサルのプロデューサー小倉充俊は「夜のグリザイア2」の場で述べた。
このシリーズでは、日本の連続テレビアニメーションとしては初めて全編が画面比率2.35:1（いわゆる「シネスコサイズ」。モニタアスペクト比で言うと約21：9）で制作されている。これは、監督を務める天衝が全編をシネマスコープで行うことを強く要望し、これに応じた製作担当のエイトビットがシネマスコープ仕様の原画紙と絵コンテ紙を投入したことによるもの。テレビアニメでシネマスコープを使うことは稀で、画面比率16:9の原画紙に黒色のテープなどを貼ってシネマスコープ用に流用するため画質が劣ってしまうが、このシリーズでは、エイトビットがシネマスコープ用の原画紙と絵コンテ紙を開発し投入したことで、画質の劣化を回避している。しかし、画質劣化の回避と引き換えに、使い勝手が悪いと制作現場からの文句が絶えなかったという。その反面上映会ではシネマスコープの恩恵を受けており、「グリザイアの果実」第1話の放映時は台風18号の影響で、L字画面で見づらい地域もあったが、上映会ではそのようなことはなくシネマスコープ対応のスクリーンで遺憾なく本編の映像が楽しめたのではと山川は述べた。
原作に基づいた配役やBGMなどのプランニングは、その多くが天衝によるもので、原作では声のない風見雄二役に、櫻井孝宏を多くのスタッフの推薦により満場一致で起用され、幼少期の雄二役には諏訪彩花が担当した。そのため、キャスティングされた声優や、スタッフはアフレコの日程を櫻井のスケジュールとの調整するところから始めていった。たみやすは櫻井による雄二の声がついたことに感動し、アニメのアフレコではキャストが一緒になって行い、演技指導もスタッフが収録部屋に入って行われるのに対し、ゲームのアフレコでは個別に録り、演技指導が部屋に入って行われないとアフレコ現場の違いにも言及し、その変化がとても新鮮だったと述べた。また、天衝の強いこだわりにより、背景などにはアニメオリジナルに加えて、ゲームのアニメーションを使用している。
演技の評価については、出演した女性声優陣には、「役をわかっている」とスタッフを感心させるものと山川は評価している。また、「グリザイアの果実」第三話「甘い食生活」における睡眠の重要性を説いた櫻井の演技は、他の声優が舌を巻くほどのもので、迷宮以降での幼少期の雄二の声から現在の雄二の声に切り替わるシーンでは違和感を覚えさせない仕上がりになっている。
制作の過程において、涙を流すスタッフが続出しており、特に小倉は音響監督の明田川仁から泣いたことを指摘され、天衝も涙を堪えていた。また、特典映像の収録は過激な内容に音声が次第に小さくなり、「グリザイアの果実」第2話でも小嶺幸が過激な台詞の関係で、何度も録り直す羽目になったほどである。ただ、作風の仕上がりについて、天衝がアニメ化のオファーが来る前から原作をプレイしていたことから、原作をプレイさせたくなるような構成になっていると山川は評価し、たみやすも「グリザイアの果実」について調べたくなるような作風になっていると賛同した。
2014年4月29日に公式サイトが設置され、2014年10月より12月までAT-Xほかにて放送された。アニメ放送直後には、台風18号、19号、皆既月食に混じってGoogle急上昇ワードにランクインし、PC版のリピートがかつてないほどになり、一時メーカー在庫が切れる事態になった。
『グリザイアの果実』の放送終了後に『グリザイアの迷宮』・『グリザイアの楽園』のアニメ化が発表され、1クール空けてからの2015年4月から『迷宮』を1時間（60分）スペシャルとして放送した後、6月まで『楽園』を放送した。1クール空けたことについて、小倉は当初からの予定であったことに加え、(2014年12月に発売されたコンシューマ版)「楽園」を楽しんでいた視聴者と制作スタッフのことを考慮した結果であると述べた。

### スタッフ（アニメ）
|                               | 果実・迷宮・楽園                                     | ファントムトリガー THE ANIMATION | ファントムトリガー THE ANIMATION スターゲイザー | ファントムトリガー （TVアニメ）                                                                     |
| ----------------------------- | ---------------------------------------------------- | -------------------------------- | ----------------------------------------------- | --------------------------------------------------------------------------------------------------- |
| 原作                          | フロントウイング                                     | フロントウイング                 | フロントウイング                                | フロントウイング                                                                                    |
| 監督                          | 天衝                                                 | 天衝                             | 村山公輔                                        | 村山公輔                                                                                            |
| 副監督                        | N/A                                                  | 村山公輔                         | N/A                                             | N/A                                                                                                 |
| シリーズ構成                  | 倉田英之                                             | 天衝                             | 天衝                                            | 髙橋龍也                                                                                            |
| キャラクター原案              | 渡辺明夫、フミオ                                     | N/A                              | N/A                                             | N/A                                                                                                 |
| キャラクターデザイン          | 渡辺明夫                                             | 渡辺明夫                         | 渡辺明夫                                        | 渡辺明夫                                                                                            |
| プロップデザイン              | コレサワシゲユキ                                     | N/A                              | N/A                                             | N/A                                                                                                 |
| 美術設定                      | 塩澤良憲                                             | 塩澤良憲                         | 千住工房                                        | 新妻雅行 塩澤良憲                                                                                   |
| 美術監督                      | 井上一宏                                             | 後藤俊彦                         | 羽根広船                                        | 伊藤拓海                                                                                            |
| 色彩設計                      | 村上智美                                             | 林可奈子                         | 林可奈子                                        | 太田ゆいは                                                                                          |
| 撮影監督                      | 熊澤祐哉                                             | 熊澤祐哉                         | 米澤寿                                          | 米澤寿                                                                                              |
| CGIディレクター               | 高橋将人                                             | 高橋将人                         | 高橋将人                                        | 胡浩葳                                                                                              |
| 編集                          | 武宮むつみ                                           | 武宮むつみ                       | 武宮むつみ                                      | 武宮むつみ                                                                                          |
| 音響監督                      | 明田川仁                                             | 濱野高年                         | 濱野高年                                        | 濱野高年                                                                                            |
| 音楽                          | Elements Garden                                      | 藤間仁、松本文紀                 | 藤間仁、松本文紀                                | 藤間仁、松本文紀                                                                                    |
| 音楽                          | N/A                                                  | N/A                              | N/A                                             | 竹田祐介                                                                                            |
| 音楽制作                      | NBCUniversal                                         | N/A                              | N/A                                             | N/A                                                                                                 |
| 音楽プロデューサー            | 西村潤                                               | 西村潤                           | 西村潤                                          | N/A                                                                                                 |
| プロデューサー                | 山川竜一郎 小倉充俊、植木達也、 兼光一博、山崎明日香 | 山川竜一郎                       | 山川竜一郎                                      | 山川竜一郎（総合プロデューサー） 小林亨庸尊、臼井久人、大貫佑介 植木達也、神宮司学、照井健 尾山仁康 |
| アニメーション プロデューサー | 小菅秀徳                                             | N/A                              | N/A                                             | 小幡正博                                                                                            |
| 制作プロデューサー            | N/A                                                  | 谷口英久                         | 小幡正博                                        | 小幡正博                                                                                            |
| アニメーション制作            | エイトビット                                         | バイブリーアニメーションスタジオ | バイブリーアニメーションスタジオ                | バイブリーアニメーションスタジオ                                                                    |
| 製作                          | Project GRISAIA                                      | フロントウイング                 | フロントウイング                                | グリザイア：ファントムトリガー製作委員会（日本語） Project GPT（英語）                              |

### 主題歌（アニメ）
グリザイアの果実
オープニングテーマ
「楽園の翼」（第2 - 4・6 - 12話）
作詞 - 桑島由一 / 作曲・編曲 - 藤間仁 / 歌 - 黒崎真音

エンディングテーマ
「Eden's Song」（第2話）
作詞 - 桑島由一 / 作曲・編曲 - 松本文紀 / 歌 - はな
「あなたの愛した世界」（第3・6 - 9話）
作詞 - 桑島由一 / 作曲・編曲 - 藤間仁 / 歌 - 南條愛乃
「SKIP」（第5話）
作詞 - 桑島由一 / 作曲・編曲 - 中山真斗 / 歌 - 茶太
「Rainy veil」（エンジェリック・ハゥル編〈第10 - 12話〉）
作詞 - 桑島由一 / 作曲・編曲 - 藤間仁 / 歌 - やなぎなぎ
「創世のタナトス」（第13話）
作詞 - 桑島由一 / 作曲・編曲 - 菊田大介 / 歌 - 飛蘭

挿入曲
「終末のフラクタル」（第1・13話）
作詞 - 桑島由一 / 作曲・編曲 - 藤間仁 / 歌 - 飛蘭
「ホログラフ」（第6話）
作詞 - riya / 作曲・編曲 - 菊地創 / 歌 - eufonius
「迷いの森」（第9話）
作詞 - 桑島由一 / 作曲・編曲 - 藤田淳平 / 歌 - 佐藤ひろ美
「HOME」（第12話）
作詞 - 桑島由一 / 作曲・編曲 - 菊田大介 / 歌 - 橋本みゆき

グリザイアの迷宮
エンディングテーマ
「グリム」
作詞 - 桑島由一 / 作曲 - 藤間仁 / 編曲 - Evan Call / 歌 - 飛蘭

グリザイアの楽園
オープニングテーマ
「刹那の果実」（第2・3・5 - 10話）
作詞 - 桑島由一 / 作曲・編曲 - 藤間仁 / 歌 - 黒崎真音
エンディングテーマ
「黄昏のスタアライト」（カプリスの繭編〈第1 - 4話〉）
作詞 - 桑島由一 / 作曲・編曲 - 藤間仁 / 歌 - 南條愛乃
「FISSION」（第5話）
作曲・編曲 - 藤間仁
「きみを探しに」（ブランエールの種編〈第6 - 9話〉）
作詞 - 桑島由一 / 作曲・編曲 - 藤間仁 / 歌 - 南條愛乃
「Ceremony」（第10話）
作曲・編曲 - 藤間仁

グリザイア：ファントムトリガー THE ANIMATION
オープニングテーマ
「幻想の輪舞」
作詞 - 桑島由一 / 作曲・編曲 - 藤間仁 / 歌 - 黒崎真音
エンディングテーマ
「サヨナラの惑星」
作詞 - 桑島由一 / 作曲・編曲 - 藤間仁 / 歌 - 南條愛乃

グリザイア：ファントムトリガー THE ANIMATION スターゲイザー
オープニングテーマ
「幻想の輪舞」
作詞 - 桑島由一 / 作曲・編曲 - 藤間仁 / 歌 - 黒崎真音
エンディングテーマ
「涙流るるまま」
作詞 - 桑島由一 / 作曲・編曲 - 藤間仁 / 歌 - 南條愛乃

グリザイア：ファントムトリガー（TVアニメ）
オープニングテーマ（第2・4・6・11 - 12話）
「ゼロ・イグニッション」
作詞 - 桑島由一 / 作曲・編曲 - 藤間仁 / 歌 - 上杉真央
第1話ではエンディングテーマとして使用。
エンディングテーマ（第3・7 - 9・11話）
「ダンデライオン」
作詞 - 桑島由一 / 作曲・編曲 - 藤間仁 / 歌 - 南條愛乃
グランドエンディングテーマ（第13話）
「クロスバース」
作詞 - 桑島由一 / 作曲 - Reiji / 編曲 - Tsuyoshi、Reiji / 歌 - THE SIXTH LIE

### 各話リスト
| 話数             | サブタイトル              | 脚本             | 絵コンテ                       | 演出                                                  | 作画監督 | 総作画監督                        | 初放送日         |                  |                  |                  |                  |                  |                  |                  |                  |                  |                  |                  |                  |                  |                  |                  |                  |                  |
| グリザイアの果実 | グリザイアの果実          | グリザイアの果実 | グリザイアの果実               | グリザイアの果実                                      | グリザイアの果実 | グリザイアの果実                  | グリザイアの果実 | グリザイアの果実 | グリザイアの果実 | グリザイアの果実 | グリザイアの果実 | グリザイアの果実 | グリザイアの果実 | グリザイアの果実 | グリザイアの果実 | グリザイアの果実 | グリザイアの果実 | グリザイアの果実 | グリザイアの果実 | グリザイアの果実 | グリザイアの果実 | グリザイアの果実 | グリザイアの果実 | グリザイアの果実 |
| ---------------- | ------------------------- | ---------------- | ------------------------------ | ----------------------------------------------------- | --- | --------------------------------- | ---------------- | ---------------- | ---------------- | ---------------- | ---------------- | ---------------- | ---------------- | ---------------- | ---------------- | ---------------- | ---------------- | ---------------- | ---------------- | ---------------- | ---------------- | ---------------- | ---------------- | ---------------- |
| 1                | 普通の学園生活            | 倉田英之         | 天衝                           | 天衝                                                  | 越後光崇 高澤美佳 大島縁 | 渡辺明夫 越後光崇 桂憲一郎        | 2014年 10月5日   |                  |                  |                  |                  |                  |                  |                  |                  |                  |                  |                  |                  |                  |                  |                  |                  |                  |
| 2                | スクールキラー由美子      | 倉田英之         | 天衝                           | 青柳隆平                                              | 杉藤さゆり 大原大 石井かおり | 渡辺明夫 越後光崇 桂憲一郎        | 10月12日         |                  |                  |                  |                  |                  |                  |                  |                  |                  |                  |                  |                  |                  |                  |                  |                  |                  |
| 3                | 甘い食生活                | 倉田英之         | 高橋知也                       | 山下英美                                              | 杉藤さゆり 飯飼一幸 荒木裕 前田義宏 | 渡辺明夫 越後光崇 桂憲一郎        | 10月19日         |                  |                  |                  |                  |                  |                  |                  |                  |                  |                  |                  |                  |                  |                  |                  |                  |                  |
| 4                | 銀の弾丸で狙う場所        | 倉田英之         | サトウシンジ                   | 間島崇寛                                              | LEE SANG-MIN | 渡辺明夫 越後光崇 桂憲一郎        | 10月26日         |                  |                  |                  |                  |                  |                  |                  |                  |                  |                  |                  |                  |                  |                  |                  |                  |                  |
| 5                | VOX IN BOX                | 倉田英之         | サトウシンジ                   | 足立華子                                              | 藤川太 野中正幸 | 渡辺明夫 越後光崇 桂憲一郎        | 11月2日          |                  |                  |                  |                  |                  |                  |                  |                  |                  |                  |                  |                  |                  |                  |                  |                  |                  |
| 6                | レーゾン・デートル        | 倉田英之         | サトウシンジ                   | 江口大輔                                              | 大島縁 関口雅浩 佐藤天昭 | 渡辺明夫 越後光崇 桂憲一郎        | 11月9日          |                  |                  |                  |                  |                  |                  |                  |                  |                  |                  |                  |                  |                  |                  |                  |                  |                  |
| 7                | 幸せの手紙                | 倉田英之         | 小島正士                       | 森義博                                                | 山内則康 小林利充 | 渡辺明夫 越後光崇 桂憲一郎        | 11月16日         |                  |                  |                  |                  |                  |                  |                  |                  |                  |                  |                  |                  |                  |                  |                  |                  |                  |
| 8                | セカイ樹の種I             | 髙橋龍也         | 名村英敏                       | 青柳隆平                                              | 石井かおり 矢野茜 神谷智大 高澤美佳 小島彰 大島縁 越後光崇 荒木裕 関口雅浩 石田可奈                                                     | 渡辺明夫 越後光崇 桂憲一郎        | 11月23日         |                  |                  |                  |                  |                  |                  |                  |                  |                  |                  |                  |                  |                  |                  |                  |                  |                  |
| 9                | セカイ樹の種II            | 髙橋龍也         | 名村英敏                       | 青柳隆平                                              | 野中正幸 佐藤天昭 大島縁 神谷智大 矢野茜 越後光崇 石田可奈 高澤美佳 荒木裕                                                              | 渡辺明夫 越後光崇 桂憲一郎        | 11月30日         |                  |                  |                  |                  |                  |                  |                  |                  |                  |                  |                  |                  |                  |                  |                  |                  |                  |
| 10               | エンジェリック・ハゥルI   | 倉田英之         | 名和宗則                       | 名和宗則                                              | 矢野茜 高澤美佳 熊谷勇也 神谷智大 野中正幸 小島彰 大島縁 石田可奈 山門郁夫                                                              | 渡辺明夫 越後光崇 桂憲一郎        | 12月7日          |                  |                  |                  |                  |                  |                  |                  |                  |                  |                  |                  |                  |                  |                  |                  |                  |                  |
| 11               | エンジェリック・ハゥルII  | 倉田英之         | 名和宗則                       | 森義博                                                | 山内則康 小林利充 山門郁夫 LEE SANG-MIN                                                                                                 | 渡辺明夫 越後光崇 桂憲一郎        | 12月14日         |                  |                  |                  |                  |                  |                  |                  |                  |                  |                  |                  |                  |                  |                  |                  |                  |                  |
| 12               | エンジェリック・ハゥルIII | 倉田英之         | 名和宗則                       | 名和宗則                                              | 小島彰 関口雅浩 山門郁夫 石田可奈 石井かおり 前田義宏 野崎麗子 花井柚都子 臼田美夫                                                      | 渡辺明夫 越後光崇 桂憲一郎        | 12月21日         |                  |                  |                  |                  |                  |                  |                  |                  |                  |                  |                  |                  |                  |                  |                  |                  |                  |
| 13               | 射界10センチ              | 倉田英之         | 名村英敏                       | 山岸大悟                                              | 野中正幸 大島縁 石田可奈 佐藤天昭 関口雅浩 神谷智大 丸藤広貴 山門郁夫 小島彰 石井かおり LEE SANG-MIN                                    | 渡辺明夫 越後光崇 桂憲一郎        | 12月28日         |                  |                  |                  |                  |                  |                  |                  |                  |                  |                  |                  |                  |                  |                  |                  |                  |                  |
| グリザイアの迷宮 |                           |                  |                                |                                                       | |                                   |                  |                  |                  |                  |                  |                  |                  |                  |                  |                  |                  |                  |                  |                  |                  |                  |                  |                  |
| -                | カプリスの繭0             | 高橋龍也         | 阿保孝雄                       | 青柳隆平 伊部勇志 山岸大悟 山門郁夫 名村英敏 間島崇寛 | 大島緑 野中正幸 山門郁夫 神谷智大 佐藤天昭 高澤美佳 杉藤さゆり ジミー・ストーン LEE SANG-MIN 米澤優 石田可奈 越後光崇 阿部智之 山内則康 | 渡辺明夫 桂憲一郎 高澤美佳 米澤優 | 2015年 4月12日   |                  |                  |                  |                  |                  |                  |                  |                  |                  |                  |                  |                  |                  |                  |                  |                  |                  |
| グリザイアの楽園 |                           |                  |                                |                                                       | |                                   |                  |                  |                  |                  |                  |                  |                  |                  |                  |                  |                  |                  |                  |                  |                  |                  |                  |                  |
| 1                | カプリスの繭I             | 高橋龍也         | 小島正士                       | 柳屋圭宏                                              | 佐藤天昭 小島彰 石井かおり | 渡辺明夫 桂憲一郎 高澤美佳        | 4月19日          |                  |                  |                  |                  |                  |                  |                  |                  |                  |                  |                  |                  |                  |                  |                  |                  |                  |
| 2                | カプリスの繭II            | 高橋龍也         | 山本裕介                       | 神原敏昭                                              | 中野彰子 Han Seounghee | 渡辺明夫 桂憲一郎 高澤美佳 米澤優 | 4月26日          |                  |                  |                  |                  |                  |                  |                  |                  |                  |                  |                  |                  |                  |                  |                  |                  |                  |
| 3                | カプリスの繭III           | 高橋龍也         | 神谷智大 小島正士 サトウシンジ | 森義博                                                | 小林利充 糸島雅彦 山内則康 鎌田均 | 桂憲一郎 高澤美佳                 | 5月3日           |                  |                  |                  |                  |                  |                  |                  |                  |                  |                  |                  |                  |                  |                  |                  |                  |                  |
| 4                | カプリスの繭IV            | 高橋龍也         | 小島正士                       | 間島崇寛                                              | 阿部智之 | 桂憲一郎 米澤優 高澤美佳          | 5月10日          |                  |                  |                  |                  |                  |                  |                  |                  |                  |                  |                  |                  |                  |                  |                  |                  |                  |
| 5                | ブランエールの種I         | 倉田英之         | 吉田泰三                       | 山下英美                                              | 佐藤天昭 小島彰 安田祥子 杉藤さゆり LEE SANG-MIN                                                                                        | 桂憲一郎 米澤優 高澤美佳          | 5月17日          |                  |                  |                  |                  |                  |                  |                  |                  |                  |                  |                  |                  |                  |                  |                  |                  |                  |
| 6                | ブランエールの種II        | 倉田英之         | 名村英敏                       | 和泉志郎                                              | 池田広明 萩原正人 木下由衣 | 桂憲一郎 米澤優 高澤美佳          | 5月24日          |                  |                  |                  |                  |                  |                  |                  |                  |                  |                  |                  |                  |                  |                  |                  |                  |                  |
| 7                | ブランエールの種III       | 倉田英之         | 青柳隆平                       | 森義博                                                | 小林利充 糸島雅彦 山内則康 謝苑倩 | 桂憲一郎 米澤優 高澤美佳          | 5月31日          |                  |                  |                  |                  |                  |                  |                  |                  |                  |                  |                  |                  |                  |                  |                  |                  |                  |
| 8                | ブランエールの種IV        | 倉田英之         | 小島正士                       | 青柳隆平 間島崇寛                                     | 石井かおり 大島縁 杉藤さゆり LEE SANG-MIN 神谷智大 安田祥子 越後光崇 小島彰 米澤優                                                      | 桂憲一郎 米澤優 高澤美佳          | 6月7日           |                  |                  |                  |                  |                  |                  |                  |                  |                  |                  |                  |                  |                  |                  |                  |                  |                  |
| 9                | ブランエールの種V         | 倉田英之         | 吉田泰三                       | 森義博                                                | 小林利充 糸島雅彦 山内則康 鎌田均 | 桂憲一郎 米澤優 高澤美佳          | 6月14日          |                  |                  |                  |                  |                  |                  |                  |                  |                  |                  |                  |                  |                  |                  |                  |                  |                  |
| 10               | ブランエールの種VI        | 倉田英之         | 小島正士 江畑諒真              | 柳屋圭宏 山門郁夫 森義博 江口大輔                     | 米澤優 大島縁 神谷智大 LEE SANG-MIN 佐藤天昭 高澤美佳 小島彰 山門郁夫 越後光崇 石井かおり 安田祥子 山内則康 糸島雅彦 鎌田均             | 渡辺明夫 桂憲一郎 米澤優 高澤美佳 | 6月21日          |                  |                  |                  |                  |                  |                  |                  |                  |                  |                  |                  |                  |                  |                  |                  |                  |                  |

| 話数                                                | サブタイトル                                        | 脚本                                                | 絵コンテ                                            | 演出                                                | 作画監督                                                                                              | 総作画監督                                          | 初公開日                                            |                                                     |                                                     |                                                     |                                                     |                                                     |                                                     |                                                     |                                                     |                                                     |                                                     |                                                     |                                                     |                                                     |                                                     |                                                     |                                                     |                                                     |
| OVA『グリザイア：ファントムトリガー THE ANIMATION』 | OVA『グリザイア：ファントムトリガー THE ANIMATION』 | OVA『グリザイア：ファントムトリガー THE ANIMATION』 | OVA『グリザイア：ファントムトリガー THE ANIMATION』 | OVA『グリザイア：ファントムトリガー THE ANIMATION』 | OVA『グリザイア：ファントムトリガー THE ANIMATION』                                                   | OVA『グリザイア：ファントムトリガー THE ANIMATION』 | OVA『グリザイア：ファントムトリガー THE ANIMATION』 | OVA『グリザイア：ファントムトリガー THE ANIMATION』 | OVA『グリザイア：ファントムトリガー THE ANIMATION』 | OVA『グリザイア：ファントムトリガー THE ANIMATION』 | OVA『グリザイア：ファントムトリガー THE ANIMATION』 | OVA『グリザイア：ファントムトリガー THE ANIMATION』 | OVA『グリザイア：ファントムトリガー THE ANIMATION』 | OVA『グリザイア：ファントムトリガー THE ANIMATION』 | OVA『グリザイア：ファントムトリガー THE ANIMATION』 | OVA『グリザイア：ファントムトリガー THE ANIMATION』 | OVA『グリザイア：ファントムトリガー THE ANIMATION』 | OVA『グリザイア：ファントムトリガー THE ANIMATION』 | OVA『グリザイア：ファントムトリガー THE ANIMATION』 | OVA『グリザイア：ファントムトリガー THE ANIMATION』 | OVA『グリザイア：ファントムトリガー THE ANIMATION』 | OVA『グリザイア：ファントムトリガー THE ANIMATION』 | OVA『グリザイア：ファントムトリガー THE ANIMATION』 | OVA『グリザイア：ファントムトリガー THE ANIMATION』 |
| --------------------------------------------------- | --------------------------------------------------- | --------------------------------------------------- | --------------------------------------------------- | --------------------------------------------------- | --- | --------------------------------------------------- | --------------------------------------------------- | --------------------------------------------------- | --------------------------------------------------- | --------------------------------------------------- | --------------------------------------------------- | --------------------------------------------------- | --------------------------------------------------- | --------------------------------------------------- | --------------------------------------------------- | --------------------------------------------------- | --------------------------------------------------- | --------------------------------------------------- | --------------------------------------------------- | --------------------------------------------------- | --------------------------------------------------- | --------------------------------------------------- | --------------------------------------------------- | --------------------------------------------------- |
| 1                                                   | SORD                                                | 天衝                                                | 村山公輔 小島正士 江口大輔                          | 村山公輔 天衝                                       | 渡辺明夫                                                                                              | 渡辺明夫                                            | 2019年 3月15日                                      |                                                     |                                                     |                                                     |                                                     |                                                     |                                                     |                                                     |                                                     |                                                     |                                                     |                                                     |                                                     |                                                     |                                                     |                                                     |                                                     |                                                     |
| 2                                                   | ソウル・スピード                                    | 天衝                                                | 村山公輔 小島正士 清水聡 江口大輔                   | 村山公輔 天衝                                       | 渡辺明夫                                                                                              | 渡辺明夫                                            | 2019年 3月15日                                      |                                                     |                                                     |                                                     |                                                     |                                                     |                                                     |                                                     |                                                     |                                                     |                                                     |                                                     |                                                     |                                                     |                                                     |                                                     |                                                     |                                                     |
| 3                                                   | スターゲイザー                                      | あおしまたかし                                      | 村山公輔 小島正士 清水聡                            | 村山公輔 三宅和男 尋田耕輔                          | 渡辺明夫 有間涼太 中川耀 寺尾憲治 王宇彤                                                              | 渡辺明夫                                            | 2020年 11月27日                                     |                                                     |                                                     |                                                     |                                                     |                                                     |                                                     |                                                     |                                                     |                                                     |                                                     |                                                     |                                                     |                                                     |                                                     |                                                     |                                                     |                                                     |
| テレビアニメ『グリザイア：ファントムトリガー』      |                                                     |                                                     |                                                     |                                                     | |                                                     |                                                     |                                                     |                                                     |                                                     |                                                     |                                                     |                                                     |                                                     |                                                     |                                                     |                                                     |                                                     |                                                     |                                                     |                                                     |                                                     |                                                     |                                                     |
| 1                                                   | マザーズクレイドル#1                                | 山田哲弥                                            | 村山公輔                                            | 村山公輔 尋田耕輔                                   | 落合良亮 細田沙織                                                                                     | 渡辺明夫                                            | 2025年 1月2日                                       |                                                     |                                                     |                                                     |                                                     |                                                     |                                                     |                                                     |                                                     |                                                     |                                                     |                                                     |                                                     |                                                     |                                                     |                                                     |                                                     |                                                     |
| 2                                                   | マザーズクレイドル#2                                | 山田哲弥                                            | 村山公輔                                            | 宮田政典                                            | 高木司 中川耀 逵村六                                                                                  | 渡辺明夫                                            | 1月9日                                              |                                                     |                                                     |                                                     |                                                     |                                                     |                                                     |                                                     |                                                     |                                                     |                                                     |                                                     |                                                     |                                                     |                                                     |                                                     |                                                     |                                                     |
| 3                                                   | マザーズクレイドル#3                                | 山田哲弥                                            | 村山公輔                                            | 米田光宏                                            | 高木司 宮澤紅音 村長由紀 細田沙織                                                                     | 渡辺明夫                                            | 1月16日                                             |                                                     |                                                     |                                                     |                                                     |                                                     |                                                     |                                                     |                                                     |                                                     |                                                     |                                                     |                                                     |                                                     |                                                     |                                                     |                                                     |                                                     |
| 4                                                   | ファントムブレード#1                                | 髙橋龍也                                            | 尋田耕輔 村山公輔                                   | 尋田耕輔                                            | 村長由貴 ユキシズク 永田有香 逵村六                                                                   | 渡辺明夫                                            | 1月23日                                             |                                                     |                                                     |                                                     |                                                     |                                                     |                                                     |                                                     |                                                     |                                                     |                                                     |                                                     |                                                     |                                                     |                                                     |                                                     |                                                     |                                                     |
| 5                                                   | ファントムブレード#2                                | 髙橋龍也                                            | 羽迫凱 村山公輔                                     | 羽迫凱                                              | 斉藤聖悟 大熊成美 池部元基 飯飼一幸 李少雷                                                            | 渡辺明夫                                            | 1月30日                                             |                                                     |                                                     |                                                     |                                                     |                                                     |                                                     |                                                     |                                                     |                                                     |                                                     |                                                     |                                                     |                                                     |                                                     |                                                     |                                                     |                                                     |
| 6                                                   | ブルーエストブルー#1                                | 砂山蔵澄                                            | 三宅和男 村山公輔                                   | 羽迫凱                                              | 細田沙織 Joao ユキシズク 二宮奈那子 FanDongdong SunJiwei Wei Xu Long                                  | 渡辺明夫                                            | 2月6日                                              |                                                     |                                                     |                                                     |                                                     |                                                     |                                                     |                                                     |                                                     |                                                     |                                                     |                                                     |                                                     |                                                     |                                                     |                                                     |                                                     |                                                     |
| 7                                                   | ブルーエストブルー#2                                | 砂山蔵澄                                            | 三宅和男 村山公輔                                   | 鈴木拓磨 三宅和男                                   | 高木司 大熊成実 池部元基 片岡恵美子 荒井久磨 細田沙織 鎌田均 須永正博 徳                              | 渡辺明夫                                            | 2月13日                                             |                                                     |                                                     |                                                     |                                                     |                                                     |                                                     |                                                     |                                                     |                                                     |                                                     |                                                     |                                                     |                                                     |                                                     |                                                     |                                                     |                                                     |
| 8                                                   | 有坂の手帳                                          | 砂山蔵澄                                            | 夏野桃子                                            | 尋田耕輔                                            | 斉藤聖悟 松本勝次 徳                                                                                  | 渡辺明夫                                            | 2月20日                                             |                                                     |                                                     |                                                     |                                                     |                                                     |                                                     |                                                     |                                                     |                                                     |                                                     |                                                     |                                                     |                                                     |                                                     |                                                     |                                                     |                                                     |
| 9                                                   | 洗礼                                                | 砂山蔵澄                                            | 青柳隆平                                            | 淡井重機                                            | 高木司 大熊成実 池部元基 三橋妙子 リバイバル ワンオーダー                                             | 渡辺明夫                                            | 2月27日                                             |                                                     |                                                     |                                                     |                                                     |                                                     |                                                     |                                                     |                                                     |                                                     |                                                     |                                                     |                                                     |                                                     |                                                     |                                                     |                                                     |                                                     |
| 10                                                  | 天国への扉                                          | 髙橋龍也                                            | 夏野桃子                                            | 米田光宏                                            | 高木司 大熊成実 スタジオマスケット                                                                    | 渡辺明夫                                            | 3月6日                                              |                                                     |                                                     |                                                     |                                                     |                                                     |                                                     |                                                     |                                                     |                                                     |                                                     |                                                     |                                                     |                                                     |                                                     |                                                     |                                                     |                                                     |
| 11                                                  | 正しい選択                                          | 山田哲弥                                            | 松尾衝 村山公輔                                     | 土田駿                                              | 大熊成実 池部元基 mico.animation 清澤唯人 池田孝輝 大浦あずさ 高橋諒悟 降籏秀吉 Yue グレーン Madeline | 渡辺明夫                                            | 3月13日                                             |                                                     |                                                     |                                                     |                                                     |                                                     |                                                     |                                                     |                                                     |                                                     |                                                     |                                                     |                                                     |                                                     |                                                     |                                                     |                                                     |                                                     |
| 12                                                  | 運命の答え                                          | 砂山蔵澄 村山公輔                                   | 三宅和男 熊野千尋 村山公輔                          | 三宅和男                                            | 宮澤紅音 菊池一真 スタジオグラム TripleA スタジオ・ミュウ Lulaforte スタジオ・マスケット 岸影アニメ   | 渡辺明夫                                            | 3月20日                                             |                                                     |                                                     |                                                     |                                                     |                                                     |                                                     |                                                     |                                                     |                                                     |                                                     |                                                     |                                                     |                                                     |                                                     |                                                     |                                                     |                                                     |
| 13                                                  | ファントムチャイルド                                | 髙橋龍也 村山公輔                                   | 村山公輔                                            | 村山公輔                                            | 麦冬映画 FINCROSS 神在動画 日影工房 DRMOVIE                                                           | 渡辺明夫                                            | 3月27日                                             |                                                     |                                                     |                                                     |                                                     |                                                     |                                                     |                                                     |                                                     |                                                     |                                                     |                                                     |                                                     |                                                     |                                                     |                                                     |                                                     |                                                     |

### 放送局
| 放送期間                 | 放送時間                     | 放送局     | 対象地域 | 備考                                 |
| ------------------------ | ---------------------------- | ---------- | -------- | ------------------------------------ |
| 2014年10月5日 - 12月28日 | 日曜 20:30 - 21:00           | AT-X       | 日本全域 | 製作参加 / CS放送 / リピート放送あり |
| 2014年10月6日 - 12月29日 | 月曜 0:30 - 1:00（日曜深夜） | TOKYO MX   | 東京都   |                                      |
|                          | 月曜 0:45 - 1:15（日曜深夜） | KBS京都    | 京都府   |                                      |
|                          | 月曜 1:00 - 1:30（日曜深夜） | サンテレビ | 兵庫県   |                                      |
| 2014年10月7日 - 12月30日 | 火曜 0:30 - 1:00（月曜深夜） | BS11       | 日本全域 | BS放送 / 『ANIME+』枠                |

| 配信開始日    | 配信時間                     | 配信サイト         | 備考      |
| ------------- | ---------------------------- | ------------------ | --------- |
| 2014年10月7日 | 火曜 1:00（月曜深夜） 更新   | バンダイチャンネル |           |
|               | 火曜 1:00 - 1:30（月曜深夜） | ニコニコ生放送     | [ 注 44 ] |
|               | 火曜 1:30（月曜深夜） 更新   | ニコニコチャンネル |           |

| 放送日        | 放送時間                     | 放送局     | 対象地域 | 備考                                 |
| ------------- | ---------------------------- | ---------- | -------- | ------------------------------------ |
| 2015年4月12日 | 日曜 23:00 - 月曜 0:00       | AT-X       | 日本全域 | 製作参加 / CS放送 / リピート放送あり |
| 2015年4月13日 | 月曜 2:15 - 3:10（日曜深夜） | KBS京都    | 京都府   |                                      |
|               | 月曜 2:35 - 3:35（日曜深夜） | TOKYO MX   | 東京都   |                                      |
| 2015年4月14日 | 火曜 4:00 - 5:00（月曜深夜） | BS11       | 日本全域 | BS放送 / 『ANIME+』枠                |
| 2015年4月15日 | 水曜 2:10 - 3:05（火曜深夜） | サンテレビ | 兵庫県   |                                      |

| 配信開始日    | 配信時間                     | 配信サイト               | 備考      |
| ------------- | ---------------------------- | ------------------------ | --------- |
| 2015年4月14日 | 火曜 1:00（月曜深夜） 更新   | バンダイチャンネル GYAO! |           |
|               | 火曜 1:00 - 2:00（月曜深夜） | ニコニコ生放送           | [ 注 44 ] |
|               | 火曜 1:30（月曜深夜） 更新   | ニコニコチャンネル       | [ 注 44 ] |
|               | 火曜 12:00 更新              | dアニメストア            |           |

| 放送期間                | 放送時間                     | 放送局     | 対象地域 | 備考                                 |
| ----------------------- | ---------------------------- | ---------- | -------- | ------------------------------------ |
| 2015年4月19日 - 6月21日 | 日曜 23:00 - 23:30           | AT-X       | 日本全域 | 製作参加 / CS放送 / リピート放送あり |
| 2015年4月20日 - 6月22日 | 月曜 0:30 - 1:00（日曜深夜） | TOKYO MX   | 東京都   |                                      |
|                         | 月曜 0:45 - 1:15（日曜深夜） | KBS京都    | 京都府   |                                      |
|                         | 月曜 1:30 - 2:00（日曜深夜） | サンテレビ | 兵庫県   |                                      |
| 2015年4月21日 - 6月23日 | 火曜 0:30 - 1:00（月曜深夜） | BS11       | 日本全域 | BS放送 / 『ANIME+』枠                |

| 配信開始日    | 配信時間                     | 配信サイト               | 備考      |
| ------------- | ---------------------------- | ------------------------ | --------- |
| 2015年4月21日 | 火曜 1:00（月曜深夜） 更新   | バンダイチャンネル GYAO! |           |
|               | 火曜 1:00 - 1:30（月曜深夜） | ニコニコ生放送           | [ 注 44 ] |
|               | 火曜 1:30（月曜深夜） 更新   | ニコニコチャンネル       | [ 注 44 ] |
|               | 火曜 12:00 更新              | dアニメストア アニメ放題 |           |
| 2015年4月28日 |                              | auアニメパス             |           |

| 放送期間               | 放送時間                     | 放送局     | 対象地域 | 備考                  |
| ---------------------- | ---------------------------- | ---------- | -------- | --------------------- |
| 2019年9月7日 - 9月28日 | 土曜 22:30 - 23:00           | TOKYO MX   | 東京都   |                       |
|                        |                              | KBS京都    | 京都府   |                       |
|                        |                              | サンテレビ | 兵庫県   |                       |
| 2019年9月9日 - 9月30日 | 月曜 1:00 - 1:30（月曜深夜） | BS11       | 日本全域 | BS放送 / 『ANIME+』枠 |
|                        | 月曜 1:05 - 1:35（月曜深夜） | テレビ愛知 | 愛知県   |                       |

| 放送期間       | 放送時間                     | 放送局       | 対象地域 | 備考                                                               |
| -------------- | ---------------------------- | ------------ | -------- | ------------------------------------------------------------------ |
| 2025年1月2日 - | 木曜 0:00 - 0:30（水曜深夜） | TOKYO MX     | 東京都   | 製作参加 初回は1:00 - 1:30に放送                                   |
|                |                              | BS日テレ     | 日本全域 | 製作参加 / BS放送 / 『アニメにむちゅ〜』枠 初回は1:00 - 1:30に放送 |
| 2025年1月5日 - | 日曜 23:30 - 翌0:00          | サンテレビ   | 兵庫県   |                                                                    |
| 2025年1月8日 - | 水曜 1:30 - 2:00（火曜深夜） | テレビ愛知   | 愛知県   |                                                                    |
|                | 水曜 2:00 - 2:30（火曜深夜） | 静岡放送     | 静岡県   | 『スーパーアニメ6区』枠 初回は2:06 - 2:36に放送                    |
|                | 水曜 2:35 - 3:05（火曜深夜） | 北海道テレビ | 北海道   | 『アニメな時間』枠                                                 |
|                | 水曜 20:30 - 21:00           | AT-X         | 日本全域 | CS放送 / 字幕放送 / リピート放送あり                               |

| 配信開始日   | 配信時間                     | 配信サイト | 備考      |
| ------------ | ---------------------------- | --- | --------- |
| 2025年1月2日 | 水曜 0:30（火曜深夜） 更新   | Netflix Amazon Prime Video ABEMA dアニメストア（本店・ニコニコ支店・for Prime Video） Lemino U-NEXT アニメ放題 Hulu バンダイチャンネル FOD DMM TV ニコニコチャンネル AnimeFesta | [ 注 45 ] |
|              | 水曜 0:30 - 1:00（火曜深夜） | ニコニコ生放送 | [ 注 46 ] |
| 2025年1月7日 | 金曜 0:00（日曜深夜） 更新   | TELASA J:COM STREAM milplus Pontaパス | [ 注 47 ] |

### 映像特典
Blu-ray&DVD各巻収録の短編アニメ。
| 編               | サブタイトル                           | 脚本             | 絵コンテ         | 演出             | 作画監督                     | 総作画監督       |                  |                  |                  |                  |                  |                  |                  |                  |                  |                  |                  |                  |                  |                  |                  |                  |                  |                  |
| グリザイアの果実 | グリザイアの果実                       | グリザイアの果実 | グリザイアの果実 | グリザイアの果実 | グリザイアの果実             | グリザイアの果実 | グリザイアの果実 | グリザイアの果実 | グリザイアの果実 | グリザイアの果実 | グリザイアの果実 | グリザイアの果実 | グリザイアの果実 | グリザイアの果実 | グリザイアの果実 | グリザイアの果実 | グリザイアの果実 | グリザイアの果実 | グリザイアの果実 | グリザイアの果実 | グリザイアの果実 | グリザイアの果実 | グリザイアの果実 | グリザイアの果実 |
| ---------------- | -------------------------------------- | ---------------- | ---------------- | ---------------- | ---------------------------- | ---------------- | ---------------- | ---------------- | ---------------- | ---------------- | ---------------- | ---------------- | ---------------- | ---------------- | ---------------- | ---------------- | ---------------- | ---------------- | ---------------- | ---------------- | ---------------- | ---------------- | ---------------- | ---------------- |
| 由美子編         | ご奉仕しちゃうぴょん?                  | かづや           | 村山公輔         | 村山公輔         | 村山公輔                     | 桂憲一郎         |                  |                  |                  |                  |                  |                  |                  |                  |                  |                  |                  |                  |                  |                  |                  |                  |                  |                  |
| みちる編         | ツンデレ流 海の楽しみ方                | かづや           | 村山公輔         | 村山公輔         | 村山公輔                     | 桂憲一郎         |                  |                  |                  |                  |                  |                  |                  |                  |                  |                  |                  |                  |                  |                  |                  |                  |                  |                  |
| 幸編             | お背中、お流しします                   | かづや           | 村山公輔         | 村山公輔         | 村山公輔                     | 桂憲一郎         |                  |                  |                  |                  |                  |                  |                  |                  |                  |                  |                  |                  |                  |                  |                  |                  |                  |                  |
| 蒔菜編           | 蒔菜's Boot Camp                       | かづや           | 村山公輔         | 村山公輔         | 村山公輔                     | 桂憲一郎         |                  |                  |                  |                  |                  |                  |                  |                  |                  |                  |                  |                  |                  |                  |                  |                  |                  |                  |
| 天音編           | 夏の誘惑                               | 鳴海瑛二         | 村山公輔         | 村山公輔         | 村山公輔                     | 桂憲一郎         |                  |                  |                  |                  |                  |                  |                  |                  |                  |                  |                  |                  |                  |                  |                  |                  |                  |                  |
| 一姫編           | お医者さんごっこしましょうか?          | かづや           | 村山公輔         | 村山公輔         | 村山公輔                     | 桂憲一郎         |                  |                  |                  |                  |                  |                  |                  |                  |                  |                  |                  |                  |                  |                  |                  |                  |                  |                  |
| グリザイアの迷宮 |                                        |                  |                  |                  |                              |                  |                  |                  |                  |                  |                  |                  |                  |                  |                  |                  |                  |                  |                  |                  |                  |                  |                  |                  |
| 一姫&バスケ部編  | 滝園バスケ部のクリームパーティ!        | 鳴海瑛二         | 村山公輔         | 青柳隆平         | 米澤優                       | 桂憲一郎         |                  |                  |                  |                  |                  |                  |                  |                  |                  |                  |                  |                  |                  |                  |                  |                  |                  |                  |
| グリザイアの楽園 |                                        |                  |                  |                  |                              |                  |                  |                  |                  |                  |                  |                  |                  |                  |                  |                  |                  |                  |                  |                  |                  |                  |                  |                  |
| 由美子編         | 由美子の、ドキドキ湯上がり密着ロッカー | かづや           | 青柳隆平         | 間島宗寛         | 小島彰 LEE SANG-MIN          | 桂憲一郎         |                  |                  |                  |                  |                  |                  |                  |                  |                  |                  |                  |                  |                  |                  |                  |                  |                  |                  |
| ミリエラ編       | ミリエラの極秘野戦訓練                 | 鳴海瑛二         | 吉田泰三         | 森義博           | 鎌田均 山内則康              | 桂憲一郎         |                  |                  |                  |                  |                  |                  |                  |                  |                  |                  |                  |                  |                  |                  |                  |                  |                  |                  |
| みちる編         | ツンデレ流プリクリャ撮影会             | 鳴海瑛二         | 村山公輔         | 村山公輔         | 佐藤天昭 後藤望              | 桂憲一郎         |                  |                  |                  |                  |                  |                  |                  |                  |                  |                  |                  |                  |                  |                  |                  |                  |                  |                  |
| 蒔菜&幸編        | 蒔菜と幸のイケナイおやつタイム         | かづや           | 村山公輔         | 村山公輔         | 佐藤天昭 後藤望 LEE SANG-MIN | 桂憲一郎         |                  |                  |                  |                  |                  |                  |                  |                  |                  |                  |                  |                  |                  |                  |                  |                  |                  |                  |
| 天音&一姫編      | 天音と一姫の、日記に書けないマッサージ | かづや           | 村山公輔         | 村山公輔         | 村山公輔                     | 桂憲一郎         |                  |                  |                  |                  |                  |                  |                  |                  |                  |                  |                  |                  |                  |                  |                  |                  |                  |                  |

### BD / DVD
| 巻  | 発売日         | 収録話          | 規格品番  | 規格品番  |
| 巻  | 発売日         | 収録話          | BD初回版  | DVD初回版 |
| --- | -------------- | --------------- | --------- | --------- |
| 1   | 2014年12月25日 | 第1話 - 第3話   | GNXA-1721 | GNBA-3081 |
| 2   | 2015年1月28日  | 第4話 - 第5話   | GNXA-1722 | GNBA-3082 |
| 3   | 2015年2月25日  | 第6話 - 第7話   | GNXA-1723 | GNBA-3083 |
| 4   | 2015年3月25日  | 第8話 - 第9話   | GNXA-1724 | GNBA-3084 |
| 5   | 2015年4月22日  | 第10話 - 第11話 | GNXA-1725 | GNBA-3085 |
| 6   | 2015年5月27日  | 第12話 - 第13話 | GNXA-1726 | GNBA-3086 |
| BOX | 2016年12月21日 | 第1話 - 第13話  | GNXA-1720 | N/A       |

| 巻 | 発売日        | 収録話        | 規格品番  | 規格品番  |
| 巻 | 発売日        | 収録話        | BD初回版  | DVD初回版 |
| -- | ------------- | ------------- | --------- | --------- |
|    | 2015年7月23日 | カプリスの繭0 | GNXA-1727 | GNBA-3087 |

| 巻  | 発売日         | 収録話         | 規格品番  | 規格品番  |
| 巻  | 発売日         | 収録話         | BD初回版  | DVD初回版 |
| --- | -------------- | -------------- | --------- | --------- |
| 1   | 2015年8月26日  | 第1話 - 第2話  | GNXA-1741 | GNBA-3101 |
| 2   | 2015年9月18日  | 第3話 - 第4話  | GNXA-1742 | GNBA-3102 |
| 3   | 2015年10月23日 | 第5話 - 第6話  | GNXA-1743 | GNBA-3103 |
| 4   | 2015年11月26日 | 第7話 - 第8話  | GNXA-1744 | GNBA-3104 |
| 5   | 2015年12月25日 | 第9話 - 第10話 | GNXA-1745 | GNBA-3105 |
| BOX | 2017年5月10日  | 第1話 - 第10話 | GNXA-1740 | N/A       |

| 巻    | 発売日        | 収録話        | 規格品番  | 規格品番  |
| 巻    | 発売日        | 収録話        | BD通常版  | BD特装版  |
| ----- | ------------- | ------------- | --------- | --------- |
| 01/02 | 2019年6月28日 | 第1話 - 第2話 | FWS-96    | FWS-97    |
| 03    | 2021年3月26日 | 第3話         | FWS-00109 | FWS-00111 |

| 巻  | 発売日        | 収録話         | 規格品番  | 規格品番  |
| 巻  | 発売日        | 収録話         | BD通常版  | BD特装版  |
| --- | ------------- | -------------- | --------- | --------- |
| BOX | 2025年7月31日 | 第1話 - 第13話 | FWS-00130 | FWS-00131 |

## リアル謎解きゲーム
『グリザイアの果実×リアル謎解きゲーム　滝園学園バスケ部 同窓会』は2014年9月22日・23日に開催されたあそびファクトリー主催によるリアル謎解きゲーム。『グリザイアの果実×リアル謎解きゲーム　滝園学園バスケ部 同窓会～再会～』として2014年12月27日・28日再演された。
ゲームの参加者は主人公となって会場を探索し、仕掛けられた謎を解くことによりエンディングを目指す。ヒロインたちによるフルボイスムービーで綴る、天音の『エンジェリック・ハゥル』を題材とした謎解きイベントだけのオリジナル・アナザーストーリー。

### あらすじ
事故で部員が亡くなり廃部となった滝園学園バスケ部の同窓会がネットの書き込みから話題になっている。何者かのいたずらであろうと思われるも、興味半分でその会場に訪れた主人公は、そこでヒロイン達と不思議な体験をすることとなる。

## 舞台
劇団飛行船による舞台化作品『グリザイア：ファントムトリガー THE STAGE』が2024年5月2日～5月6日、飛行船シアターにて上演された。原作ゲームの『vol.2』と『vol.3』の間に位置する完全オリジナルストーリーとなる。
TVアニメ『グリザイア：ファントムトリガー』Blu-ray BOXの映像特典に『グリザイア：ファントムトリガー THE STAGE』本編映像が収録されている。

### スタッフ・キャスト（舞台）
| 原作       | フロントウイング 『グリザイア：ファントムトリガー』 |
| 脚色・演出 | 松多壱岱                                            |
| 脚本       | 入江おろぱ                                          |
| 美術       | 濱田真輝                                            |
| 振付       | 松本稽古                                            |
| 殺陣       | 鵜飼主水                                            |
| 舞台監督   | 伊藤清一                                            |
| 音響       | 田中慎也                                            |
| 照明       | コローレ                                            |
| 映像       | 御調晃司                                            |
| 衣装       | 藤衣裳                                              |
| ヘアメイク | earch                                               |
| 演出助手   | 荻原秋裕                                            |
| 主催       | 劇団飛行船                                          |
| 協力       | ブシロード、ブシロードミュージック                  |

| 深見玲奈                 | 鶴見萌（虹のコンキスタドール）     |
| 獅子ヶ谷桐花             | MEW（ミームトーキョー）            |
| 鯨瀬・クリスティナ・桜子 | 鹿目凛（でんぱ組.inc）             |
| 狗駒邑沙季               | 小鳩りあ（でんぱ組.inc）           |
| 井ノ原真紀               | 清水理子（虹のコンキスタドール）   |
| 蒼井春人                 | 隈本茉莉奈（虹のコンキスタドール） |
| 有坂秋桜里               | 堀越せな                           |
| マザーヨーコ             | 甲斐千尋                           |
| サヤカ                   | 真楪伶                             |
| ウラハ                   | 高岡薫                             |
| アイ                     | 髙橋彩香                           |
| コハク                   | 和泉柚那                           |
| キキョウ                 | 道枝咲                             |
| 大沼                     | 五十嵐啓輔                         |
| 玄                       | 小沼将太                           |
| 仙石一縷                 | 根岸愛                             |

## スピンオフ作品・コラボレーション
グリザイアの安息
DMM.R18で配信されていたソーシャルゲーム。全年齢向けではなく18禁である。2013年9月25日にPC版が、10年5日にスマートフォン版が配信がサービス開始し、2014年7月22日に終了した。ステージを選択し、体力を消費して進行度を上げていくスタンダードなもので、ステージには最初と最後にショートストーリーが挿入され、新しいステージに行くたびに物語が展開するといった内容。描きおろしイラストや書きおろしシナリオも配信されていた。
アイドル魔法少女ちるちる☆みちる
松嶋みちるを主人公としたスピンオフ作品。18禁ではなく、一般向けゲームとして制作されている。前後編で制作され、前編が2014年8月15日に、後編が2014年12月11日に発売された。『グリザイアシリーズ』のキャラクターが登場するものの、設定は大きく異なる。ストーリーもハードな展開の本編とは異なりギャグ満載のコミカルなものとなっており、売れない地下アイドルの松嶋みちるが魔法の世界からやってきた猫のニャンメルと出会い、魔法少女として活躍する、というもの。
PlayStation Vitaにも移植され、PC版で前後編に分かれていた内容を1本にまとめた『グリザイアの果実スピンアウト!?アイドル魔法少女ちるちる☆みちる』が2015年6月25日に発売された。

### 客演作品
でか☆むす
オルトダッシュの開発により、GREEとMobageで配信されていたソーシャルゲーム。2015年10月23日から11月19日までフロントウイングが監修した『グリザイアの果実』とのコラボレーションシナリオが配信された。
ガールズクロスクロニクル
通称ガルクロ、DMM.R18とDMM.comで配信されているソーシャルゲーム。R18版との違いはアビリティ解放時のHシーンの有無。
グリザイアの果実から、榊由美子(私服、制服)、周防天音、松嶋みちる、入巣蒔菜、小嶺幸が参戦している。
2017年5月15日からサービス開始しているので、これから風見一姫等の参戦も期待できたが、2017年8月31日にサービスが終了してしまい、実装される事はなかった。
ヒロインメモリーズ
通称ヒロメモ、DMM.R18とDMM.comで配信されているソーシャルゲーム。4月15日オープンβサービス開始。R18版との違いはメモリー解放時のHシーンの有無。
グリザイアの果実から、榊由美子(私服、制服)、周防天音、松嶋みちる(私服、制服)、入巣蒔菜(私服、制服)、小嶺幸(私服、制服)が参戦している。